# Vino bianco

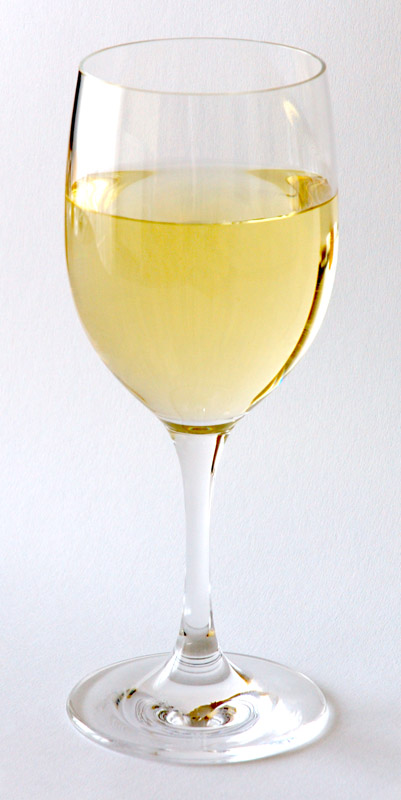
Un bicchiere di vino bianco.

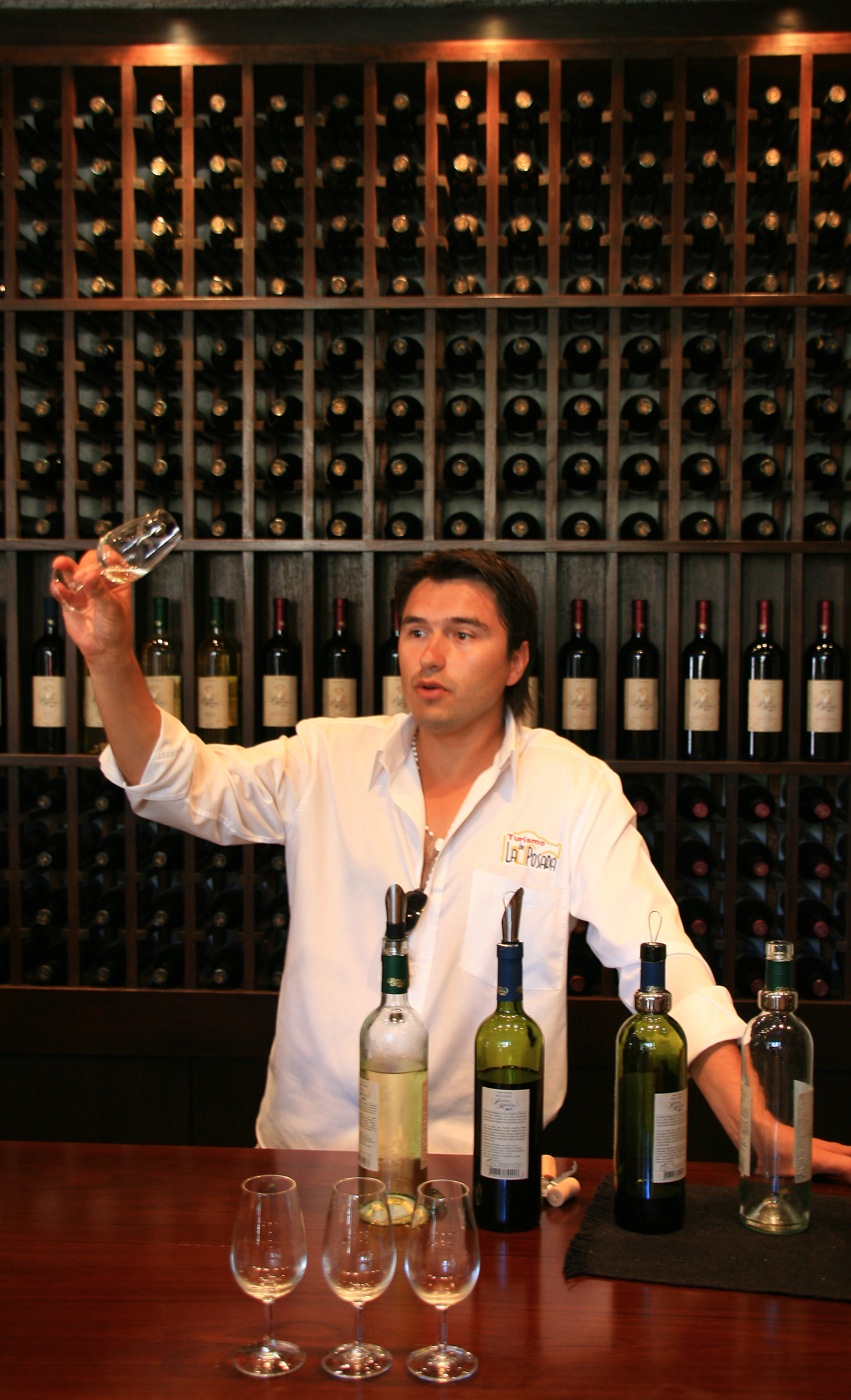
Degustazione di vini Torrontés a Cafayate, in Argentina.

Il vino bianco è una bevanda alcolica ottenuto dalla fermentazione del mosto di uva a bacca bianca o di uva a bacca nera privata della buccia. Durante il processo di vinificazione viene sottoposto a dei trattamenti specifici per mantenere inalterata la colorazione gialla trasparente che lo contraddistingue. La varietà dei vini bianchi è dovuta a tre fattori: la grande diversità dei vitigni, delle modalità di vinificazione e della quantità di zucchero residuo presente nel vino.
Il vino bianco è prodotto con uva proveniente prevalentemente da vitigni di colore verde o giallo che sono molto numerosi in tutte le zone in cui viene coltivata la vite. Alcuni vitigni sono molto conosciuti come lo Chardonnay B, il Sauvignon B o il Riesling B, altri invece sono meno famosi perché partecipano, assieme ad altri vitigni, all'elaborazione di vini come il Tokaji, lo Sherry, il Sauternes che sono, appunto, il risultato di un assemblaggio di diversi vitigni. Il vinificatore può anche impiegare uve provenienti da vitigni a bacca colorata a condizione di evitare di colorare il mosto nel momento della separazione della polpa dal succo. È il caso, ad esempio, dello champagne, per la produzione del quale si utilizzano anche uve a bacca rossa come quelle provenienti dai vitigni Pinot nero e Pinot Meunier. 
Tra i numerosi tipi di vino bianco, quello secco è il più comune: più o meno aromatico e acidulo, è prodotto tramite fermentazione totale del mosto, che consiste nella trasformazione di tutti gli zuccheri in alcol e anidride carbonica. Invece, per la produzione dei vini dolci, amabili o liquorosi il vinificatore applica la tecnica della mutizzazione che consiste nell'interruzione della fermentazione prima che tutti gli zuccheri dell'uva si trasformino in alcol. Esistono vari metodi per arricchire il mosto di zucchero: surmaturazione dell'uva ancora in pianta, appassimento o marciume nobile. Quest'ultimo è un'alterazione dell'uva causata dalla Botrytis cinerea, che aumenta la disidratazione dell'uva e la concentrazione degli zuccheri nell'acino.
Nei vini effervescenti (soprattutto i vini bianchi), l'effervescenza è dovuta alla presenza nel vino di anidride carbonica, prodotta nella fase di fermentazione, che sale in superficie sotto forma di bollicine al momento dell'apertura della bottiglia creando, inoltre, una delicata spuma.
Questa bevanda alcolica ha accompagnato lo sviluppo economico di continenti come l'Europa, l'America, l'Oceania i cui abitanti sono consumatori di vino. In Africa e in Asia la cultura vinicola ha avuto un impatto inferiore dovuto a ragioni climatiche e religiose.
Reso famoso da scrittori, poeti, cabarettisti e pittori, il vino bianco è utilizzato come bevanda da aperitivo, da pasto, da dessert o come bevanda rinfrescante da consumare tra i pasti. Viene utilizzato anche in cucina per deglassare il fondo di cottura e per la preparazione di alcune pietanze grazie alla sua acidità, ai suoi aromi, alla sua tendenza a rendere tenera la carne. Tuttavia, gli effetti benefici del vino bianco sul nostro organismo sono minori rispetto a quelli del vino nero perché contiene meno polifenoli.

## Storia

### Antichità

#### Mesopotamia

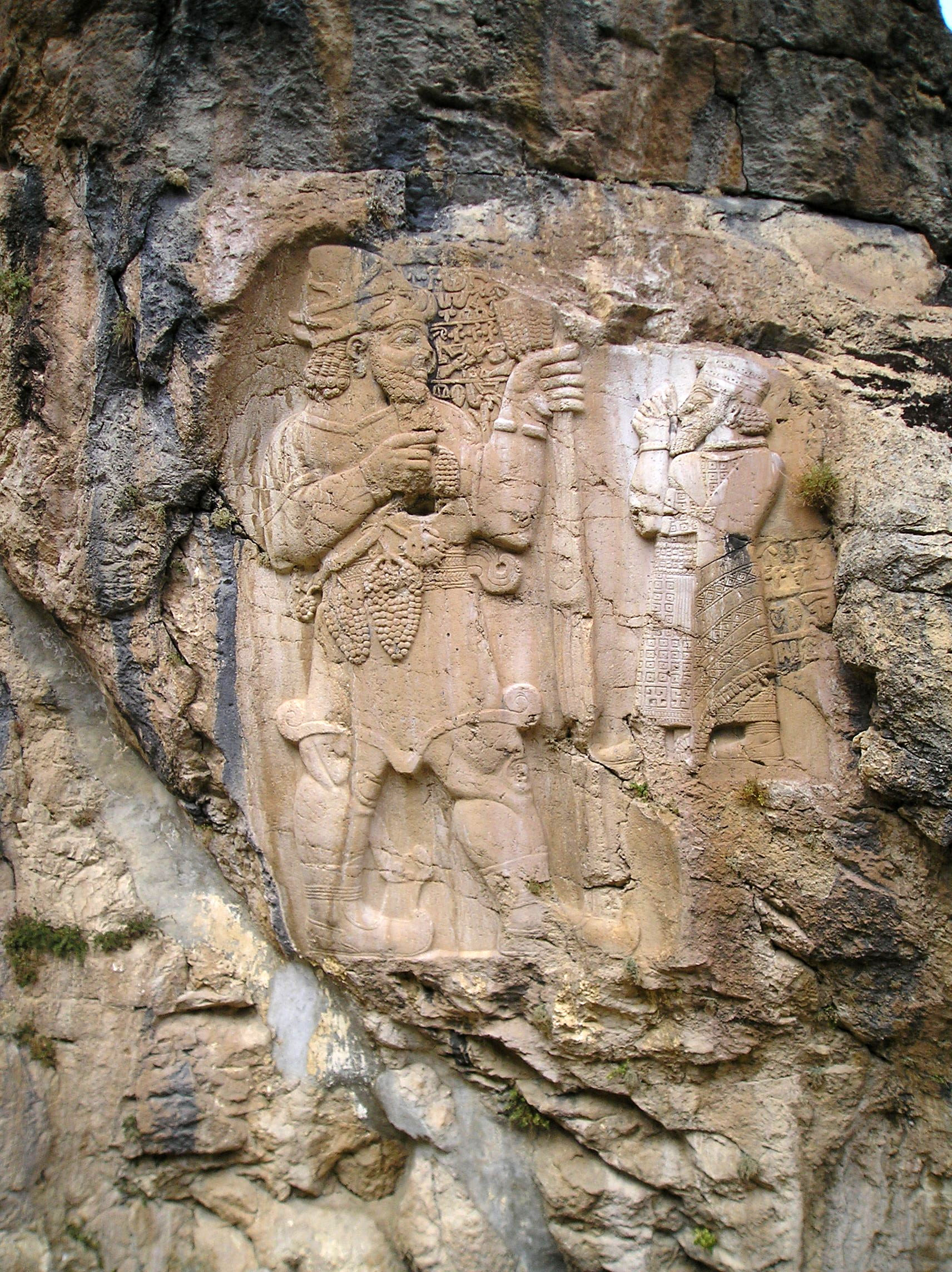
Il Re ittita Warpalawa che offre un grappolo d’uva al Dio Tarhunta. Basso rilievo rupestre di Ivriz in Turchia dell’inizio del primo millennio a.C.

La prima traccia di vino risale a circa 7500 anni fa, nell'attuale Iran ma i risultati degli scavi archeologici non consentono di determinare il momento esatto a partire dal quale iniziò la produzione del vino bianco. Grazie all'epigrafia siamo a conoscenza della presenza del vino nel Medio Oriente: prodotto nelle montagne che fanno da confine tra l'Anatolia e l'Armenia, venne importato in seguito in Mesopotamia soprattutto a partire dal terzo millennio a.C. Nelle tavolette di Hattusha sono iscritti dei termini in lingue diverse che significano “vino”: wiyana in lingua ittita, geštin in lingua sumera, e karânu in lingua accadica. Inoltre, si evince dalle iscrizioni che il vino presso queste popolazioni poteva essere rosso (sas geštin), chiaro (forse bianco (kù.babbar geštin), buono (dug.ga geštin), mielato (lal geštin), nuovo (geštin emsa) o inacidito (geštin emsa).

#### Grecia antica
Presso i Greci antichi, il vino era la cosiddetta “bevanda di Dioniso”. Dioniso era, infatti, il dio della fertilità, della vegetazione e della vite e, secondo la mitologia greca, aveva insegnato agli uomini le tecniche di vinificazione. In suo onore, venivano organizzate le feste dionisiache durante le quali il vino era il protagonista assoluto.
Alcuni ritrovamenti di frammenti di boccali di vino, al cui interno sono state rilevate tracce di vino, fanno risalire il consumo di questa bevanda all'età micenea, verso la metà del II millennio a.C. Il vino veniva prescritto da Ippocrate a suoi pazienti nel V secolo a.C.. Il fatto che il “vino bianco vinoso” e il “vino bianco aspro” siano citati tra i rimedi alle malattie dimostra che già a quell'epoca vi era una diversità nelle uve e nelle tecniche di produzione del vino bianco.
Le coltivazioni della vite erano diffuse uniformemente in tutto il mondo greco. Quando i greci andavano a colonizzare nuove terre avevano l'abitudine di portare con sé anche tralci di vite da impiantare nelle terre conquistate.

#### Roma antica
Nell'antica Roma, inizialmente, il vino era considerato una bevanda di lusso per cui il consumo era riservato ai ricchi patrizi ed era vietato alle donne in quanto veniva prodotto in basse quantità. La qualità del vino prodotto era molto inferiore a quella dei vini greci. La produzione del vino aumentò con la conquista di nuovi territori a nord e la qualità del prodotto migliorò applicando le tecniche di viticoltura e di produzione del vino dei Greci. Furono i militari romani a esportare il vino e a creare nuove coltivazioni di vite in Italia settentrionale e in Francia, nella zona di Bordeaux, Borgogna, Loira e Champagne.

### Medioevo

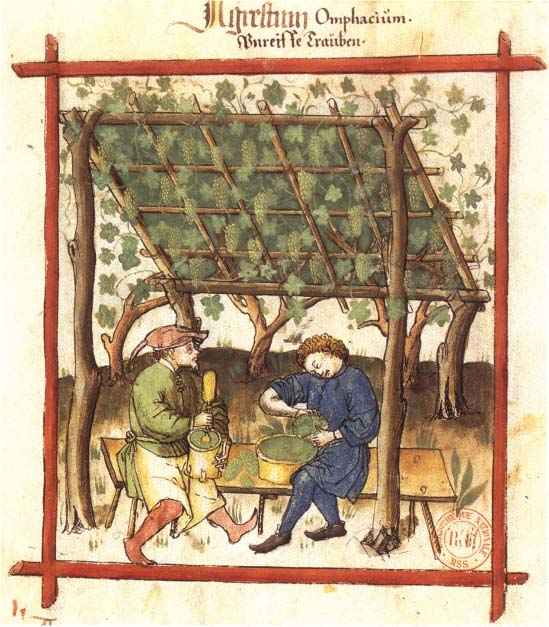
L’uva bianca alla fine del Medioevo

Il commercio del vino non riuscì a sopravvivere alla caduta dell'impero romano d'occidente: la viticoltura fece marcia indietro. Dal 400 all'800 la viticoltura, come l'agricoltura, fu in piena decadenza. In molti luoghi l'abbandono della coltivazione della vite determinò un calo della produzione e del consumo del vino.
Tuttavia, le conoscenze sulle tecniche di coltivazione della vite e di vinificazione non andarono perdute: con l'avvento del Cristianesimo la produzione del vino fu affidata ai monaci che sfruttavano i terreni dei conventi per la coltivazione della vite. Il vino era, infatti, un elemento necessario per la celebrazione della messa e aveva un alto valore simbolico. Durante il Medioevo i conventi e le abbazie divennero veri e propri centri vitivinicoli. Tuttavia, per molto tempo, il vino non venne commercializzato ed esportato perché era difficile da trasportare e da conservare.
Diversa era la situazione in Europa settentrionale, dove l'economia vitivinicola era facilitata dalla presenza di fiumi navigabili lungo i quali erano coltivate le viti. Ad approfittare della navigabilità furono le popolazioni germaniche del Reno e del Danubio per esportare la loro produzione. Non a caso, in Germania e Austria, il Medioevo fu un'epoca di grande sviluppo per la cultura del vino bianco. In Europa centrale, i vigneti raggiunsero una superficie di 100.000 ha, tre volte e mezzo quella degli anni '90 del ‘900. A partire dal XIII secolo, i commercianti germanici erano soliti distinguere tra il vinum hunicum, il vino degli Unni, quello bevuto dal popolo, e il vinum francium, il vino dei Franchi, quello bevuto dalla ricca aristocrazia.
Carlo Magno contribuì al progresso economico del Sacro Romano Impero con il suo capitulare de villis, un documento non datato emanato per disciplinare le attività rurali, agricole e commerciali. Fu disciplinato anche il mondo del vino: s'introdussero nuove regole per la vinificazione come la pulizia dei vasi vinari e l'introduzione della torchiatura dell'uva per mezzo del torchio al posto della pigiatura con i piedi.
Una parte del commercio europeo avveniva per via marittima nella costa atlantica. Gli Inglesi, poi gli Olandesi e gli Scandinavi erano infatuati dalle coltivazioni della vite tra Bordeaux e La Rochelle. Mentre nei territori attorno al porto della Charente venivano prodotti dei modesti vini bianchi acidi, Bordeaux esportava i vini dell'Haut-Pays provenienti dalla Garonne. I vini bianchi della Charente diedero vita al cognac mentre l'alambicco fu introdotto sulle rive della Charente nel XVII secolo. In quest'epoca, i vini bianchi secchi, che erano stimati dagli olandesi, venivano prodotti a nord, nei pressi di Nantes, nell'attuale vigneto del Muscadet e del Gros-plant-du-pays-nantais. I vigneti della Loira e del sud-ovest beneficiavano della rete commerciale grazie alla navigabilità della Loira e della Garonna.
Nel bacino mediterraneo, le crociate arricchirono considerabilmente le Repubbliche rivali di Venezia e di Genova. Per approvvigionare le truppe dei ricchi signori franchi, Venezia e Genova si fornivano dei vini greci. Il porto di Monemvasia, che esportava molto vino bianco, attribuì il nome al vitigno Malvasia. I crociati scoprirono, inoltre, il vino moscato. Una volta rientrati in patria, i regnanti e i ricchi aristocratici erano soliti comprare il vino che avevano acquistato in Oriente. Comprarono, inoltre, dei ceppi di vite che furono piantati nella Languedoc-Roussillon e in Spagna. Il commercio di questi vini fu facilitato della loro elevata gradazione alcolica che garantiva la conservazione del prodotto nel tragitto verso l'Europa settentrionale.

### Epoca moderna

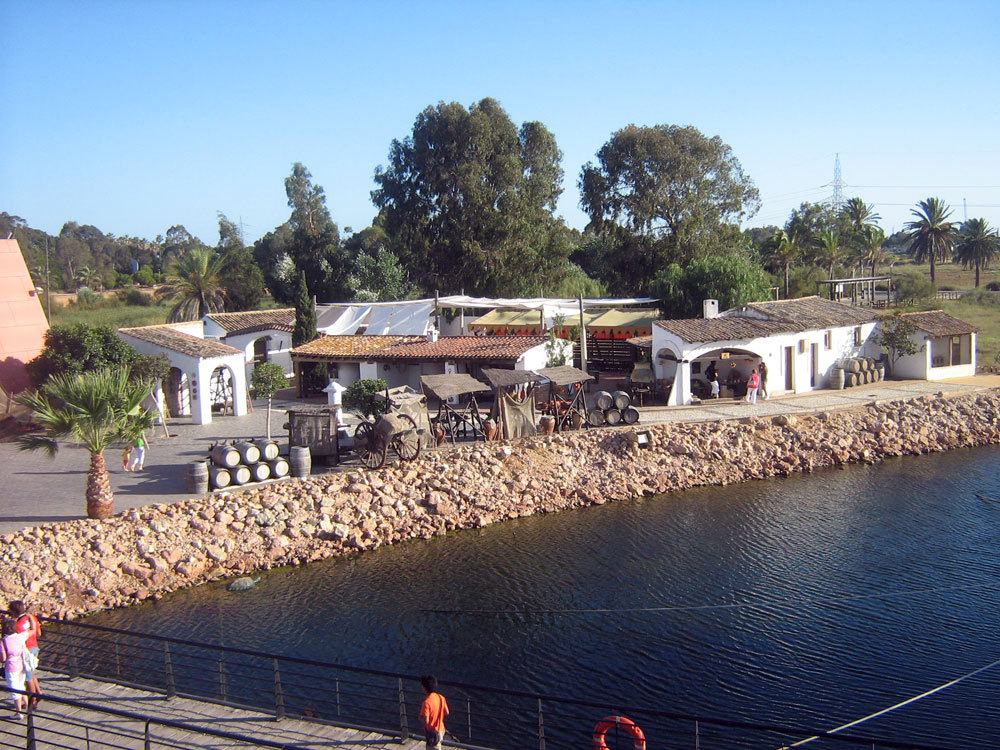
Ricostituzione dell’antico porto di Palos de la Frontera.

Nel 1453, l'Impero Ottomano conquistò Costantinopoli e la situazione dei Veneziani e dei Genovesi entrò in crisi; il commercio del vino tra il Mediterraneo orientale e l'Europa settentrionale diminuì fortemente. In questo momento, la Spagna, terminata la reconquista, rimpiazzò il vino del mediterraneo con il suo presso i consumatori inglesi e olandesi. Il porto di Sanlucar de Barrameda cominciò a esportare vino bianco in grandi quantità, l'antenato dell'attuale Sherry, che fece furore in Inghilterra. Il commercio con l'Inghilterra durò anche nel momento peggiore delle relazioni diplomatiche tra i due Paesi (come nel momento dell'episodio dell'Invincibile Armata nel 1588). Il commercio con l'Inghilterra era assicurato dai corsari che rubavano ciò che non potevano comprare. Tra 40 e 60.000 barrique da 500 l venivano esportate annualmente in Inghilterra e Paesi Bassi.
A partire dal XVI secolo, furono piantati i primi vigneti europei in America: in Messico, dove vi erano già delle coltivazioni indigene, Perù, Bolivia, Argentina e Cile. Tuttavia, questi vigneti non erano destinati alla produzione di vino perché l'uva era troppo acida. Servivano a produrre l'acachul, una bevanda addolcita da frutta e miele.
La piccola glaciazione ghiacciò le viticolture settentrionali. La vite sparì nella Germania settentrionale e a Baden, l'altitudine massima della coltivazione della vite scese di 220 m. Hans-Jürgen Otto segnalò che “ovunque il vigneto soffrì e diminuì la sua superficie”. La vite sparì anche in Inghilterra. I vitigni meno precoci erano quelli bianchi. Anche se le uve non erano abbastanza mature, veniva prodotto un vino asprigno ancora bevibile, mentre le uve rosse non conferivano al vino abbastanza colore e i tannini verdi lo rendevano amaro. L'interruzione della fermentazione a causa del freddo favorì la scoperta della presa di spuma dello Champagne.

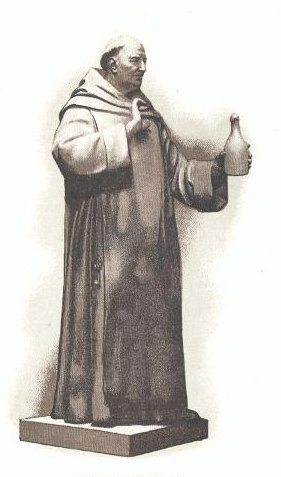
Dom Perignon, il leggendario creatore dello Champagne.

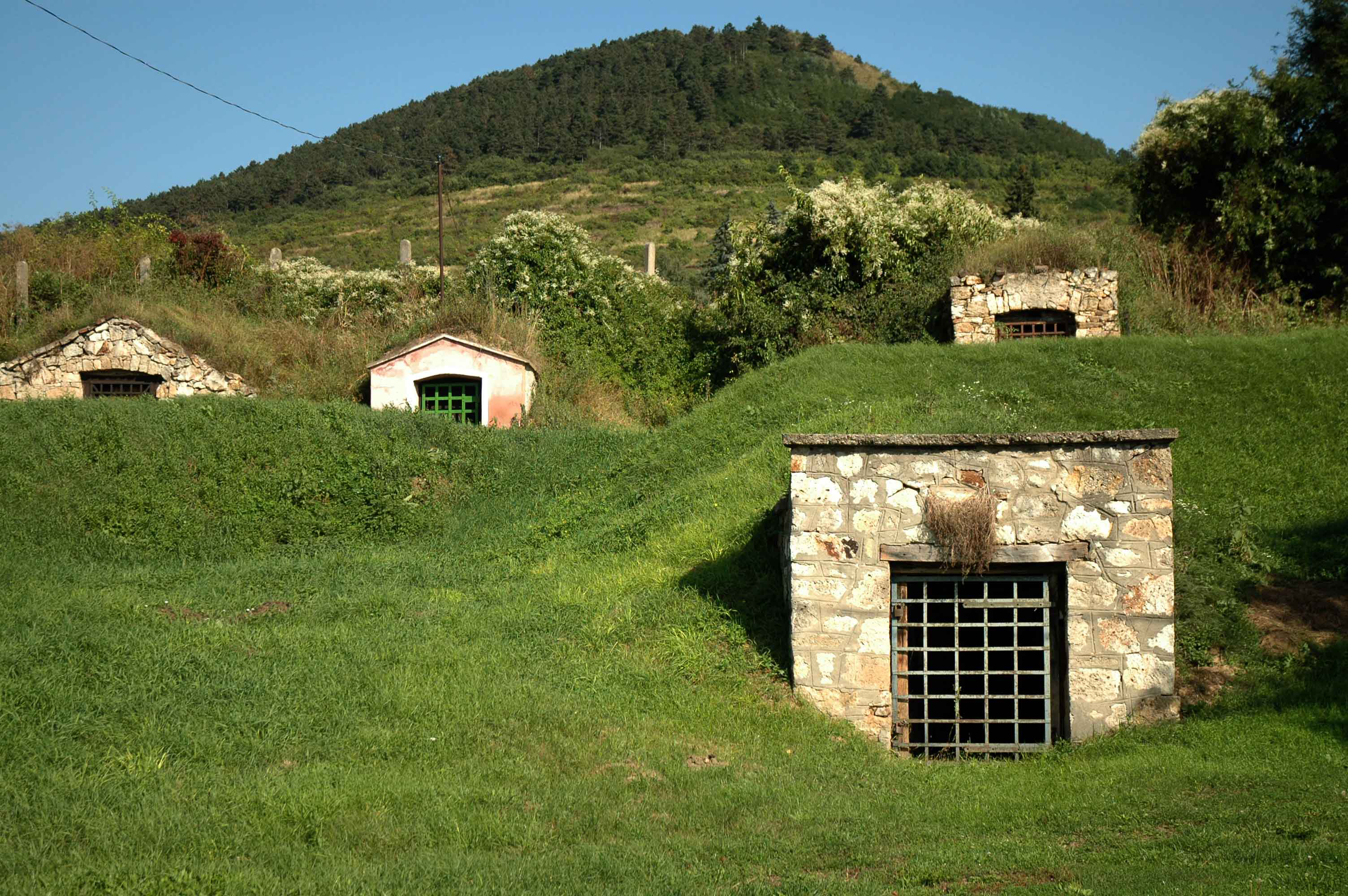
Cantine del Tokaji in Ungheria, dove furono conservati i segreti dell’elevazione.

L'arricchimento di una parte della popolazione creò un'infatuazione per i vini rari. Questo fenomeno, già all'origine del commercio dello Sherry in Inghilterra, si riprodusse in Europa centrale. La scoperta dei benefici del marciume nobile sull'uva bianca risale al periodo verso il 1650 in Ungheria per la produzione del Tokaji. Hugh Johnson dichiarò che “il Tokay di tre secoli fa era il migliore vino del mondo, ereditiere di una tradizione viticola molto antica”. Elaborato con un'uva la cui maturità è dovuta a un segreto, questo vino sviluppò le sue qualità grazie ad un'elevazione che restò per molto tempo segreta nelle cantine sotterranee del vigneto. Apprezzato dalla Casa degli Asburgo, il Tokaji conobbe in seguito un commercio florido. Ci volle molto tempo prima di iniziare a imitarlo perché l'utilizzo del marciume nobile restò un segreto. Solo 120 anni dopo la modalità di vendemmia tardiva fu sperimentata nelle rive scoscese del Reno. L'utilizzo del marciume nobile fu attestato a Sauternes nel 1836, allo Château Tour Blanche.
Altre regioni scoprirono il segreto della loro ricchezza. Si situa nell'epoca moderna la nascita della produzione dello Champagne. Fu un monaco francese, dom Pérignon (1638-1715), nell'anno 1668, nell'Abbazia di Hautvillers nei pressi di Reims, a produrre il primo vino bianco spumante a partire da uve nere. Si deve a lui la messa a punto della tecnica della doppia fermentazione dello Champagne: egli aveva constatato che i vini bianchi, soprattutto quelli prodotti con le uve Pinot, avevano tendenza a rifermentare in primavera con il ritorno dei primi caldi. Perciò, ebbe l'idea di far rifermentare il vino in bottiglia e in cantine interrate, per renderlo frizzante e mantenerlo giovane.
La moda di bere vino bianco secco iniziò a Parigi nel XVIII secolo: per evitare il dazio, i Parigini presero l'abitudine di consumare il vino presso i produttori, fuori dalle mura della città. I cabaret aprono le loro porte nelle rive dei fiumi e diventarono delle guinguette (balere): per questo motivo, il vino consumato in questo luogo prese il nome di “guinguet”.

### Epoca contemporanea

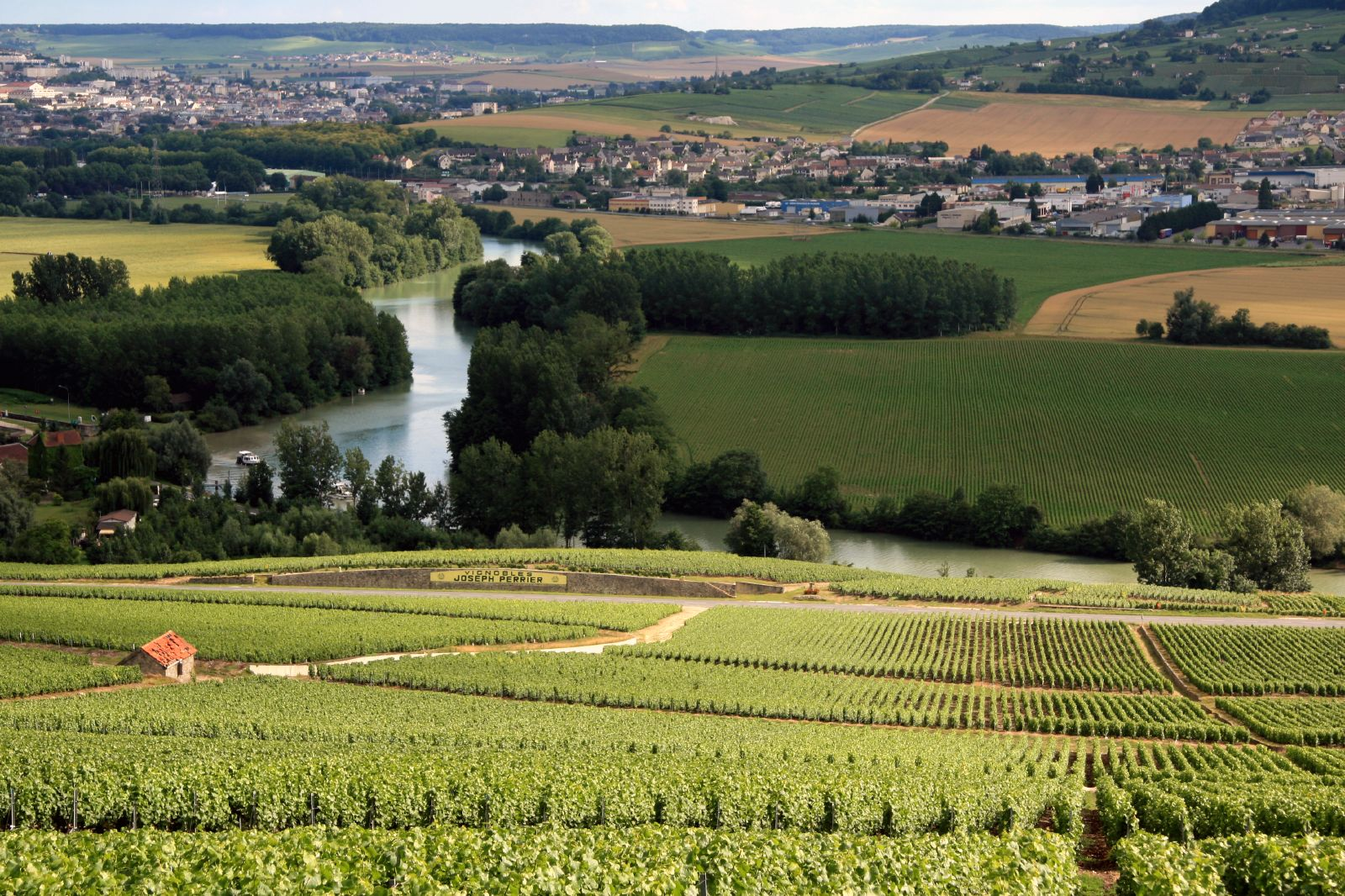
Paesaggio collinare in Champagne

Lo Champagne è stato creato nel XVIII secolo, anche se la sua fama mondiale iniziò un secolo prima. I regnanti europei lo introdussero nelle loro corti, anche se la sua produzione - veniva necessariamente condizionato in bottiglia - aveva costi elevati. Hugh Johnson attribuì un ruolo diplomatico importante allo Champagne: Talleyrand l'avrebbe offerto alla tavola dei negoziatori del Congresso di Vienna utilizzandolo per rilassare i loro interlocutori durante le discussioni. L'occupazione delle truppe russe della Champagne fece conoscere questo vino effervescente all'aristocrazia russa. Il vedovo Clicquot consegnò il suo vino agli occupanti dicendo “oggi lo bevono, domani pagheranno...”.
Il progresso dell'industria del vetro (grazie al carbone, ovviamente) permise di democratizzare l'uso della bottiglia. La produzione del vino effervescente aumentò considerabilmente e conquistò il continente americano. La tecnica della produzione s'industrializzò e altre regioni presero ispirazione senza che la reputazione dello Champagne risultasse compromessa. Lo slancio commerciale dello Champagne è un prodotto della rivoluzione industriale che lo rese un vino anche alla portata della classe media.

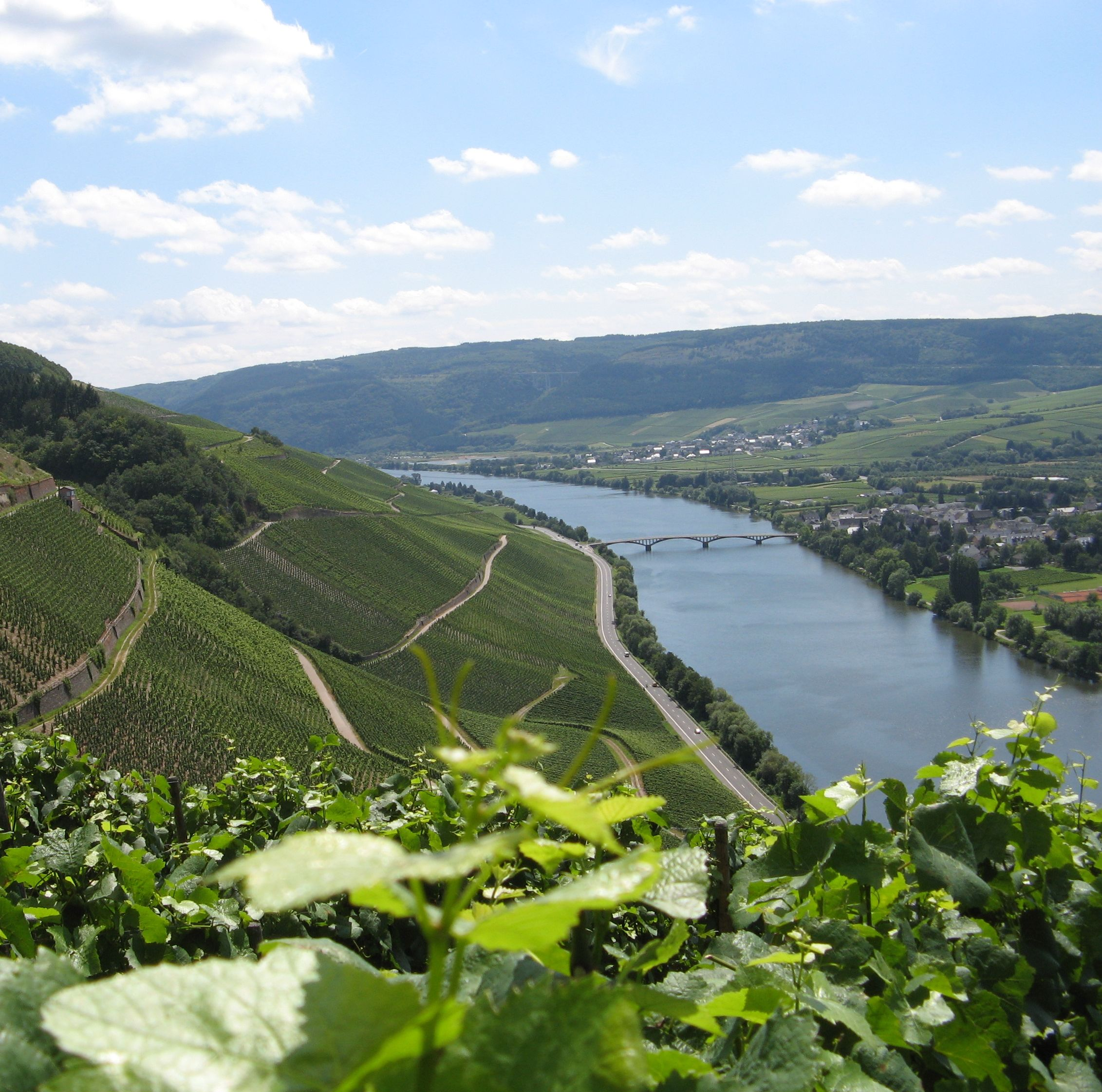
Pendii scoscesi della Moselle nel vigneto tedesco, l’Annaberg à Schweich.

Il periodo del XIX secolo che precedette l'arrivo della fillossera fu una vera età d'oro della viticoltura. La rivoluzione industriale arricchì la borghesia, che era cliente dei migliori vini, e l'esodo rurale verso le fabbriche creò un vasto mercato per i vini di produzione di massa. Esemplare per la produzione dei vini bianchi fu la viticoltura in Germania. Con la tecnica della vendemmia tardiva i vini poco zuccherati acquistarono equilibrio nonostante la loro viva acidità. Nel 1872 fu creato l'Istituto di enologia a Geisenheim.
Nel corso del XX secolo, la coltivazione della vite nei Paesi in cui era precedentemente sconosciuta fu in pieno sviluppo. L'unico ostacolo era la temperatura troppo elevata durante la fermentazione. L'uso di contenitori più grandi creava problemi alla fermentazione perché i lieviti producevano un calore che non veniva espulso: al di là di 35 °C, i microrganismi iniziavano a soffrire e la fermentazione rallentava e poi si bloccava, cosicché, dopo il raffreddamento del vino, era necessaria una nuova inoculazione per far ripartire la fermentazione (senza parlare degli effetti nefasti sugli aromi del vino e il rischio di spunto lattico). In California, in questo periodo furono messe a punto delle ricerche per tenere sotto controllo la temperatura del mosto in fase di fermentazione. Esse rivoluzionarono il tipo di vino bianco prodotto tanto che i vini europei, elevati secondo una modalità che rovina il sapore fruttato del vino, erano agli antipodi di questi vini molto fruttati e caratterizzati da una vivacità rinfrescante. Nel corso degli anni 60 e 90 del Novecento i metodi di vinificazione americani raggiunsero anche l'Europa e i materiali per la refrigerazione sono usati oggi in tutte le regioni produttrici di vino bianco.

## Distribuzione geografica

### Produzione

#### Zone climatiche

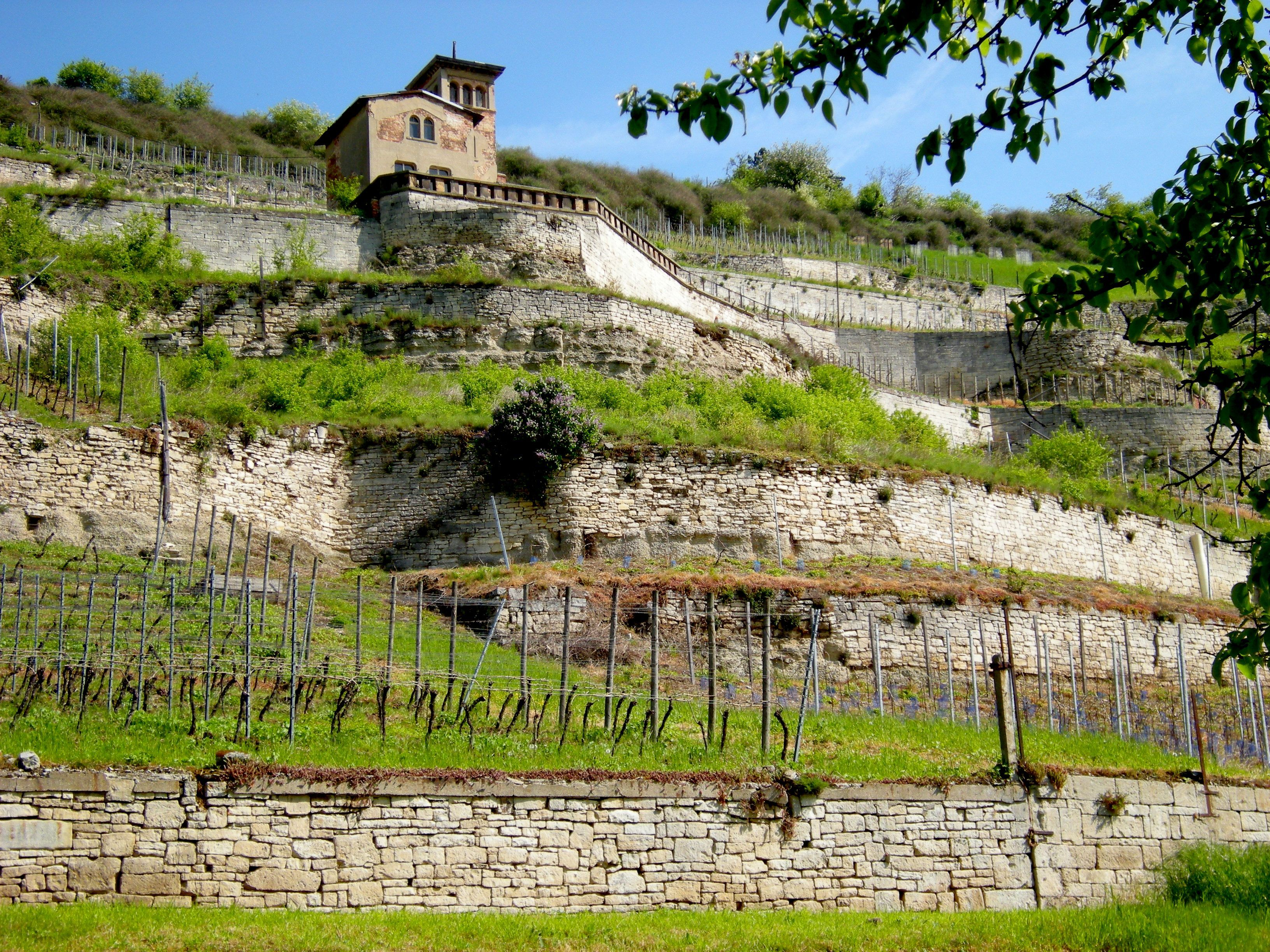
Vigneto tedesco, uno dei vigneti più a nord del mondo.

Molti Paesi viticoli producono vino bianco. Solitamente, i vigneti destinati alla produzione del vino bianco secco sono localizzati nelle zone a nord o nelle altitudini. Infatti, l'uva bianca ha bisogno di un clima meno caldo per maturare rispetto all'uva nera. La mancanza di maturità dei tannini non pone nessun problema in quanto i tannini non vengono estratti durante la fase di pressatura. La vivacità del vino bianco è dovuta all'acidità delle uve che vengono raccolte appositamente un po' prima della maturazione.
In Europa, il vigneto tedesco produce in maggioranza uve a bacca bianca (61% della produzione nel 2001) così come il vigneto svizzero (50% della superficie coltivata) e il vigneto lussemburghese (93% della superficie coltivata produce uve a bacca bianca e grigia). In Francia, la metà a nord del Paese produce prevalentemente vini bianchi (Alsace, Jura, Champagne, Vallée de Loire). In Spagna, paradossalmente, i vigneti producono in prevalenza uve a bacca bianca in zone dal clima caldo e il 50% sono localizzati in Castille-La Manche. La Catalogna produce molte uve a bacca bianca su una superficie di 45 000 ettari (il totale della superficie coltivata è 65 600 ettari) destinate alla produzione di un vino spumante, il cava.
Il continente americano produce vini bianchi e vini rossi anche in territori dal clima ostile e sfavorevole come le Montagne Rocciose e il Canada, dove vengono prodotti dei vini eccezionali con la tecnica dell'Eiswein. Il Canada è, infatti, il primo produttore mondiale di Eiswein.
Anche le zone più calde della Francia meridionale producono vino bianco ma in piccole quantità. Si tratta spesso di vini dolci o liquorosi, vin doux naturel, o vini “vinosi”. È questo il caso dei vigneti della zona mediterranea (Moscato, Madeira, Marsala, ecc.).

#### Zone geologiche

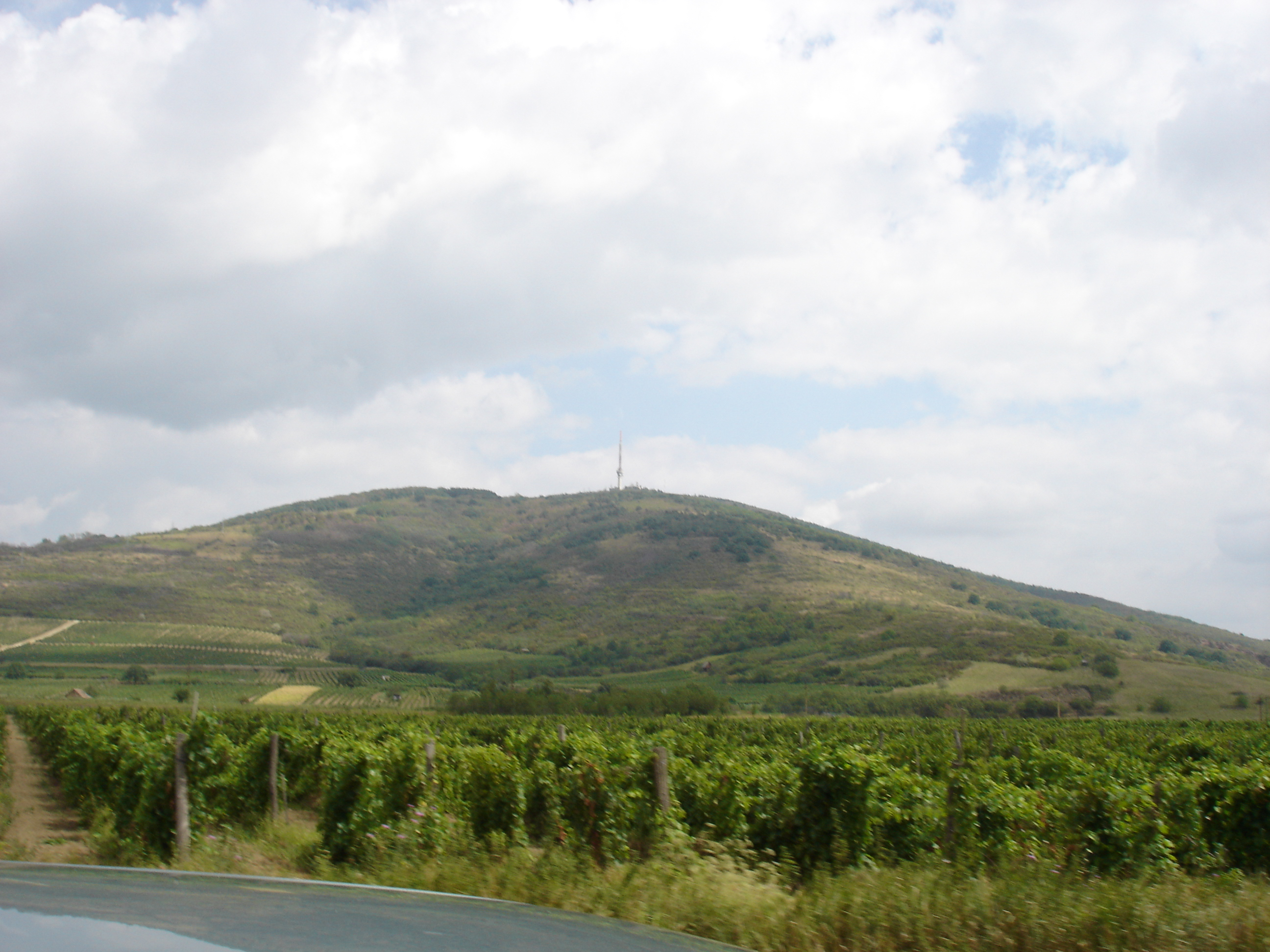
Terroir vulcanico del Tokaji

Secondo Claude e Lydia Bourguignon, i vini rossi sono adatti a terreni situati su rocce calcaree, mentre i migliori vini bianchi vengono prodotti su terreni situati su rocce metamorfiche (Alsace, Moselle, Anjou) o vulcaniche (Tokaji di Ungheria o Slovacchia). Questi agronomi microbiologi affermano anche che le terre emerse del nostro pianeta sono costituite per il 90% da rocce metamorfiche, 7% da rocce sedimentarie (prevalentemente calcaree) e 3% da rocce vulcaniche.
Per di più, alcuni vini bianchi eccellenti sono prodotti anche su sottosuoli calcarei: la base gessosa del vigneto dello Champagne o il calcare marnoso siliceo del Chassagne-montrachet fungono da scrigno per alcuni dei vini più importanti del mondo.

### Consumo
| Paese           | Proporzione di vino bianco consumato (Fonti) |
| --------------- | -------------------------------------------- |
| Media Mondiale  | 40,6 %                                       |
| Australia       | 60 %                                         |
| Repubblica ceca | 60 %                                         |
| Nuova Zelanda   | 56 %                                         |
| Lussemburgo     | 53 %                                         |
| Finlandia       | 50 %                                         |
| Regno Unito     | 47 %                                         |
| Austria         | 46,9 %                                       |
| Irlanda         | 44 %                                         |
| Stati Uniti     | 40 %                                         |
| Germania        | 39,8 %                                       |
| Argentina       | 39 %                                         |
| Italia          | 37 %                                         |
| Svezia          | 36 %                                         |
| Canada          | 35,1 %                                       |
| Svizzera        | 31 %                                         |
| Paesi-Bassi     | 30 %                                         |
| Russia          | 30 %                                         |
| Belgio          | 28,4 %                                       |
| Spagna          | 28 %                                         |
| Danimarca       | 27 %                                         |
| Norvegia        | 25,1 %                                       |
| Cile            | 25 %                                         |
| Portogallo      | 25 %                                         |
| Francia         | 21%                                          |

## I vitigni
L'Italia è il Paese al mondo con la maggiore varietà di vitigni coltivati in tutte le regioni da nord a sud. I principali vitigni a bacca bianca sono:
- Albana: coltivato in Emilia-Romagna da cui si ottengono vini secchi, amabili e dolci;
- Ansonica: coltivato in Sicilia ma anche in Toscana;
- Arneis: coltivato in Piemonte e conosciuto anche come Nebbiolo Bianco;
- Bellone: diffuso in Lazio;
- Bianco d'Alessano: coltivato nel Salento;
- Biancolella: originario della Corsica ma diffuso anche nelle isole campane;
- Blanc de Morgex: autoctono della Valle d'Aosta, immune alla fillossera e resistente al freddo;
- Bosco: vitigno coltivato nella zona delle Cinque Terre;
- Carricante: originario della Sicilia;
- Cataratto: originario della Sicilia, dà origine al Marsala, all'Alcamo e all'Etna bianco;
- Chardonnay: vitigno originario della zona francese di Bordeaux ma coltivato anche in tutta Italia;
- Coda di Volpe: vitigno campano;
- Cortese: di origine piemontese ma diffuso anche nell'Oltrepò pavese;
- Erbaluce: vitigno piemontese;
- Favorita: vitigno piemontese, usato anche per la produzione di vino da tavola;
- Forastera: vitigno introdotto nel XIX secolo nell'Isola di Ischia;
- Garganega: molto diffuso nel veronese, utilizzato per la produzione del Soave e del Recioto di Soave;
- Greganico: diffuso in Sicilia;
- Grechetto: molto diffuso in Italia centrale;
- Greco: diffuso in Campania;
- Grillo: assai diffuso a Marsala, in Sicilia;
- Malvasia: diffusissimo in tutta Italia, ne esiste una varietà a bacca rossa, in Trentino;
- Moscato: originario della Grecia ma diffuso in tutta Italia;
- Müller Thurgau: è un incrocio tra il Sylvaner e il Riesling Renano, diffuso nel nord Italia;
- Nasco: uno dei vitigni più antichi della Sardegna;
- Nosiola: antico vitigno autoctono del Trentino;
- Picolit: diffuso in Friuli;
- Pigato: antico vitigno ligure;
- Pignoletto: coltivato sui colli bolognesi;
- Pinot bianco: originario della Francia, molto diffuso soprattutto in Italia settentrionale;
- Pinot grigio: originario della zona francese di Bordeaux;
- Prosecco: coltivato in Veneto, è alla base di vini spumanti e fermi;
- Ribolla gialla: vitigno friulano;
- Riesling: vitigno proveniente dalla Valle del Reno in Germania;
- Sauvignon: vitigno coltivato in tutto il mondo, originario dalla zona di Bordeaux in Francia;
- Sylvaner: originario dell'Austria, diffuso soprattutto in Alto Adige e Friuli;
- Tocai friulano: vitigno del Friuli,
- Torbato: di origine spagnola, coltivato in Sardegna;
- Traminer aromatico: coltivato soprattutto nel nord Italia;
- Trebbiano: viene coltivato in molte parti d'Italia;
- Verdicchio: autoctono delle Marche;
- Verduzzo friulano: autoctono del Friuli Venezia Giulia;
- Vermentino: originario della Spagna ma coltivato in Liguria, Sardegna e Toscana;
- Vespaiola: coltivato in provincia di Vicenza;
- Zibibbo: di origine araba, coltivato sull'Isola di Pantelleria, è alla base di ottimi vini passiti.

## Costituenti dell'uva e del mosto

### Il raspo
Il raspo, o graspo, è la struttura erbacea che sostiene gli acini dell'uva. È costituito da circa 80 % d'acqua e circa 3 % di minerali solubili di cui la metà di potassio, e da polifenoli. Questi ultimi, principalmente tannini, sono responsabili del sapore amaro e della sensazione di astringenza, o appunto tannicità. Nel processo di produzione del vino bianco, il raspo non è di nessuna utilità: i tannini non sono graditi ed è probabile che l'acqua che contiene diluisca il vino. Per questo, tramite le tecniche di diraspatura o di pressatura il raspo viene tolto dalla parte restante della vendemmia.

### L'acino dell'uva

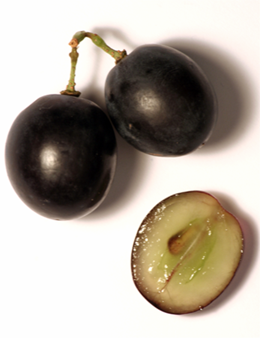
Taglio di un acino d’uva bianca a bacca colorata

L'acino dell'uva è costituito dalla buccia, dalla polpa e dai vinaccioli. Questi ultimi sono duri e rappresentano il 2-5 % del peso dell'acino, contengono 25-45 % di acqua, 34-36 % di glucidi, 13-20 % di materia grassa (l'olio di vinaccioli), 4-6 % di tannini, 4-6,5 % di proteine, 2-4 % di minerali e 1% di acidi grassi. Il loro apporto al vino bianco è nullo perché vengono eliminati nella fase di pressatura; inoltre, la pressione esercitata non permette di estrarne nessuna sostanza utile. La buccia rappresenta il 6-12 % del peso dell'uva. È ricoperta in superficie dalla pruina, uno strato ceroso che dona all'uva una colorazione opaca e che contiene i lieviti necessari per la fermentazione alcolica. La buccia dell'uva contiene anche, negli strati più interni, i “precursori d'aroma”, dei composti volatili che diventeranno gli aromi del vino al momento della fermentazione. La buccia dell'uva rossa contiene anche gli antociani, coloranti dalle tonalità che vanno dal rosso vivo al rosso violaceo. Per la vinificazione in bianco utilizzando uve dalla buccia rossa, è consigliabile evitare di macerare l'uva e di pressare troppo la vendemmia per non dissolvere gli antociani nel succo d'uva. La buccia contiene molta cellulosa, pectine insolubili, proteine e acidi organici (acido citrico, malico e tartarico). La buccia delle uve del Sauvignon bianco ha un pH di circa 4,15 e contiene anche tra 2 e 3 % di tannini. La polpa dell'uva è la parte più importante perché alla minima pressione fuoriesce il succo che diventerà mosto e, in seguito, vino. In essa sono contenuti meno precursori d'aroma rispetto alla buccia. La polpa rappresenta tra il 75 e l'85 % del peso dell'acino. È costituita da cellule poligonali di grandi dimensioni che hanno una parete cellulare molto sottile. Essa contiene:
- acqua: è la sostanza principale della polpa e ne determina la sua succosità;
- zuccheri fermentescibili: zuccheri che si trasformano in alcol e anidride carbonica durante la fermentazione. Essi sono presenti in quantità variabile nel vino, generalmente tra 200 e 300 grammi per litro: ad esempio, i vini secchi ne contengono 170-230 grammi mentre i vini liquorosi ne contengono in quantità maggiore;
- acidi organici: sono principalmente l'acido malico e l'acido tartarico[50];
- minerali;
- vitamine.

### Il mosto
Nella vinificazione in bianco, il mosto è semplicemente il succo d'uva, ottenuto tramite la pigiatura degli acini, che, successivamente, fermenterà in vino.

### Gli zuccheri

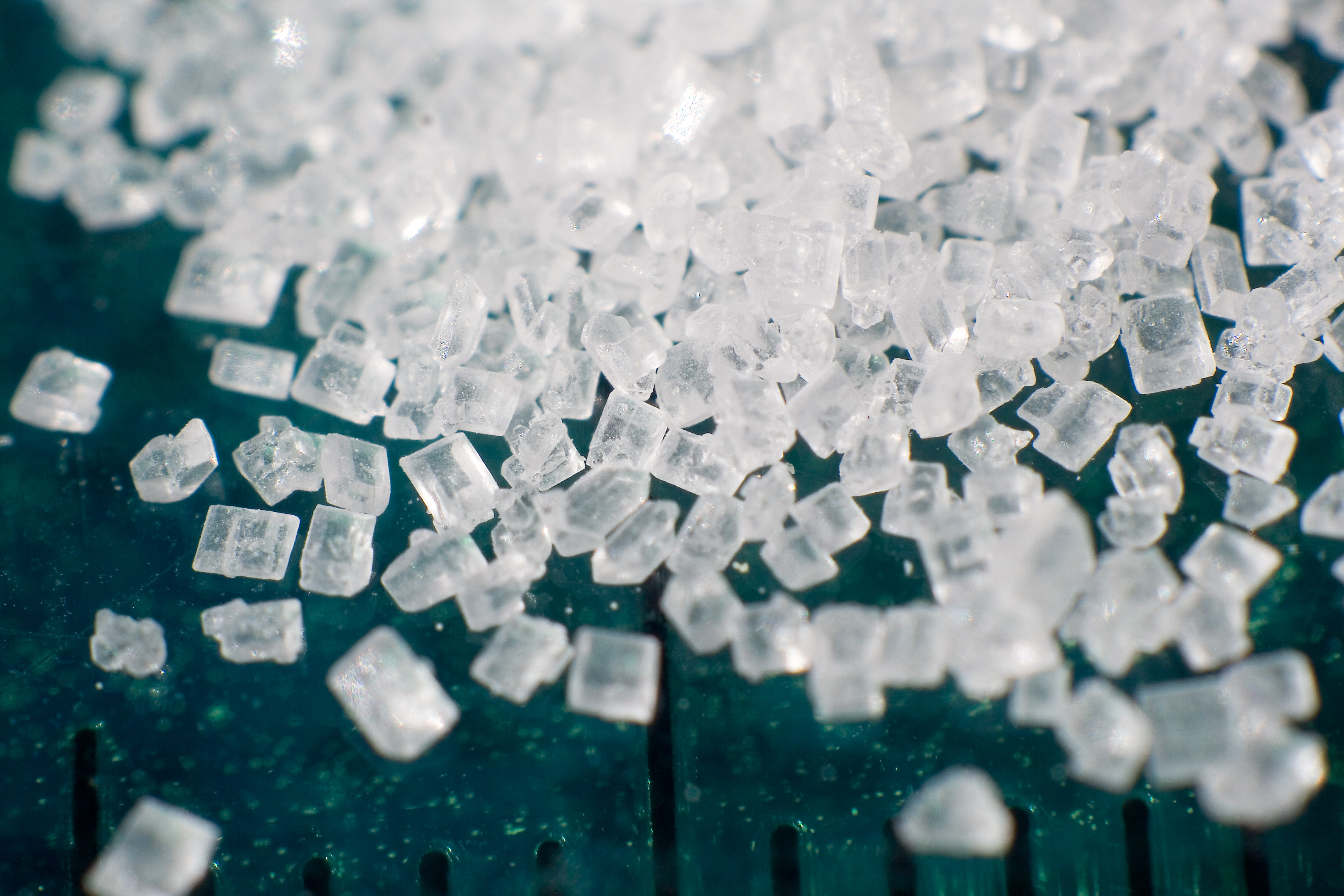
Cristalli di saccarosio raffinato (zucchero utilizzato nella fase di zuccheraggio)

Gli zuccheri sono elementi essenziali per la produzione del vino. Essi sono presenti per natura nel succo contenuto negli acini, oppure, in casi specifici, possono venire aggiunti artificialmente al mosto in fermentazione alcolica per aumentare la gradazione alcolica del vino applicando la tecnica enologica dello zuccheraggio. Questo procedimento è proibito in Italia.
Gli zuccheri sono dei glucidi prodotti dalla fotosintesi clorofilliana. Il saccarosio, prodotto dalle foglie, circola nella pianta e, quando l'uva è matura, si trova decomposto negli acini in glucosio e fruttosio in quantità pressoché equivalente. Questi ultimi hanno un ruolo importante durante la fase di fermentazione alcolica in quanto vengono trasformati in alcol dai lieviti in condizioni anaerobiche. Per constatare la fine della fermentazione è possibile utilizzare uno spettro infrarosso, applicare un metodo enzimatico o effettuare la determinazione degli zuccheri nel vino applicando il metodo di Fehling (glucosio e fruttosio sono zuccheri riducenti che reagiscono a contatto con una soluzione cupro-alcalina). Tuttavia, non tutti gli zuccheri presenti nell'uva sono coinvolti nel processo della fermentazione alcolica. Sono i cosiddetti zuccheri infermentescibili (arabinosio e xilosio) che, non trasformandosi in alcol e in anidride carbonica durante la fase della fermentazione alcolica, conferiscono al vino una certa dolcezza, la quale equilibra la nota piccante dell'acidità e il grado alcolico38. Solitamente, la quantità di questi zuccheri si aggira tra 0.5 e 1,7 g/l.

### Gli acidi organici

L’acido tartarico, a forma di L, è il principale acido organico del vino.

Gli acidi organici contenuti nella polpa dell'uva sono essenzialmente l'acido malico e l'acido tartarico. L'acido tartarico, prodotto dalle foglie, è presente nel vino in quantità pari a 5/7 g/l. L'acido malico è presente nell'uva non matura e il suo tasso diminuisce con la maturazione dell'uva. Al momento della vendemmia il suo tenore oscilla tra 2 e 7 g/l. In realtà, la quantità di acido malico dipende da molti fattori: il tipo di vitigno, il terroir, il clima (uve coltivate in regioni dal clima caldo hanno tassi minori di acido malico in quanto la degradazione dello stesso è accelerata).
Nella polpa esistono molti altri acidi ma in quantità minore: l'acido citrico, ascorbico, α chetoglutarico, fumarico, galatturonico, cumarico. La loro quantità variabile fa variare il pH del mosto.
Il mosto del vino bianco è solitamente più acido del mosto del vino rosso semplicemente perché l'uva utilizzata è meno matura.

### Le vitamine
La vitamina C, o acido ascorbico, è presente nell'uva e nel mosto in quantità pari a 50 mg/l. La sua funzione è di proteggere il mosto dai fenomeni di ossidazione. In presenza di ossigeno si verifica una reazione: producendo acqua ossigenata, la vitamina c priva gli enzimi, presenti nel mosto, dell'ossigeno che, altrimenti, rischierebbero di ossidare il vino. In Italia, l'aggiunta di vitamina c al mosto e nella fase finale di condizionamento è legale fino a 12 g/hl. Invece, in Francia l'aggiunta di vitamina c è autorizzata dal 1962 fino al limite di 15 g/hl. Inizialmente era utilizzata solo nella fase finale della vinificazione, nel momento del condizionamento, per stabilizzare il vino ma dalla fine del 2000, si tentò di individuare le modalità di aggiunta di vitamina c nella vendemmia fresca o nel mosto.
La vitamina B1, o tiamina, è presente nell'uva in quantità pari a 0,2/0,5 mg/l. È un elemento necessario per il buono sviluppo dei lieviti che sono fondamentali per la buona riuscita della fermentazione alcolica. La quantità di vitamina B1 presente naturalmente nel mosto prodotto con uva sana è sufficiente perché l'attività dei lieviti possa dare i suoi frutti. L'aggiunta di vitamina B1 si rende necessaria per facilitare la fermentazione in due casi: o in caso di vendemmia alterata dal marciume grigio, o in presenza di mosto chiaro e a bassa temperatura. La legislazione italiana, come la legislazione francese, ne limita l'aggiunta fino allo 0,6 milligrammi per litro.

### Le sostanze minerali
Le sostanze minerali contenute nel mosto sono principalmente sodio, calcio, potassio e magnesio. Il calcio e il potassio si uniscono con l'acido tartarico formando rispettivamente il tartrato neutro di calcio e il bitartrato di potassio che, dopo aver raggiunto la massima solubilità possibile, si depositano nel fondo del tino contribuendo a disacidificare il mosto. I vini prodotti nelle zone meridionali sono solitamente poco acidi. L'assenza di acidità è ritenuta dagli esperti un difetto del vino.

## Vinificazione
Il vino bianco è elaborato a partire da uve bianche o da uve nere a polpa bianca (infatti, l'uva nera a polpa nera, chiamata uva tintoria, colerebbe il succo). Una volta effettuata la vendemmia, le uve vengono pigiate in modo tale da recuperarne il succo, chiamato mosto, che viene trasportato nella vasca da fermentazione per farlo fermentare.

### La raccolta dell'uva

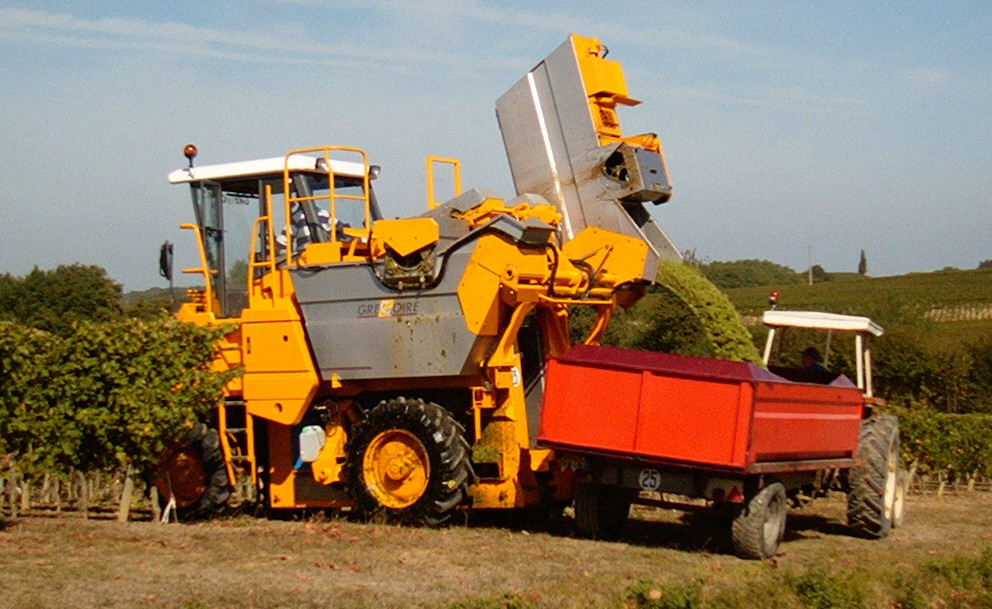
Il raccolto della vendemmiatrice viene svuotato nel rimorchio trasportatore.

La maturità dell'uva raccolta varia a seconda del tipo di vino che si vuol produrre. Per produrre alcuni tipi di vino bianco dolce, liquoroso o vin doux naturel è necessario vendemmiare l'uva in fase di surmaturazione per favorire la concentrazione degli zuccheri nella polpa. Infatti, con il progredire della maturazione, la quantità di zucchero nella polpa aumenta e la quantità di acidi diminuisce. Per produrre un vino bianco secco, si vendemmia generalmente 8 giorni in anticipo rispetto alla fase della giusta maturità dell'uva. Per determinare questo momento si fa riferimento alla maturità tecnologica dell'uva che coincide con il periodo in cui il rapporto tra acidi e zuccheri è ottimale. Se non si tenesse conto della maturità tecnologica per la produzione di un vino bianco secco, si produrrebbe un vino poco acido, privo di vivacità, troppo alcolico e gli aromi sarebbero meno freschi e meno vivi.

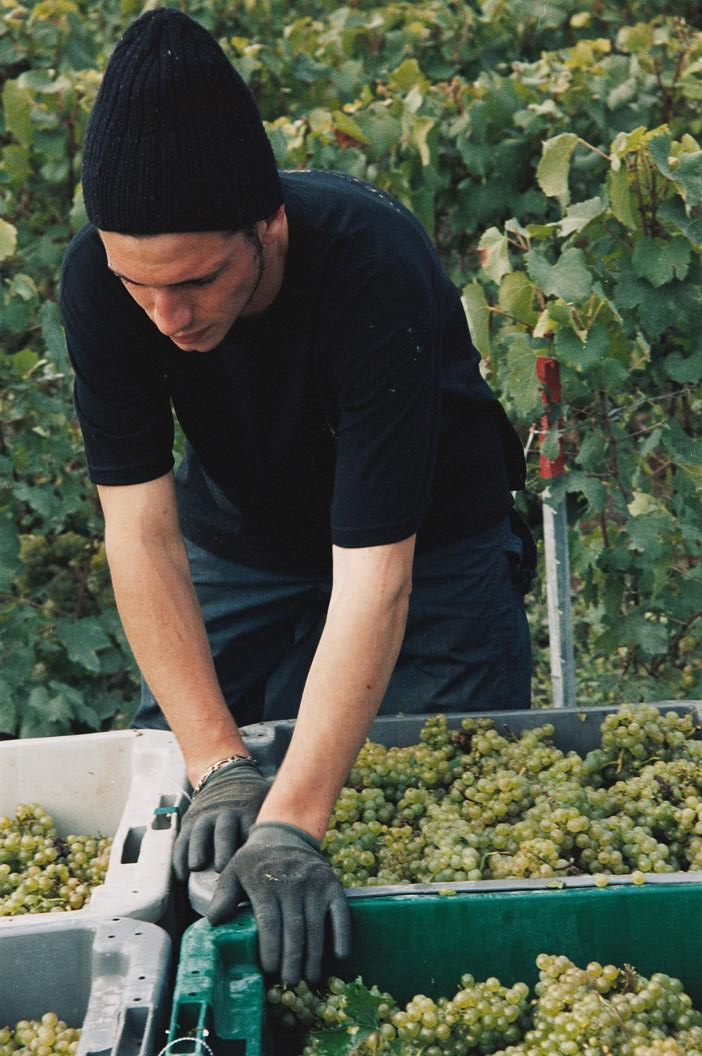
Raccolta manuale in Champagne.

Il tipo di vendemmia cambia in base al vino che si vuole produrre:
- per la produzione di vini bianchi secchi la raccolta tradizionale a mano dei grappoli interi sta scomparendo a favore dell'impiego della vendemmiatrice. La meccanizzazione della vendemmia è un'ottima scelta a livello economico, ma non sempre a livello qualitativo[59];
- per alcuni vini liquorosi, la vendemmia in più fasi richiede la raccolta manuale e una formazione ad hoc dei vendemmiatori affinché raccolgano solo i grappoli o addirittura solo gli acini che abbiano raggiunto la maturità ottimale o che siano stati colpiti da marciume nobile (è la cosiddetta selezione degli acini nobili);
- per produrre vini effervescenti di qualità è raccomandata la vendemmia manuale. Quest'ultima è assolutamente necessaria anche per produrre vini bianchi a partire da uve a buccia colorata[59].

Dopo la raccolta è necessario trasferire l'uva rapidamente dalla vigna alla cantina sia per proteggerla dall'ossigeno che per evitare di schiacciarla durante il trasporto. Se la durata del trasporto dal vigneto alla cantina è lunga, la vendemmiata può essere refrigerata e mantenuta al riparo dall'ossigeno tramite l'impiego di azoto o di neve carbonica.

### I trattamenti prima della fermentazione

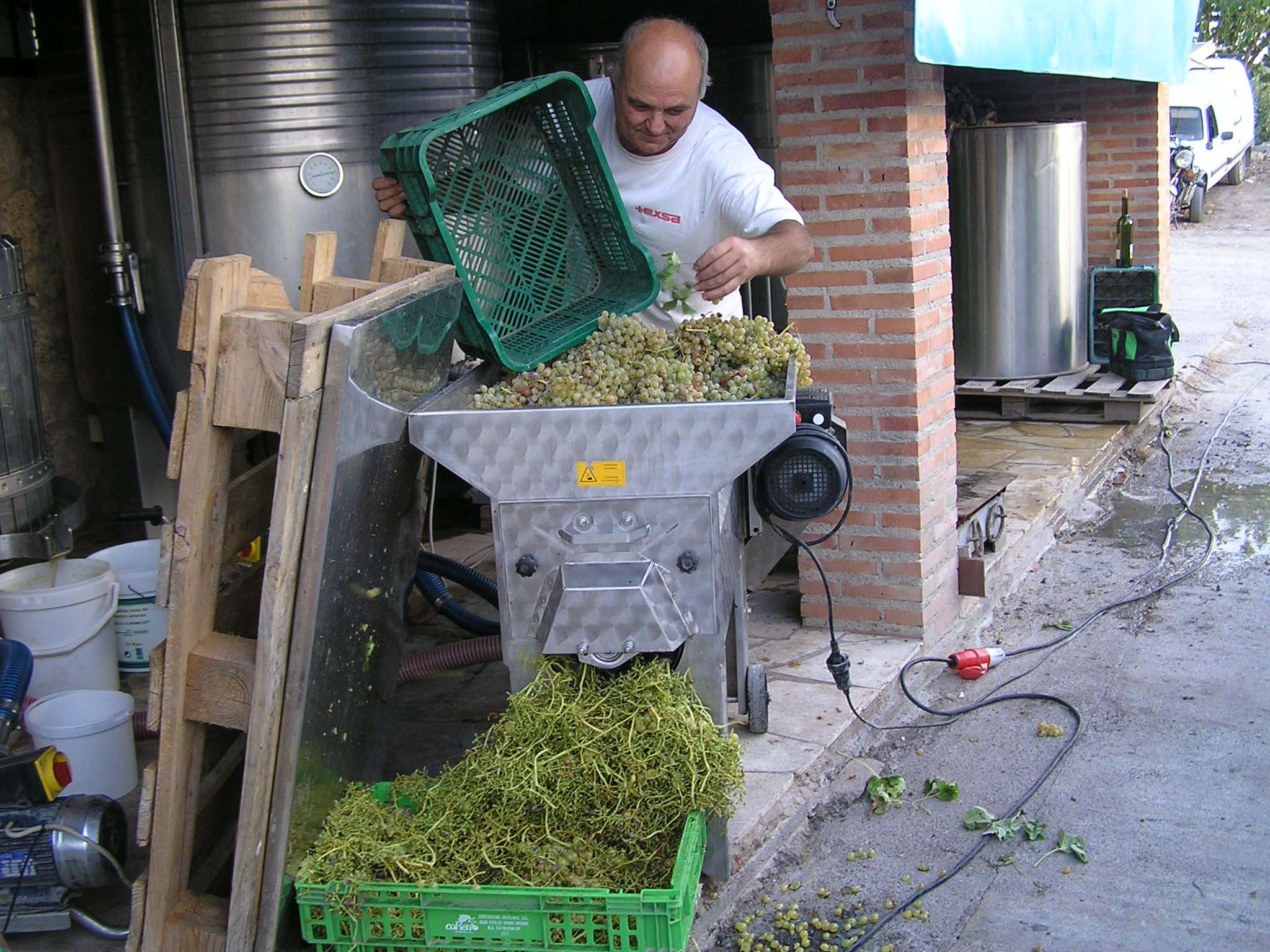
La diraspatura

La prima tappa del trattamento delle uve arrivate in cantina consiste nel separare la massa necessaria per la vinificazione dagli scarti. Da quest'operazione fondamentale dipende in gran parte la qualità futura del vino. Per questo motivo, i grappoli vengono solitamente pigiati e diraspati. La tecnica della pigiatura consiste nello schiacciare, molto delicatamente, gli acini liberando così il succo e la polpa (questa pratica non viene applicata al vino bianco prodotto con uve nere perché lo scoppio prematuro degli acini colorerebbe il mosto). Invece, tramite la diraspatura, il raspo, l'insieme dei peduncoli del grappo, viene separato dagli acini per evitare che conferisca al vino un gusto erbaceo durante la pressatura. Se si usano uve a bacca colorata, viene praticata la tecnica della sgrondatura, cioè l'eliminazione delle bucce per poter conservare per tutta la durata della vinificazione il colore giallo trasparente della polpa.
La macerazione delle bucce avviene quindi solo in presenza di uve bianche. Di norma, in questa fase di macerazione pre-fermentativa, la temperatura viene tenuta sotto controllo per ritardare la partenza della fermentazione, il che migliora l'estrazione degli aromi varietali presenti principalmente nella buccia. Diminuiscono, inoltre, l'acidità, il tasso di colloidi (molecole di grandi dimensioni simili alle pectine) e l'attitudine all'invecchiamento. Questa tecnica di macerazione esige una pigiatura soffice, una diraspatura moderata e una solfitazione che protegga il mosto dall'ossidazione. La sua durata (generalmente da 5 a 18 ore a 18 °C) dipende dal vitigno, dalla temperatura di macerazione, dalla maturità dell'uva e dalla qualità del terreno.

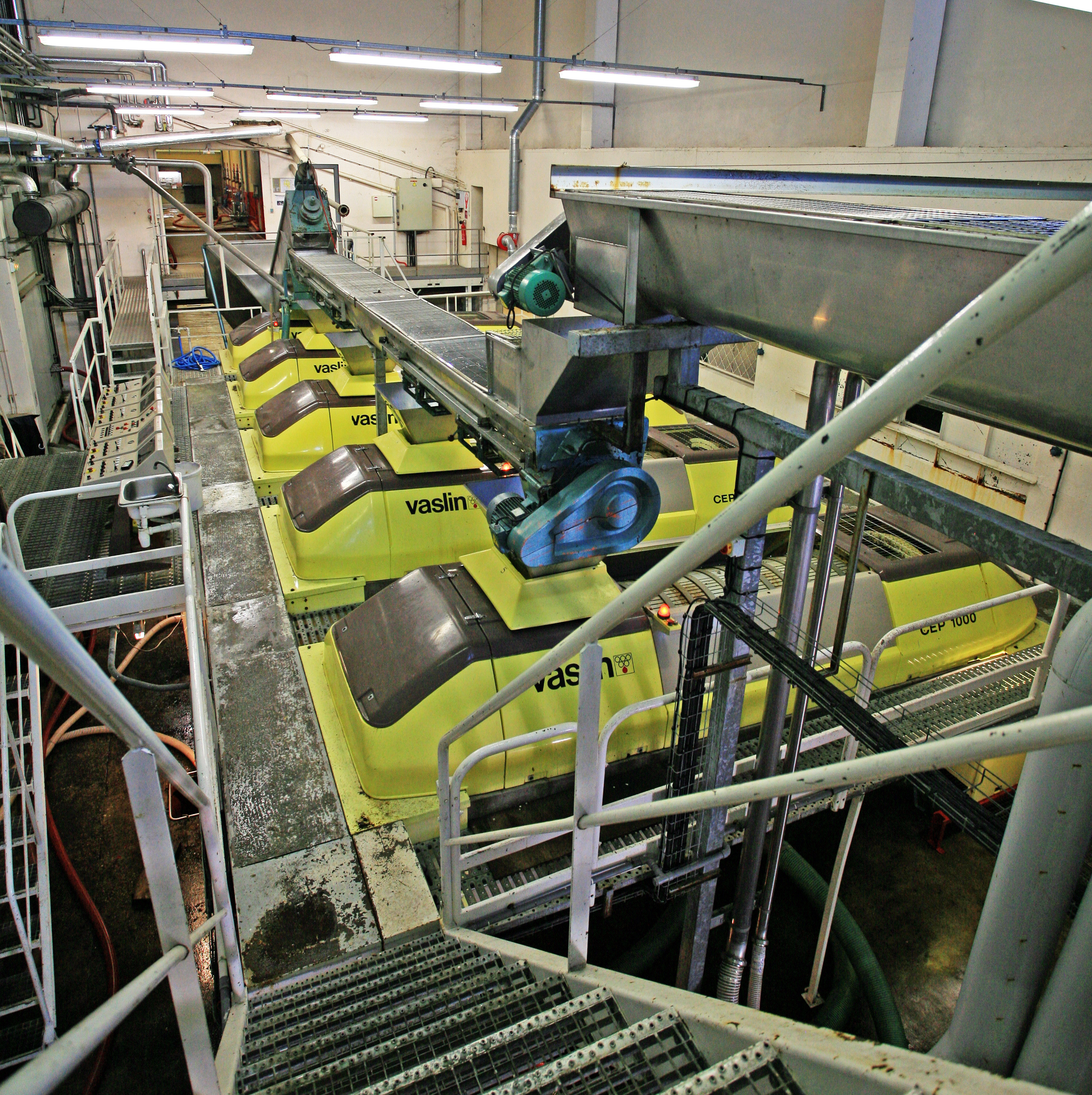
Pressa a vite

Le uve pigiate e diraspate vengono in seguito pressate. Il tipo di pressa utilizzato condiziona in parte la qualità del vino. Dagli anni '80, le presse pneumatiche hanno migliorato il lavoro operando al riparo dall'aria e permettendo di pilotare finemente la pressione per estrarre il succo senza che l'uva si depositi nel fondo. Il succo ottenuto in seguito allo schiacciamento degli acini e prima della pressatura viene chiamato “vino fiore”. Il mosto pressato è il succo ottenuto in seguito alla pressatura che è ricco di aromi, colloidi e polifenoli. Esso concentra le qualità o i difetti dell'uva: può essere caratterizzato dall'odore di funghi dell'uva alterata o dagli aromi vegetali di un'uva vendemmiata precocemente. Per produrre un vino di qualità, prima della pressatura è consigliabile evitare di manipolare l'uva in quanto questo favorirebbe la formazione del cappello, una massa schiumosa di residui solidi (colloidi, resti di buccia o di polpa, terra) che galleggia in superficie, che complicherebbe le fasi successive della vinificazione.

### La defecazione
La defecazione è un'operazione che consiste nella chiarificazione del mosto tramite l'eliminazione del cappello. Vi sono vari tipi di defecazione:
- La defecazione statica;
- La defecazione dinamica.

La defecazione statica prevede, dopo la pressatura, il riposo del mosto nel tino al riparo dall'aria di modo tale che le particelle in sospensione si depositino nel fondo spontaneamente. Quest'operazione è facilitata dall'aggiunta di enzimi pectolitici. Questi ultimi sono proteine che agiscono sulla pectina presente nel mosto, un polisaccaride che svolge un'azione strutturale rendendo le operazioni di defecazione molto difficoltose. Gli enzimi, rompendo le lunghe catene carbonate della pectina accelerano le precipitazioni dei residui. Questo tipo di defecazione richiede il raffreddamento del mosto per evitare che con l'aumento della temperatura inizi la fermentazione: le bolle di diossido di carbonio rimetterebbero in sospensione i residui del mosto impedendo così il loro deposito. Una volta chiarificato, il mosto viene decantato e messo a fermentare.
La defecazione dinamica è praticata con l'apporto di diverse tecniche fra cui la centrifugazione, la flottazione e la filtrazione. La centrifugazione è praticata con l'ausilio della centrifuga che accelera la separazione del mosto dal cappello. Questa macchina elimina il cappello più grossolano ma non permette al mosto di raggiungere un alto livello di limpidità. La flottazione, invece, prevede l'introduzione di un gas nel fondo del tino che crea delle bolle che porta le particelle del cappello in superficie dove vengono rimosse da un raschiatore. La filtrazione con un filtro rotativo sotto vuoto è una tecnica lenta ma efficace che è spesso usata per estrarre il mosto limpido dal cappello che esce dalla centrifuga.
Per accelerare la defecazione, oltre all'enzimaggio, è possibile effettuare il collaggio, un trattamento che prevede l'introduzione nei mosti e nei vini di una proteina detta “colla” che precipita verso il basso trascinando con sé le fecce. Per esempio, la bentonite, come una zavorra, fissa i colloidi e accelera la velocità di sedimentazione. La gelatina floccula anche i tannini rimasti in sospensione precedentemente estratti dalla pressa che avrebbero un effetto negativo sul vino perché sono associati all'amarezza. Il polivinilpolipirrolidone o PVPP permette di fissare i polifenoli e di eliminarli. I polifenoli sono responsabili dell'imbrunimento del vino e la loro eliminazione lo rende più stabile.
Non sempre il cappello viene demonizzato e quindi eliminato. Per alcuni tipi di vino, esso viene utilizzato per incrementare il contenuto dei precursori aromatici di natura tiolica nel mosto (frutto della passione, agrumi..) che sono naturalmente poco solubili nel mosto. Infatti, con la tecnica della stabulazione liquida a freddo, il vinificatore rimette in sospensione il cappello per un po' di giorni e poi procede alla defecazione classica. Questa tecnica è utilizzata per la lavorazione di uve provenienti dai vitigni Sauvignon e Colombard. Si può ottenere un vino bianco ugualmente ricco di mercaptani applicando la tecnica della “macerazione del cappello”: il cappello separato dal mosto con la defecazione statica viene assemblato in un tino refrigerato e lavorato per un po' di giorni, viene poi filtrato e fermentato.
Le cinque fasi della vinificazione del Muscadet:

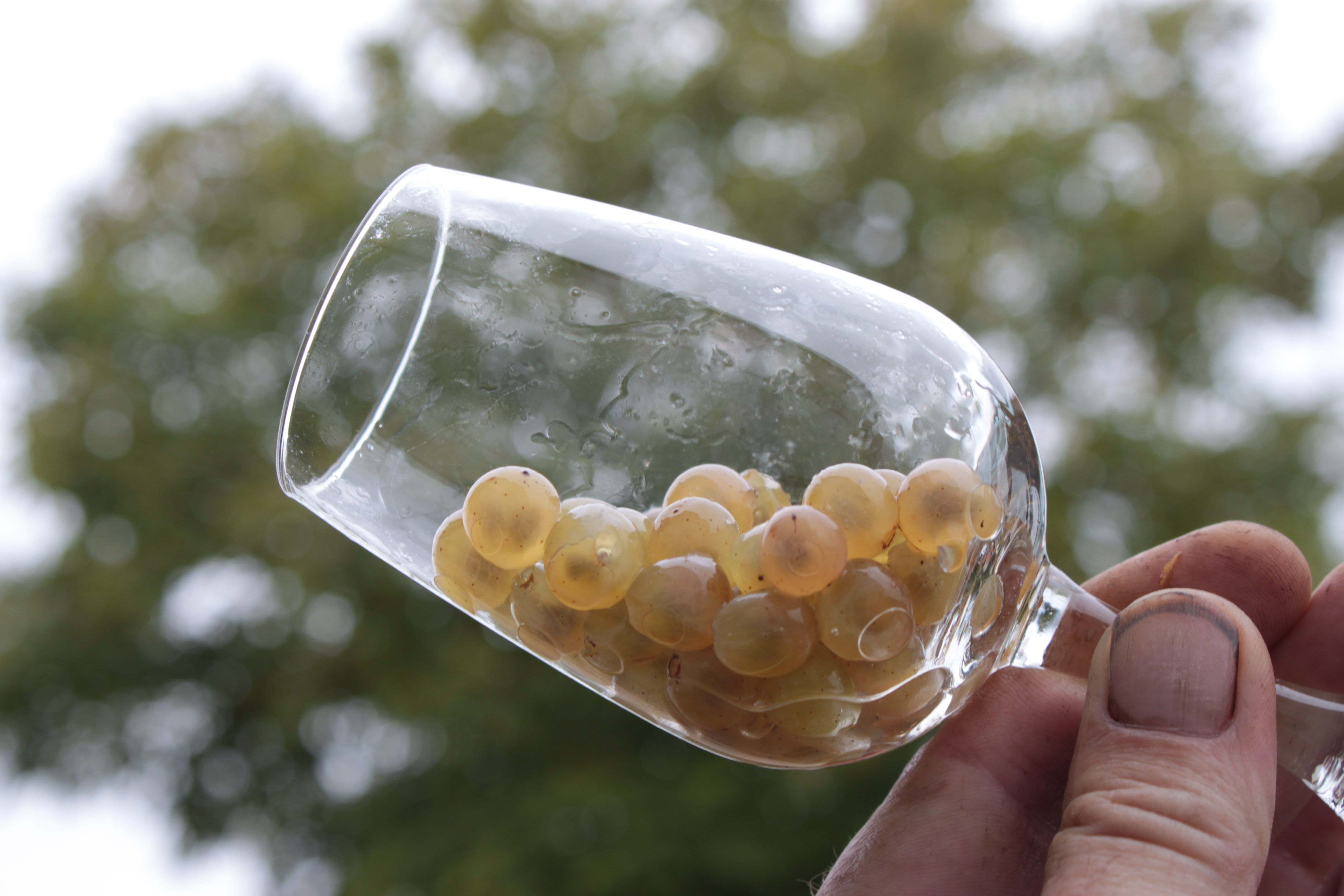
Prima fase: acini dell’uva.
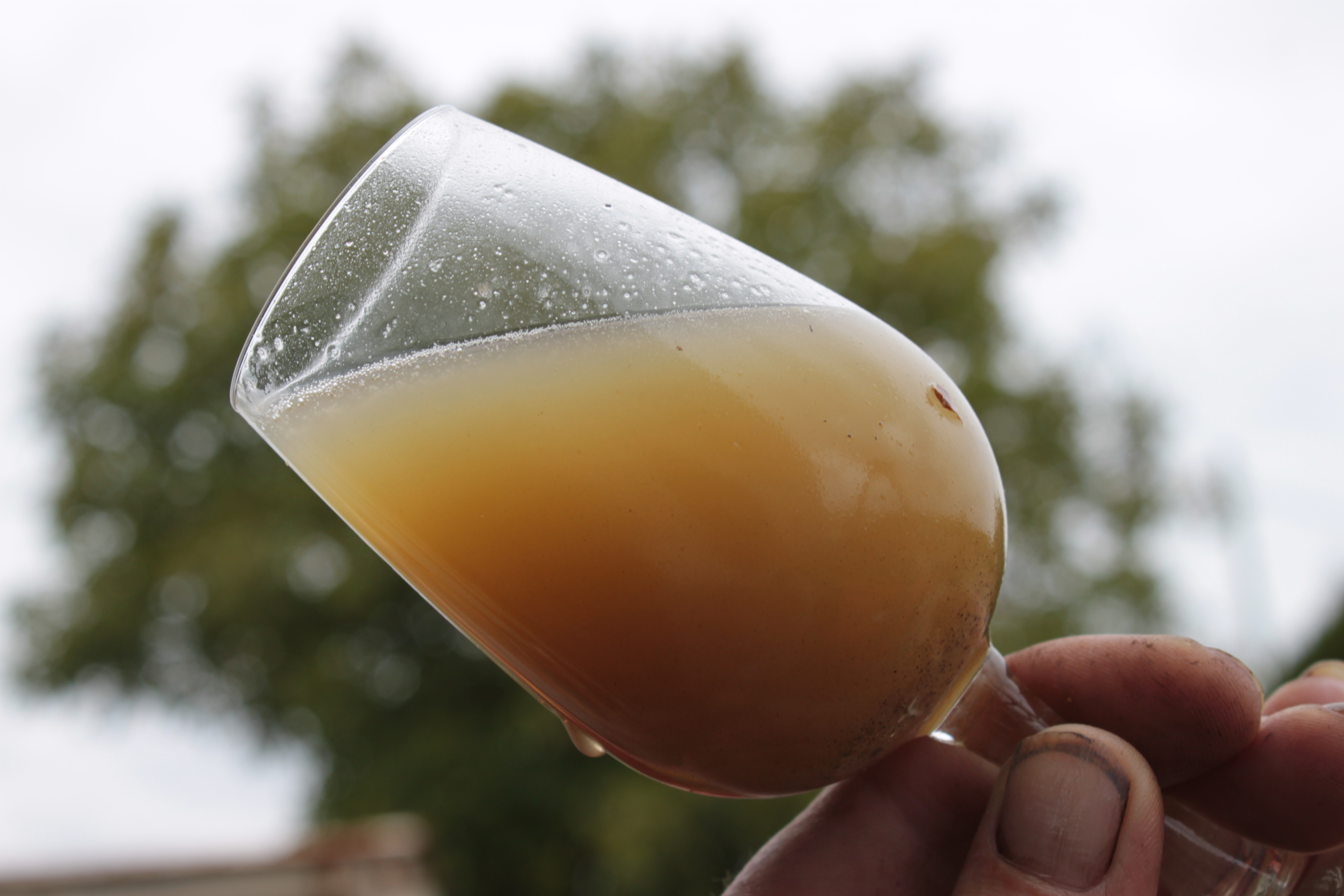
Seconda fase: succo dell’uva.
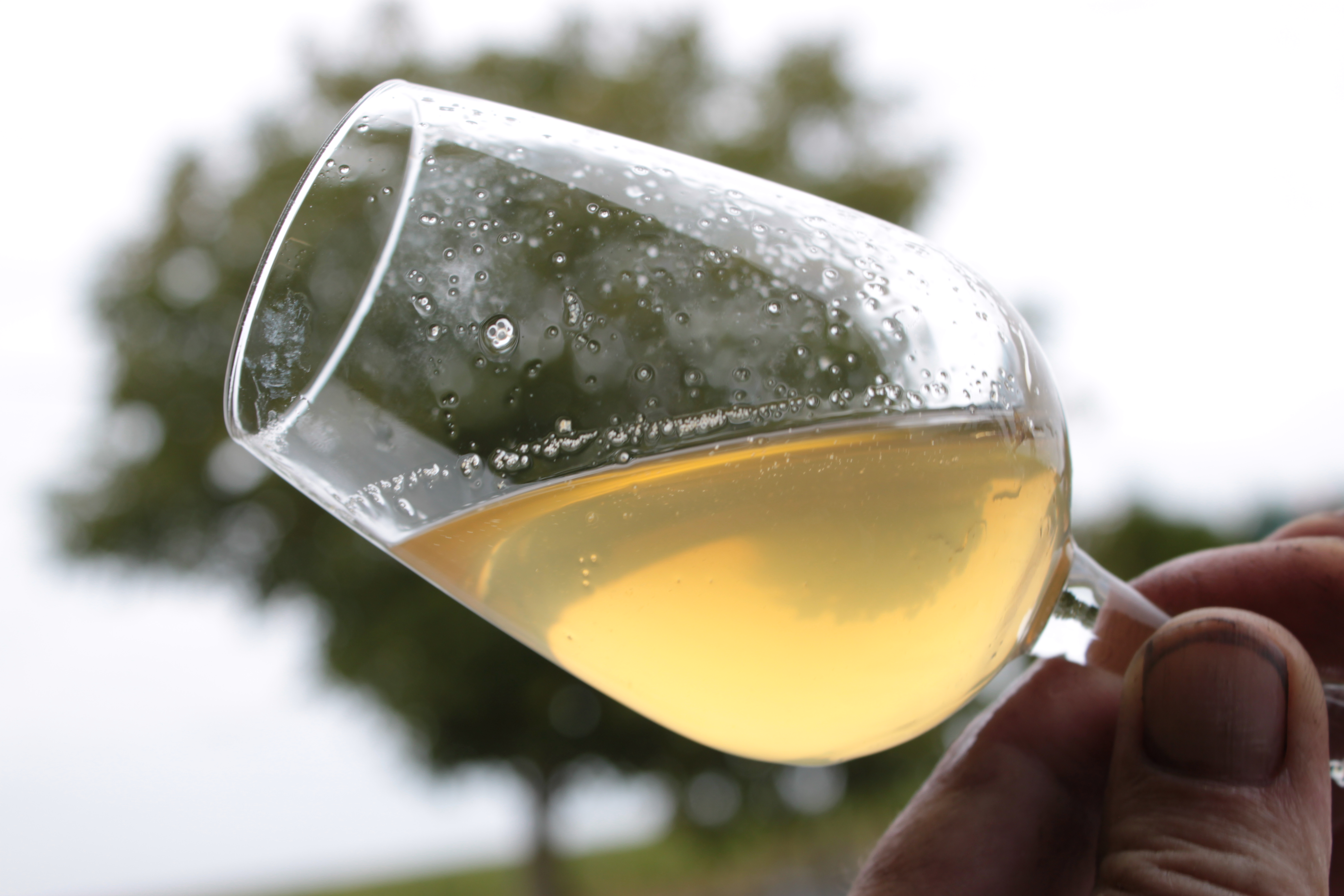
Terza fase: succo filtrato, non defecato.
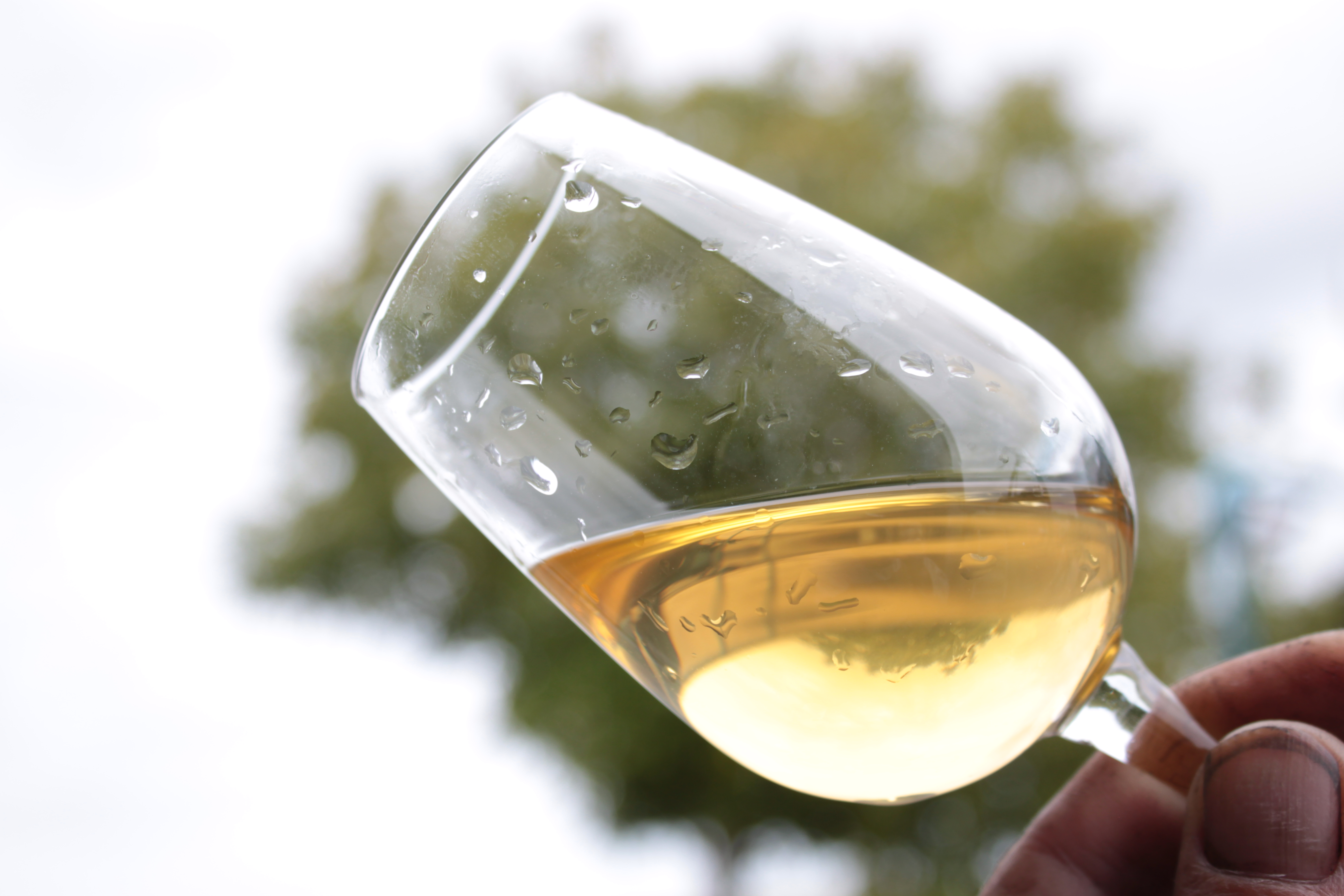
Quarta fase: succo filtrato e defecato.
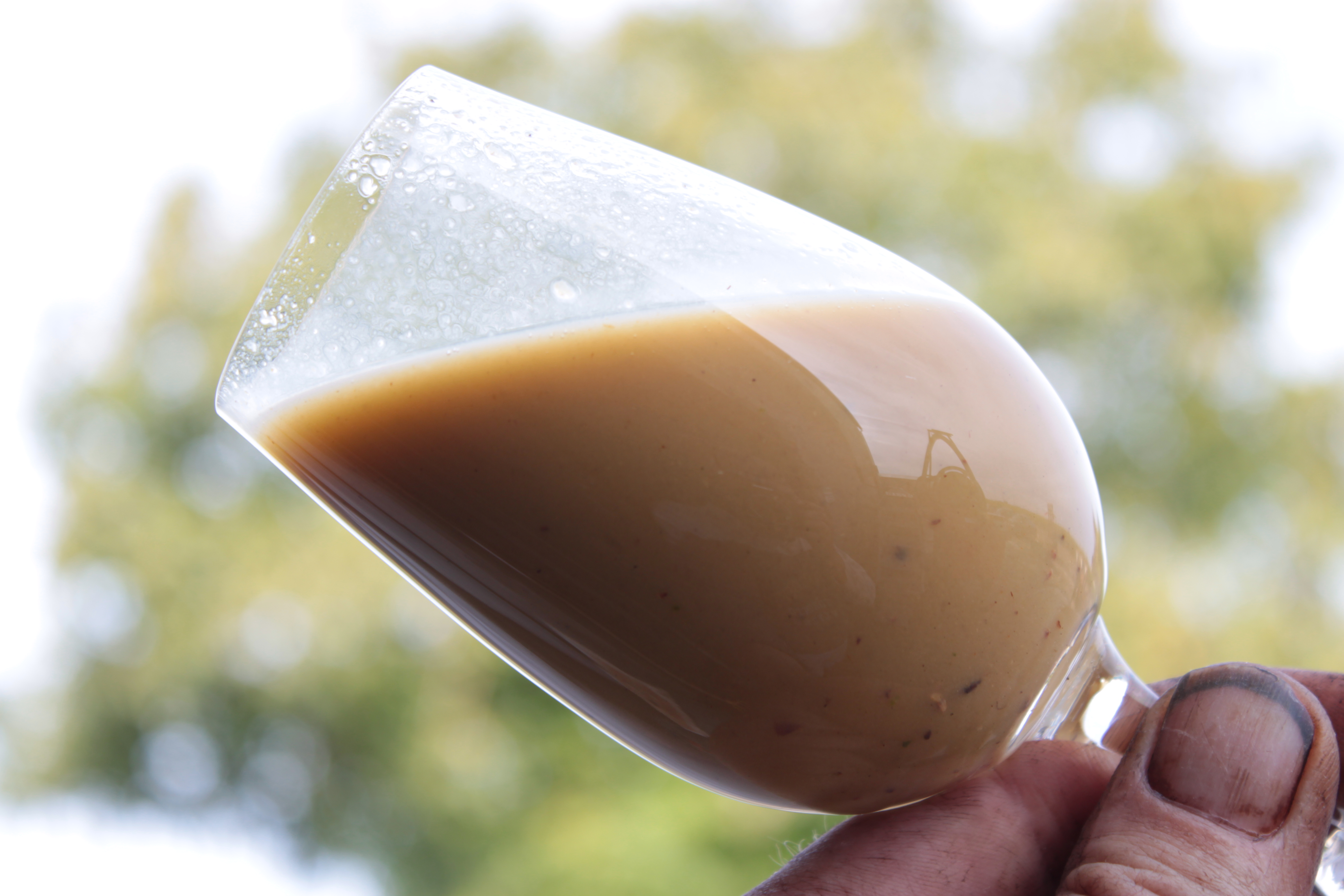
Quinta fase: cappello che sarà filtrato.

### La vinificazione

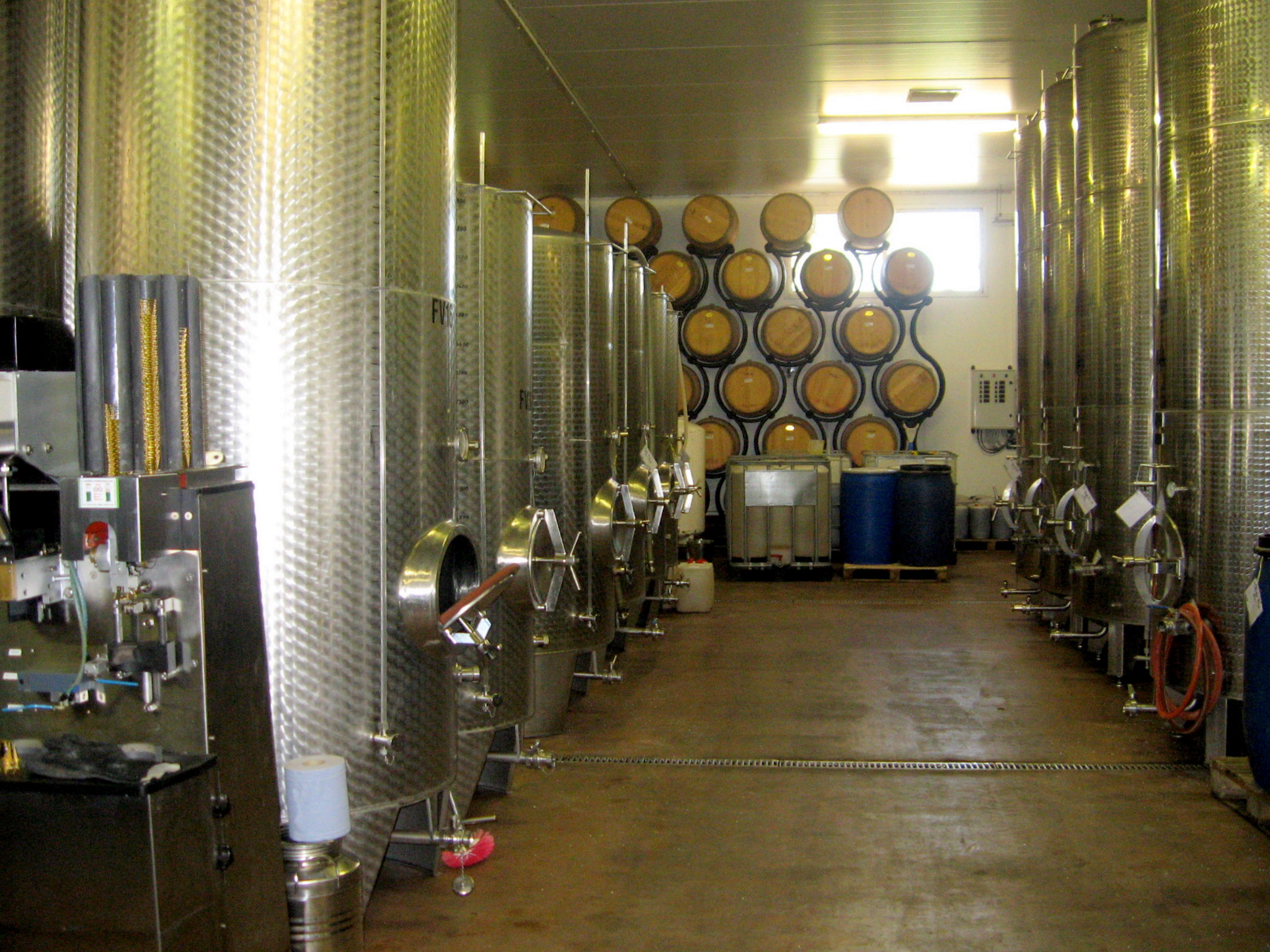
Vasche di fermentazione in acciaio inox nel Regno Unito.

Dopo aver subito la defecazione, il mosto viene messo nei tini di fermentazione.
Ci sono vari tipi di tini di fermentazione che variano in base ai materiali con cui sono costruiti (legno di quercia, cemento rivestito di resina epossidica, acciaio smaltato o inossidabile o rivestito di resina epossidica). Per i tini di grandi dimensioni è necessario mantenere sotto controllo la temperatura che dev'essere generalmente attorno ai 18 °C).
La maggior parte degli elementi aromatici (acetato d'etile e esteri etilici degli acidi grassi) è sintetizzata dai lieviti in fase della fermentazione del succo limpido al di sotto dei 18 °C). Ciononostante, la limpidità e la bassa temperatura contribuiscono a rallentare il processo della fermentazione. Il ricorso all'inoculazione con dei lieviti selezionati, cioè l'inseminazione di un mosto o di un vino con una coltura a base di lieviti, diventa allora necessario in condizioni difficili di lavoro.
Viceversa, alcuni produttori che coltivano le loro vigne con il metodo biologico o biodinamico conservano il cappello nel vino perché è qualità ed è privo di qualsiasi sostanza chimica di sintesi che possa nuocere ai lieviti. Il corretto metabolismo dei lieviti è garantito dalla torbidezza del mosto e di conseguenza la vinificazione in tini di piccole dimensioni o in barrique non richiede un controllo del freddo.
Generalmente, la fermentazione inizia spontaneamente sotto l'azione dei lieviti presenti naturalmente nell'uva. Il vinificatore può anche scegliere di utilizzare un lievito secco attivo disponibile in commercio che può essere utile per esprimere le caratteristiche di un vitigno o di una tecnica di vinificazione particolare. Per un vino bianco secco, la fermentazione prosegue fino all'esaurimento degli zuccheri. Il vino viene allora decantato per eliminare nuovamente le fecce rimaste. Al momento della fermentazione in barrique, la temperatura supera spesso i 20 °C, se non i 25 °C).
Dopo la fase di fermentazione alcolica, il vino può subire la fermentazione malolattica, una seconda fermentazione che disacidifica il vino per opera di alcuni batteri che trasformano l'acido malico, che contiene due gruppi carbossilici, in acido lattico, che ne contiene invece solo uno. Quest'operazione, che diminuisce la pungente acidità del vino, non è sempre gradita. Infatti, nelle zone meridionali, l'acidità contribuisce alla qualità del vino conferendogli una vivacità che rinfresca gli aromi del vino. I vini bianchi dolci non subiscono la fermentazione malolattica perché lo sviluppo dei batteri lattici nel vino porta alla degradazione degli zuccheri e all'aumento dell'acidità. Quest'alterazione prende il nome di spunto lattico o agrodolce).
Nella vinificazione dei vini bianchi dolci viene praticata la tecnica della mutizzazione che permette di bloccare l'attività fermentativa dei microrganismi presenti nel mosto per conservare una parte dello zucchero. Ci sono varie modalità di arresto della fermentazione: aggiunta di anidride solforosa (sterilizzazione del vino), congelamento (anestesia dei lieviti), filtrazione sterilizzante (cattura dei lieviti con un filtro a maglia fine)). Una regola empirica applicata per determinare il momento in cui praticare la mutizzazione e che permette di ottenere un buon equilibrio tra alcol e zucchero residuo consiste nel lasciare la stessa quantità di gradi potenziali e di gradi ottenuti sotto il 10% volN. Per i vini liquorosi più zuccherati la fermentazione si arresta spontaneamente per eccesso di zuccheri e di alcol. Per quanto riguarda il vin doux naturel, l'arresto della fermentazione è causato dall'aggiunta di alcol vinilico.
Si sta mettendo a punto una vinificazione “riduttrice” o “tecnologica”. Molto alla moda in Australia e in Nuova Zelanda, questa tecnica mira a produrre dei vini bianchi molto aromatici. È una tecnica fruttuosa sui vitigni Sauvignon B, Colombard B e Riesling B, meno invece sul Chardonnay B che consiste nel limitare i fenomeni ossidativi del mosto o del vino in tutti gli stadi della vinificazione: l'uso di gas inerti come l'anidride carbonica isola l'uva dall'ossigeno presente nell'aria e il freddo inibisce parzialmente l'azione degli enzimi ossidativi del mosto (la tirosinasi, enzima naturale dell'uva, e la laccasi, enzima molto attivo nell'ossidazione che è presente nel marciume grigio. Quest'ultimo può essere eliminato nella fase di selezione dell'uva). Un'altra tecnica che permette di conservare un vino bianco pallido, protetto dall'ingiallimento, consiste nel limitare fortemente la quantità di polifenoli nel vino riducendo il tempo tra la raccolta e la pressatura. 

## Preparazione del vino prima del condizionamento

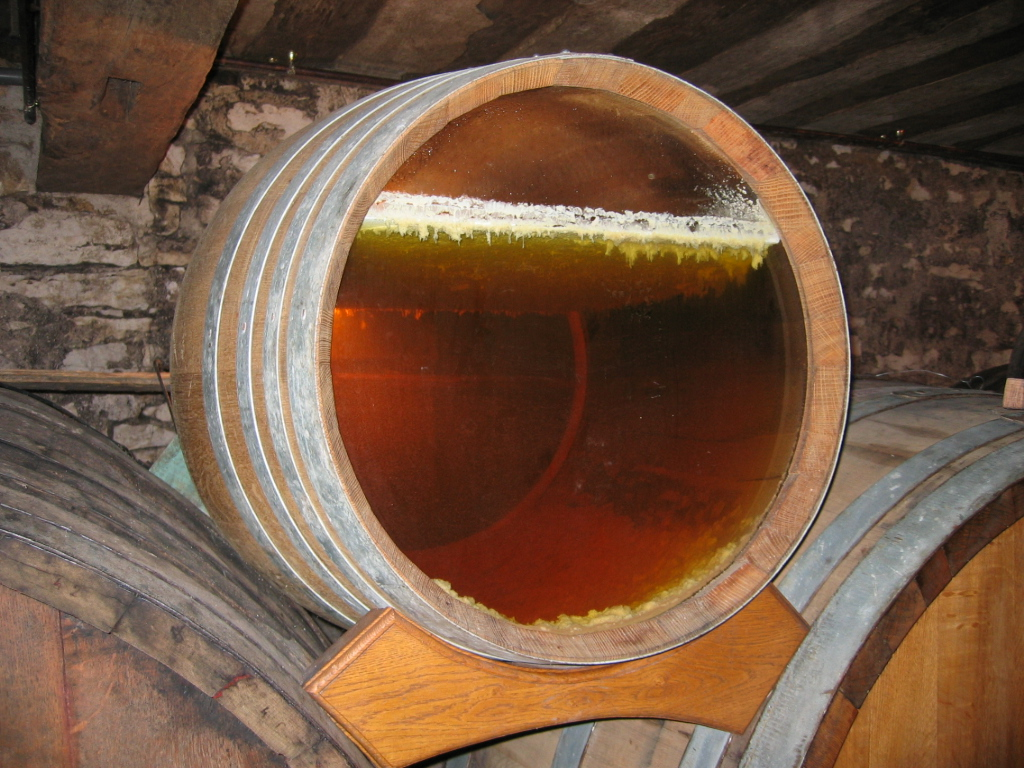
Invecchiamento di un vino molto speciale, il vino giallo protetto da un velo di lieviti

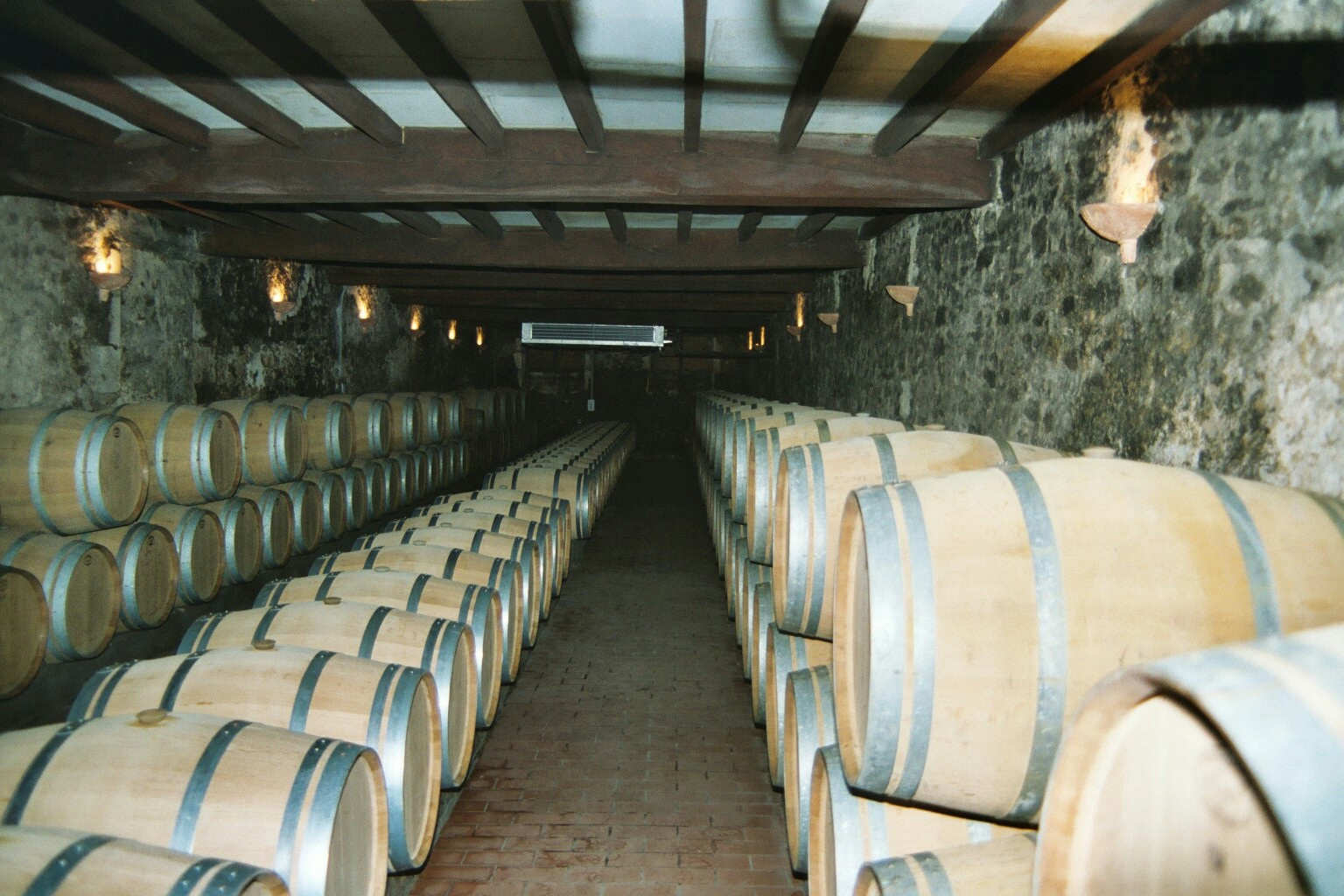
Cantina di elevazione di vino bianco liquoroso (Sauternes)

Tutti i vini, dopo la fermentazione, necessitano di trattamenti costanti prima di essere pronti al consumo. È la cosiddetta elevazione che avviene prima dell'imbottigliamento.

### Elevazione
L'elevazione può avvenire nei tini, come per il Muscadet, in barrique, come per lo Chardonnay, e per i vini borgognoni o in bottiglia, come per lo Champagne.
L'elevazione nei tini dura il tempo necessario per sottoporre il vino alla chiarificazione e per la preparazione al condizionamento (imbottigliamento in bottiglia o in Bag-in-box). Sui vini bianchi è possibile praticare una tecnica di elevazione, nota anche come bâtonnage, che consiste nello scuotimento del vino al fine di rimettere in sospensionele fecce fini. I lieviti morti che costituiscono le fecce fini si decompongono donando al vino volume e rotondità. Questa tecnica dev'essere ben padroneggiata, altrimenti il vino rischia di avere un gusto da ridotto.
L'elevazione in barrique avviene nello stesso luogo in cui il mosto subisce la fermentazione. La barrique svolge un doppio ruolo: aromatizza il vino conferendogli un profumo da pane grigliato, di burro, di vaniglia e apporta una quantità molto piccola e regolare di ossigeno che passa attraverso la parete in legno. L'ossigeno contribuisce a polimerizzare i composti del vino rendendolo meno aggressivo e più equilibrato.

### Assemblaggio
L'assemblaggio consiste nel mescolare vini diversi per ottenere la cuvée finale desiderata. Si può eseguire un assemblaggio di vitigni (è il caso dei vini di Bordeaux o dei vini della Languedoc-Roussillon) o un assemblaggio di annate o di cuvée (è il caso dello Champagne).
L'assemblaggio può essere puramente quantitativo, nel caso in cui si assemblino diverse cuvée per ottenere il volume desiderato, oppure può essere qualitativo. In quest'ultimo caso il degustatore o una squadra di degustatori (cantiniere, enologo proprietario del vitigno) determinano la quantità di ciascun vino da assemblare nella cuvée finale per ottenere un vino di ottima qualità.

### Chiarificazione

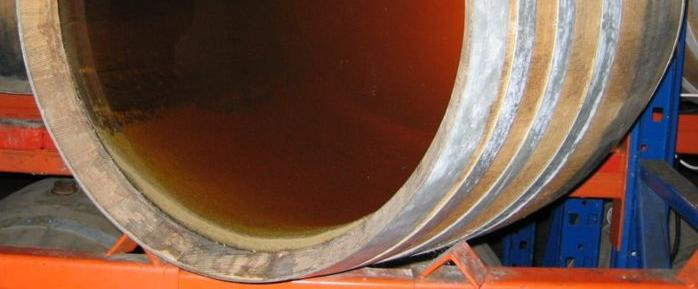
Deposito della feccia nel fondo della barrique.

La chiarificazione consiste nel ritirare gli elementi non solubili in sospensione nella soluzione idroalcolica che costituisce il vino. La chiarificazione avviene dopo che le particelle si sono depositate nel fondo del recipiente vinario. Questa operazione può essere accelerata con l'utilizzo di colle enologiche che si fissano sulle particelle insolubili presenti nel vino per trasportarle nel fondo.
Per la chiarificazione del vino bianco si utilizzano l'acido tannico o gallotannico (C76H52O46), la caseina, la gelatina o l'ittiocolla.

### Stabilizzazione
La stabilizzazione mira a conservare la solubilità degli elementi disciolti nel vino durante il periodo di conservazione in bottiglia. La maggior parte dei componenti del vino si trova disciolta nel vino. Alcuni però, come l'acido tartarico, possono ridiventare insolubili durante la conservazione del vino o nel corso dell'invecchiamento: l'acido tartarico assieme al potassio forma un sale, il bitartrato di potassio che si presenta sotto forma di piccoli cristalli nel fondo della bottiglia. Si tratta di un fenomeno naturale che alcuni produttori cercano di evitare perché i rivenditori e i consumatori inesperti lo considerano come un difetto del vino. La cristallizzazione dell'acido tartarico è provocata o accelerata dallo stoccaggio al freddo perché la diminuzione della temperatura diminuisce la sua solubilità.
Per stabilizzare questo vino ci sono vari rimedi:
- raffreddare il vino a una temperatura negativa prossima a quella di congelamento per più settimane[78] di modo che il sale precipiti e che quindi, si possano eliminare i cristalli, prima del condizionamento in bottiglia o in bag-in-box, tramite la tecnica della filtrazione. Tuttavia, si tratta di un'operazione costosa in energia di refrigerazione e può modificare negativamente le qualità organolettiche del vino;
- introdurre nel vino acido metatartarico, un polimero dell'acido tartarico, anche se le modalità di azione di questo acido sono sconosciute. Si pensa che l'acido metartarico impedisca ai cristalli microscopici di ingrandirsi ma si tratta di un effetto che dura poco, tra i sei e i diciotto mesi, perché il calore rischia di idrolizzare i cristalli;
- l'elettrodialisi: la corrente elettrica che scorre tra due placche attira gli ioni del vino eliminandoli. Questo rimedio non agisce solo sull'acido tartarico ma anche sul potassio e sul calcio, che è responsabile della formazione del bitartrato insolubile;
- l'elevazione sur lies. La constatazione di una migliore stabilità tartarica dei vini bianchi elevati con questa tecnica portò a fare delle ricerche in quest'ambito. La mannoproteina, una proteina proveniente dall'idrolizzato dei lieviti, permetterebbe ai sali di conservare la loro solubilità. L'aggiunta di questo elemento ottenuto industrialmente permette quindi di raggiungere una stabilizzazione di buona qualità. Inoltre, questo rimedio meno costoso in energia e attrezzatura per la refrigerazione non modifica la percezione aromatica del vino[79]. Eppure, gli studiosi dell'Istituto Cooperativo del Vino nella Languedoc-Roussillon non sono convinti dell'efficacia di questo rimedio[80];
- Un ultimo rimedio per la stabilizzazione del vino nella prevenzione della precipitazione tartarica consiste nell'aggiungere gomma di cellulosa o carbossimetilcellulosa[81]. Questo additivo è stato introdotto nel settore enologico con il Regolamento (CE) N. 606/2009[82].

Alcuni produttori che vendono la loro produzione al consumatore sono soliti spiegare la cristallizzazione dei sali ai loro clienti che, una volta informati, servono il vino acquistato cercando di trattenere i cristalli nel fondo della bottiglia.
La stabilizzazione si rende necessaria in presenza di proteine instabili che rischiano di creare un difetto visivo nel vino chiamato casse proteica. In questo caso, si rende necessario l'uso della bentonite per far precipitare le proteine instabili che vengono poi eliminate con la decantazione e la filtrazione. Tuttavia, le proteine possono anche reagire con l'acido metartarico aggiunto al vino per prevenire le precipitazioni tartariche: il vino perde la sua brillantezza e diventa opalescente come il siero del latte. Alcuni vitigni, come il moscato, sono naturalmente più ricchi di proteine ma la quantità di proteine presenti nel vino varia anche in funzione dell'annata e del livello di maturità dell'uva raccolta.
Alcuni vini bianchi tendono a diventare rosé. Il vino bianco dal colore leggermente rosé assume le sembianze di un vino “macchiato” cioè sembrerebbe contaminato dalla presenza degli antociani dei vini rossi. Il fenomeno, invece, è dovuto alla presenza di un polifenolo incolore che diventa rosa a causa dell'ossidazione. Per prevenire e curare questo fenomeno, il vino viene trattato con un collaggio a base di polivinilpolipirrolidone che permette di eliminare il sostrato di ossidazione. I vitigni particolarmente sensibili a questo tipo di problema sono il Sauvignon B, il Viognier, il Grenache B, ecc.

### L'uso di SO2
L'SO2, nota anche come anidride solforosa o diossido di zolfo, è utilizzata in tutte le operazioni enologiche, dalla raccolta al condizionamento. Protegge i vini dall'ossidazione, dall'azione enzimatica ossidante ad opera di enzimi che ossidano i polifenoli del vino, dall'azione delle popolazioni microbiche, i lieviti e i batteri. Esercita quindi un effetto antisettico sul vino.
Le dosi massime ammesse tengono conto del tenore di zuccheri nel vino. Le attuali normative fissano per l'Italia i limiti massimi a 160 mg/l per i vini rossi e 210 per i bianchi, 400 per i vini dolci. Alcuni disciplinari biologici, invece, propongono le soglie di 60 mg/l per i vini rossi, 80 per i bianchi, 120 per i vini dolci, anche se la quantità consigliata è inferiore ai 20 mg/l. Invece, in Francia, la dose di SO2 è limitata a 150 mg/l per i vini IGP, 185 per i vini effervescenti, 200 per i vini dolci naturali e per i vini bianchi secchi, 300 per i vini liquorosi e 250 per i vini bianchi il cui tasso di zucchero è superiore s 5 g/l (vini amabili).

### Filtrazione e condizionamento
Prima di essere venduto ai clienti, il vino viene filtrato, se necessario, poi condizionato. La filtrazione consiste nel far passare il vino attraverso un elemento filtrante destinato a trattenere le particelle fini che si trovano in superficie nel vino. Tra i metodi di filtrazione applicati citiamo la filtrazione a placche, a farina fossile (chiamata anche Kieselguhr), a cartoni e la filtrazione tangenziale (il flusso del fluido da filtrare scorre tangenzialmente rispetto alla superficie del filtro).
Il condizionamento è l'operazione destinata a trasferire il vino in un contenitore per essere commercializzato. Per molto tempo, il cliente era solito recarsi dal vinaio a riempire le proprie brocche o bottiglie con il vino che si trovava all'interno delle botti. L'introduzione nel mercato della bottiglia di vetro ha rivoluzionato il mondo del vino: l'assenza del travasamento e quindi l'assenza di contatto del vino con l'ossigeno ha apportato un netto miglioramento della qualità del prodotto. Oltre alla bottiglia di vetro esistono anche altri contenitori: il Tetra Brik, la bottiglia di polietilene tereftalato o PET, la lattina, il cubitainer o il Bag-In-Box. La loro qualità risiede nell'inerzia chimica e nella loro ermeticità.

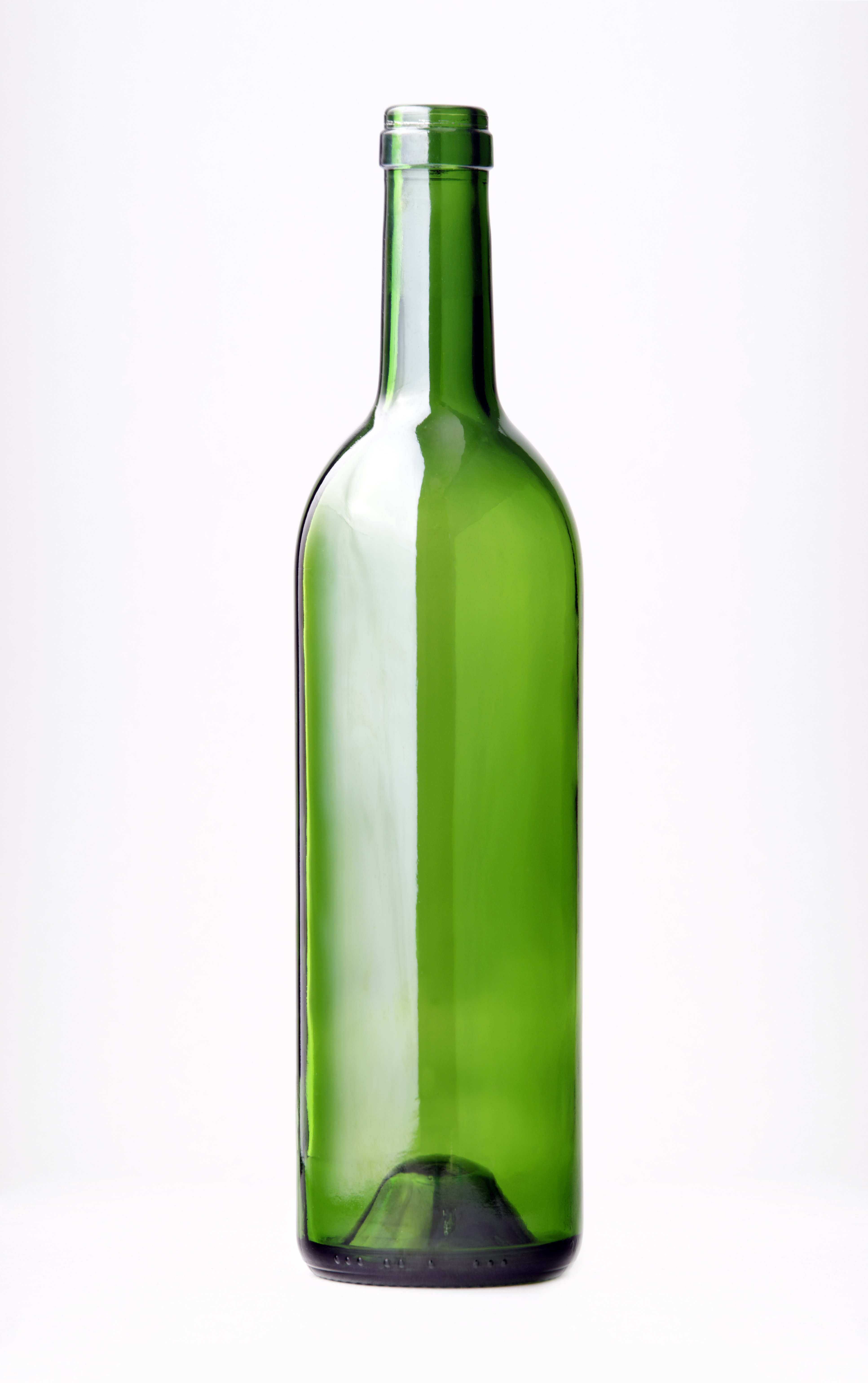
Bottiglia di vino tradizionale
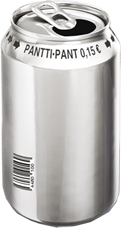
Il vino si conserva molto bene nella lattina di alluminio
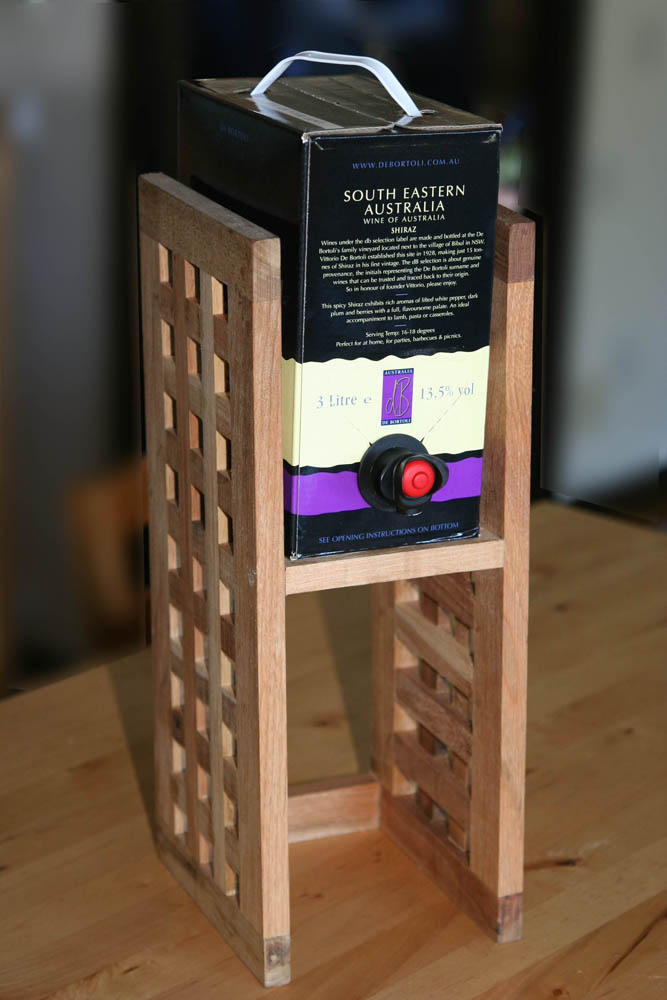
Vino australiano nella Bag-In-Box
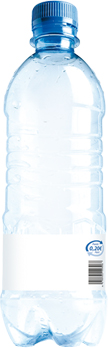
Il PET è un imballaggio neutro per il vino

Le bottiglie di vino hanno forme e spessori diversi. La forma più emblematica è quella della bottiglia di vino effervescente che, a causa della pressione esercitata dai gas presenti nel vino, viene fabbricata con un vetro spesso. Molti paesi hanno adottato per i vini bianchi una bottiglia più affusolata rispetto a quella usata per i vini rossi. Le bottiglie portano il nome del luogo di provenienza:

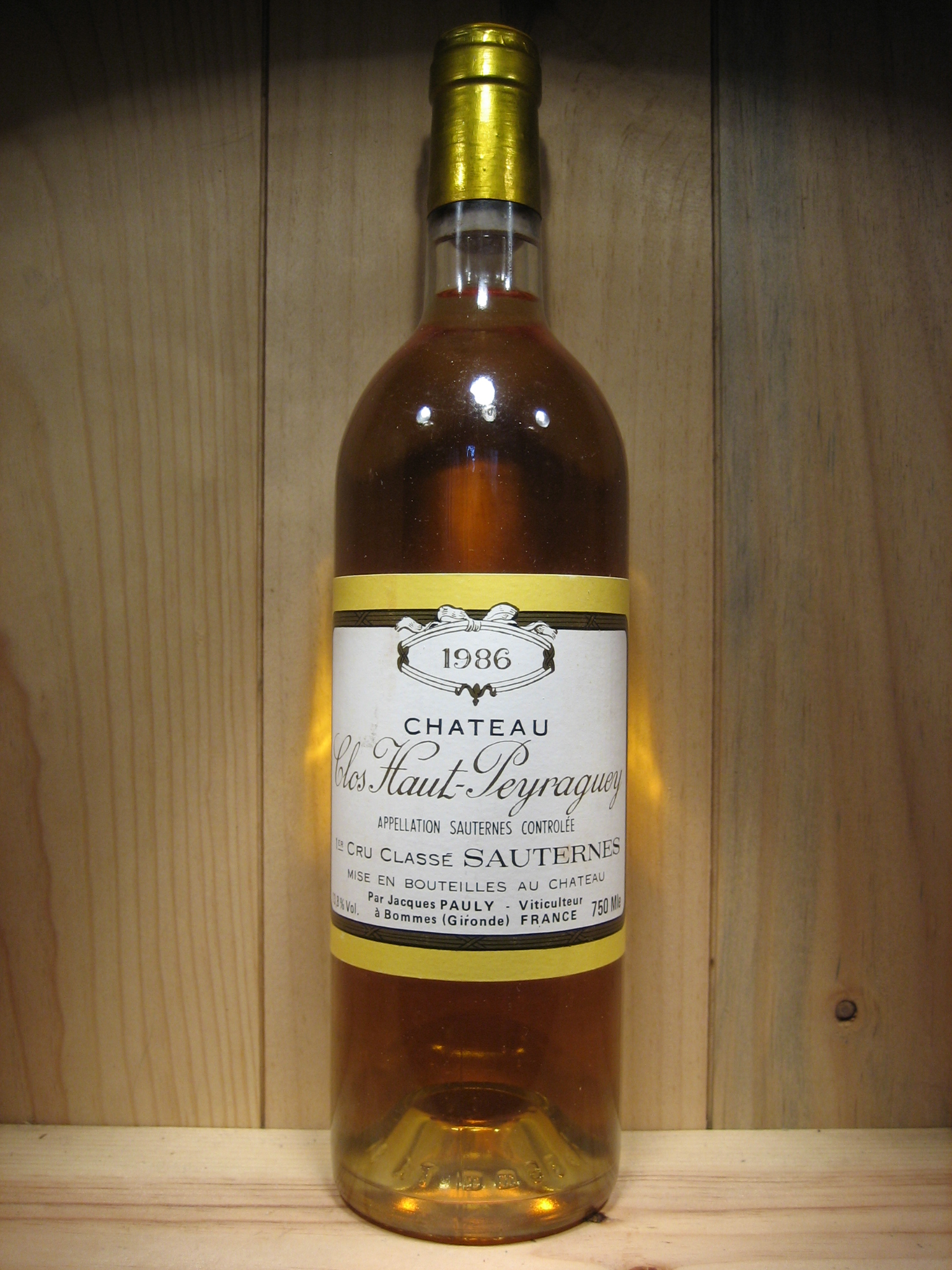
Bottiglia di Bordeaux (Bordolese)
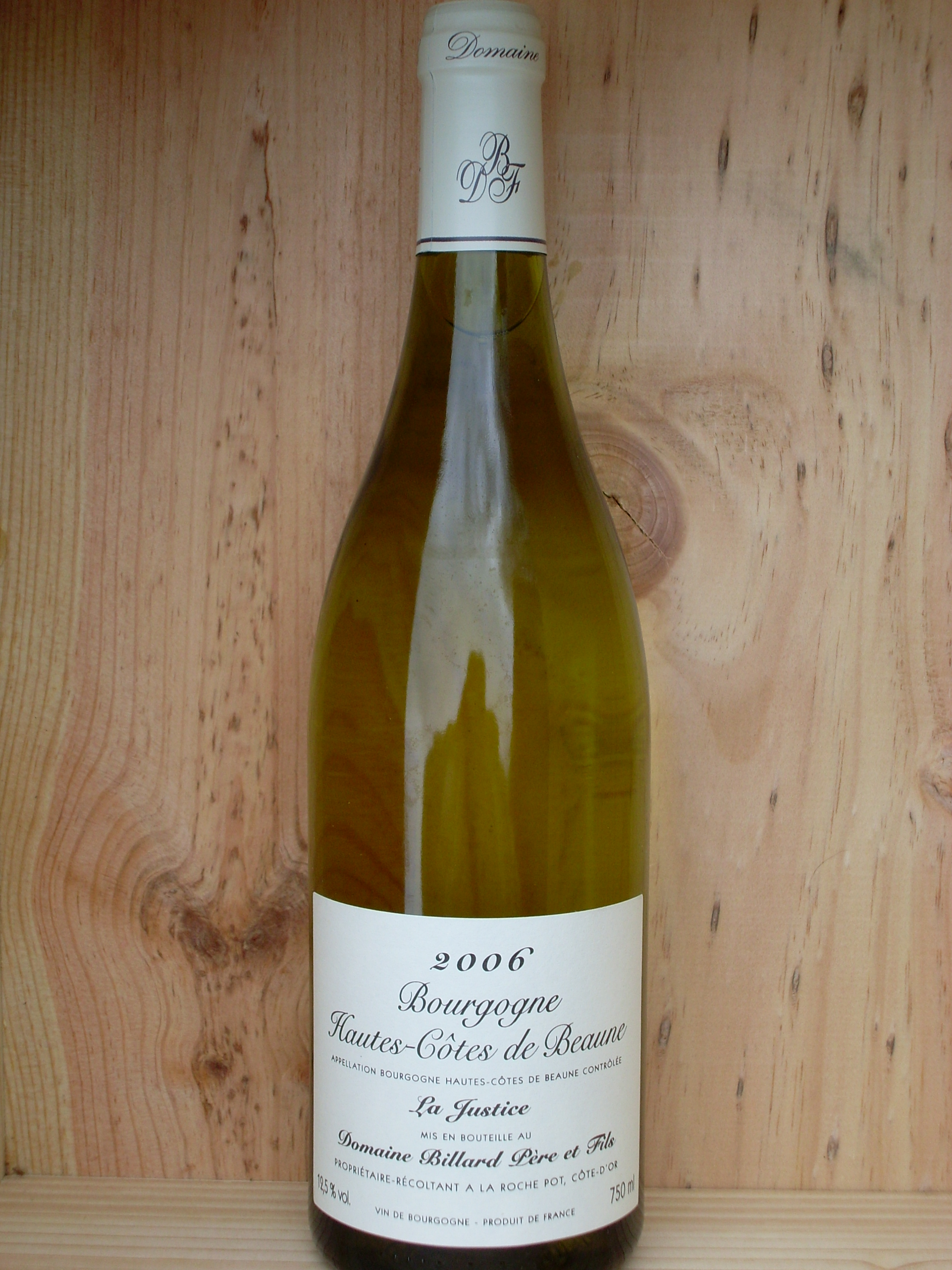
Bottiglia della Borgogna (Borgognona)
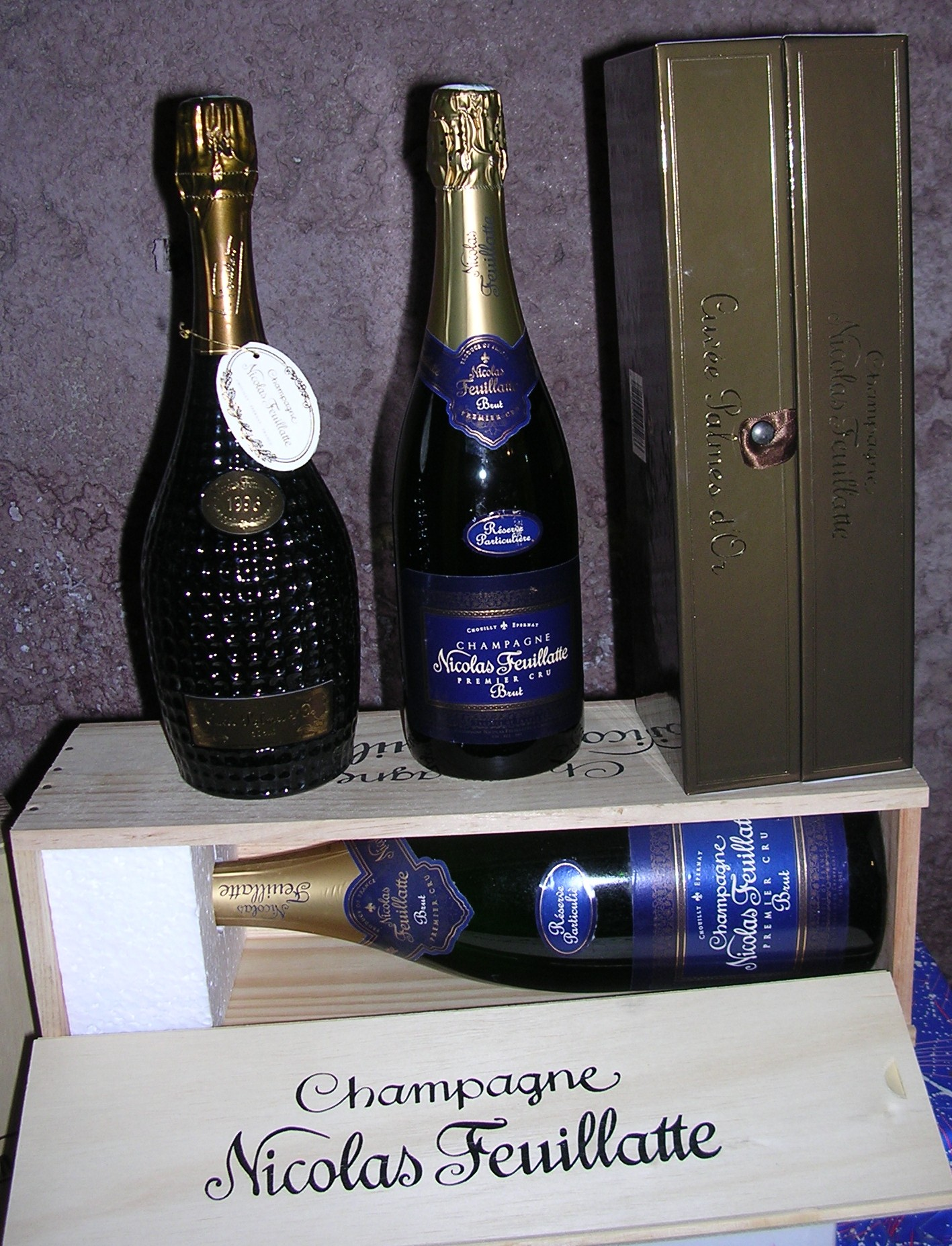
Bottiglie di Champagne (Champagnotte)
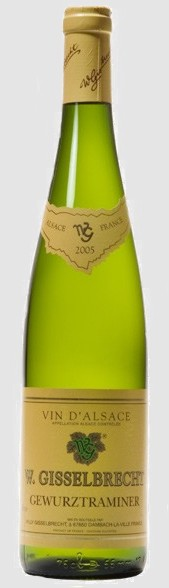
Bottiglia dell’Alsazia (Flauto o Alsaziana)
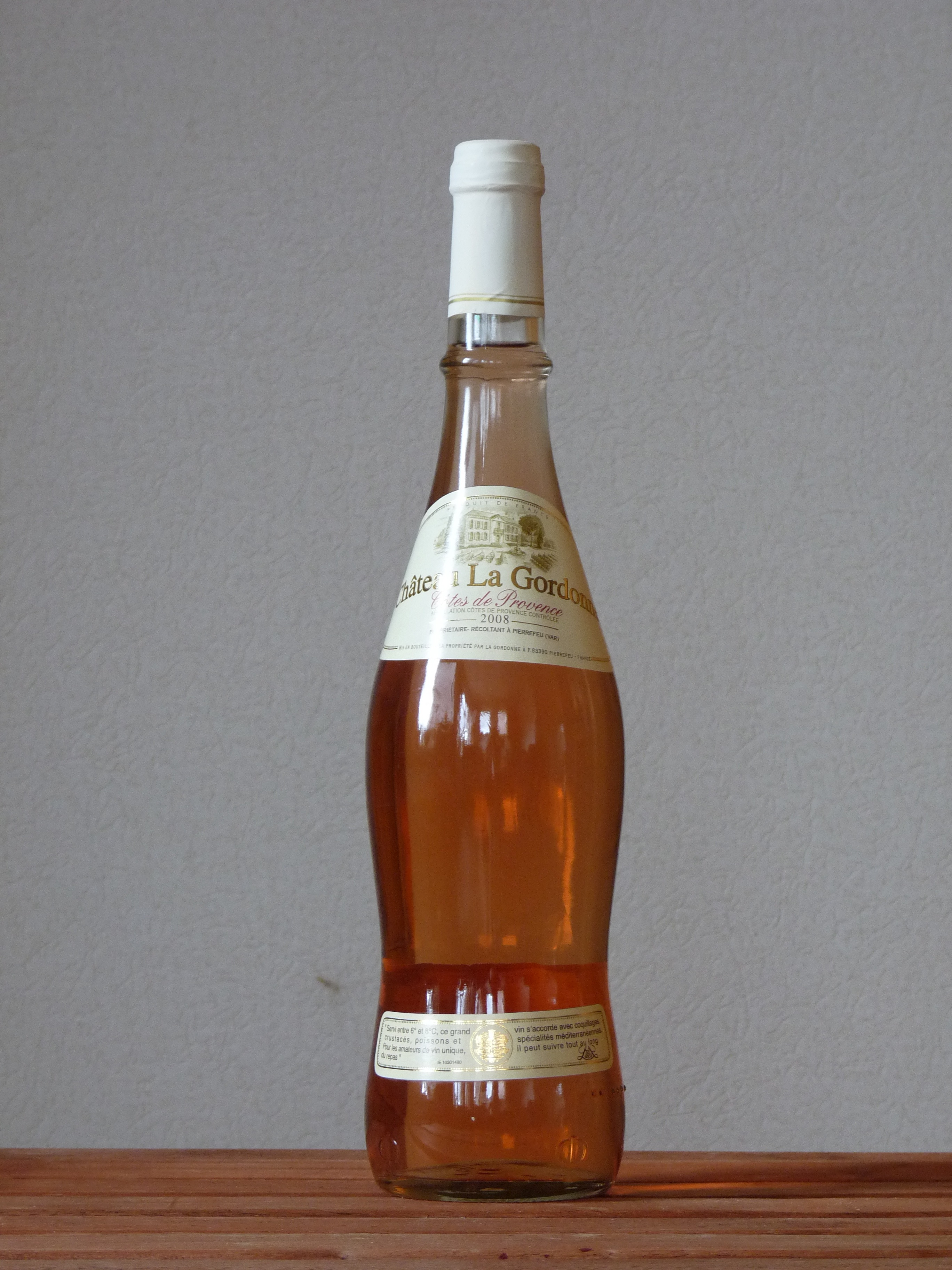
Bottiglia della Provenza (Provenzale)
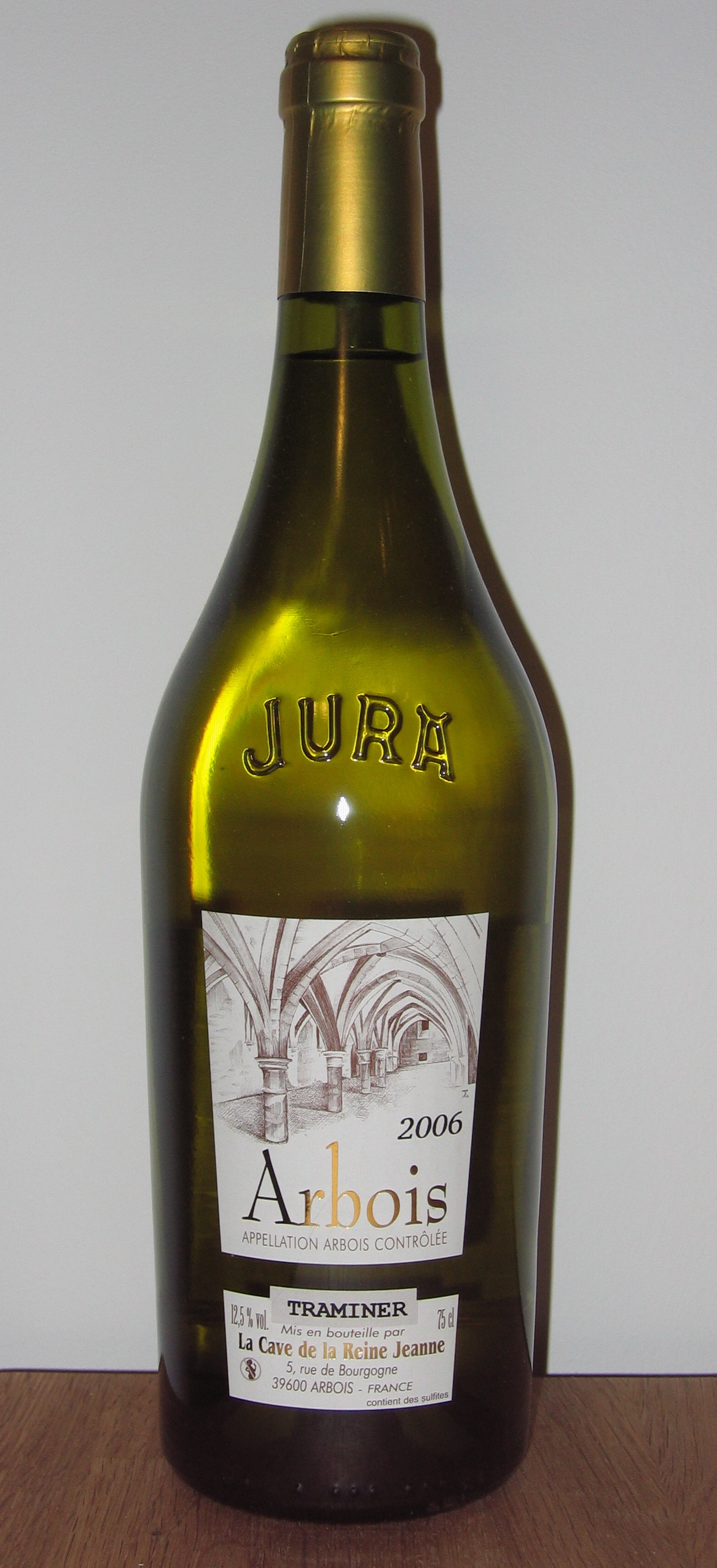
Bottiglia del Giura (Giurassiana)
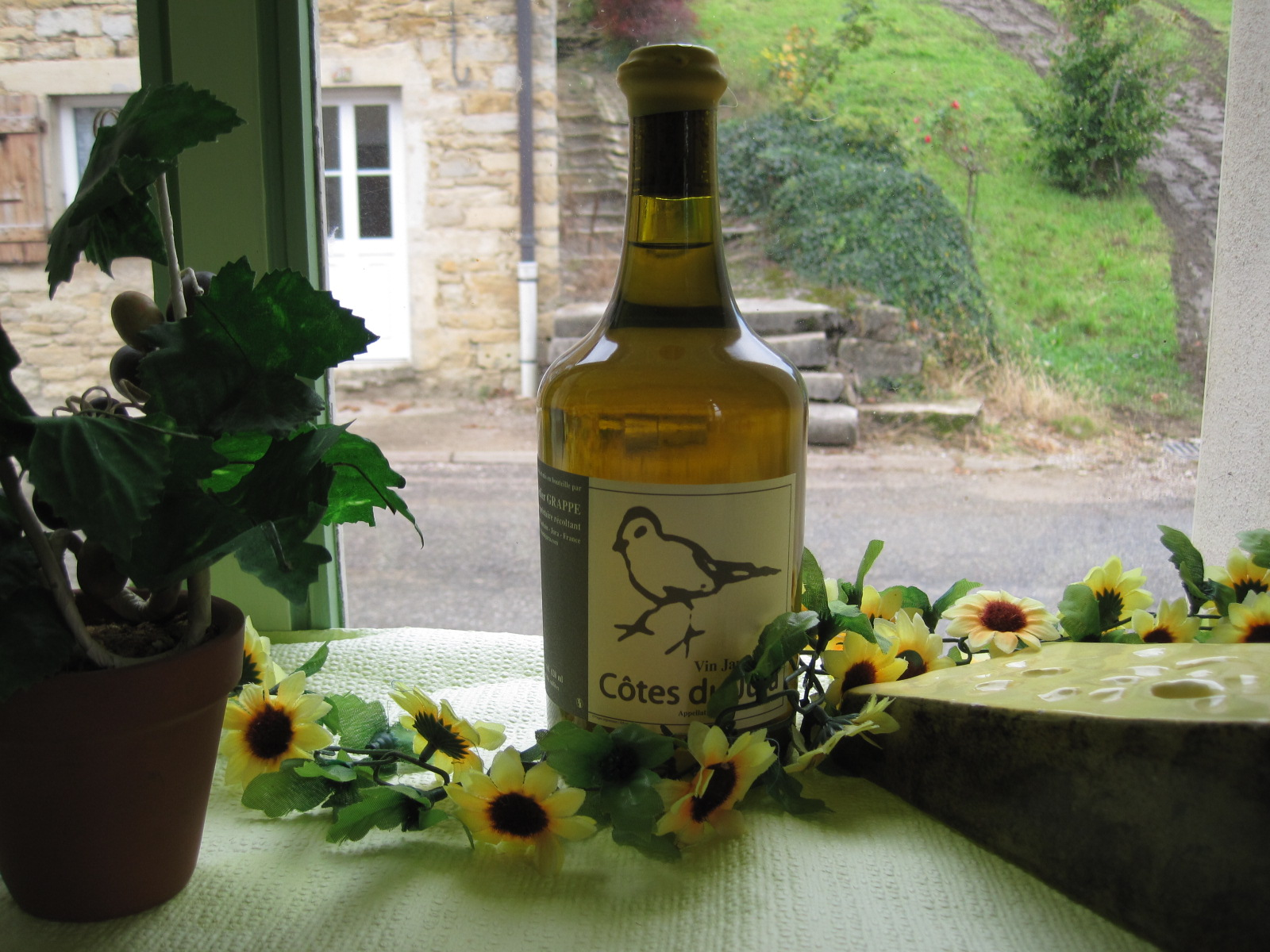
Bottiglia di vino giallo del Giura (Clavelin)
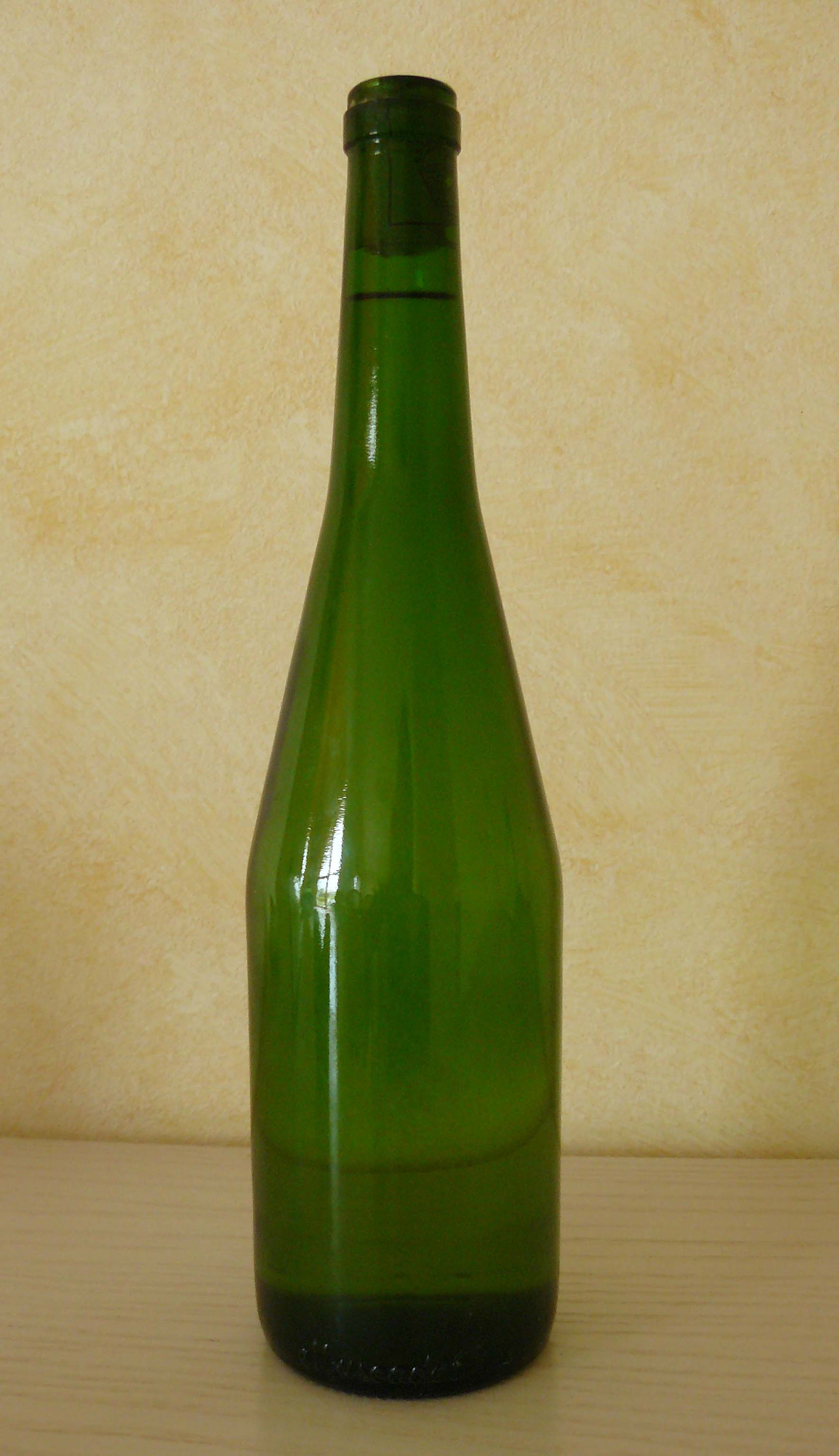
Bottiglia di Muscadet (Muscadet)
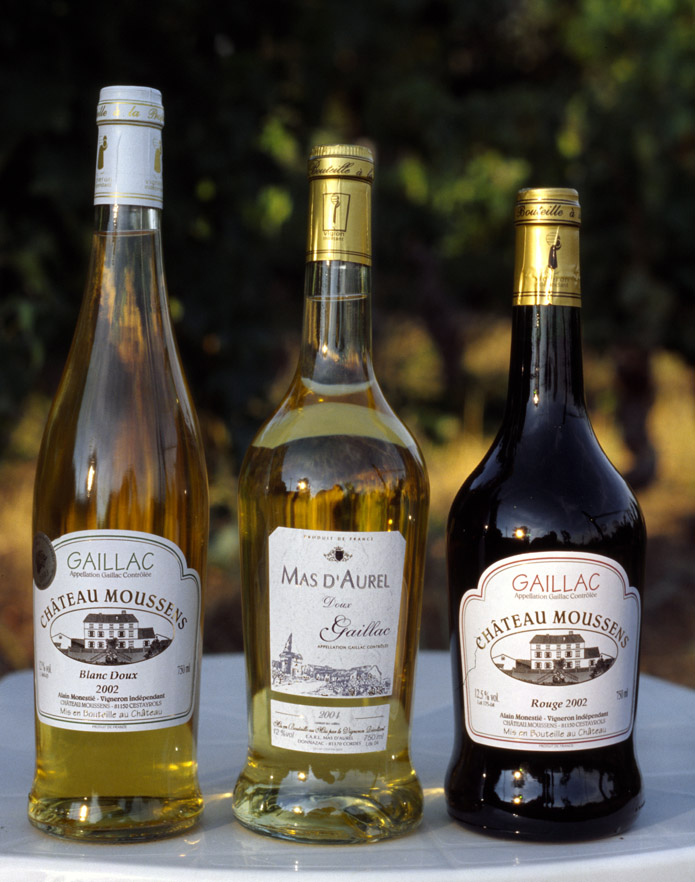
Bottiglie di Gaillac (Gaillacoises)
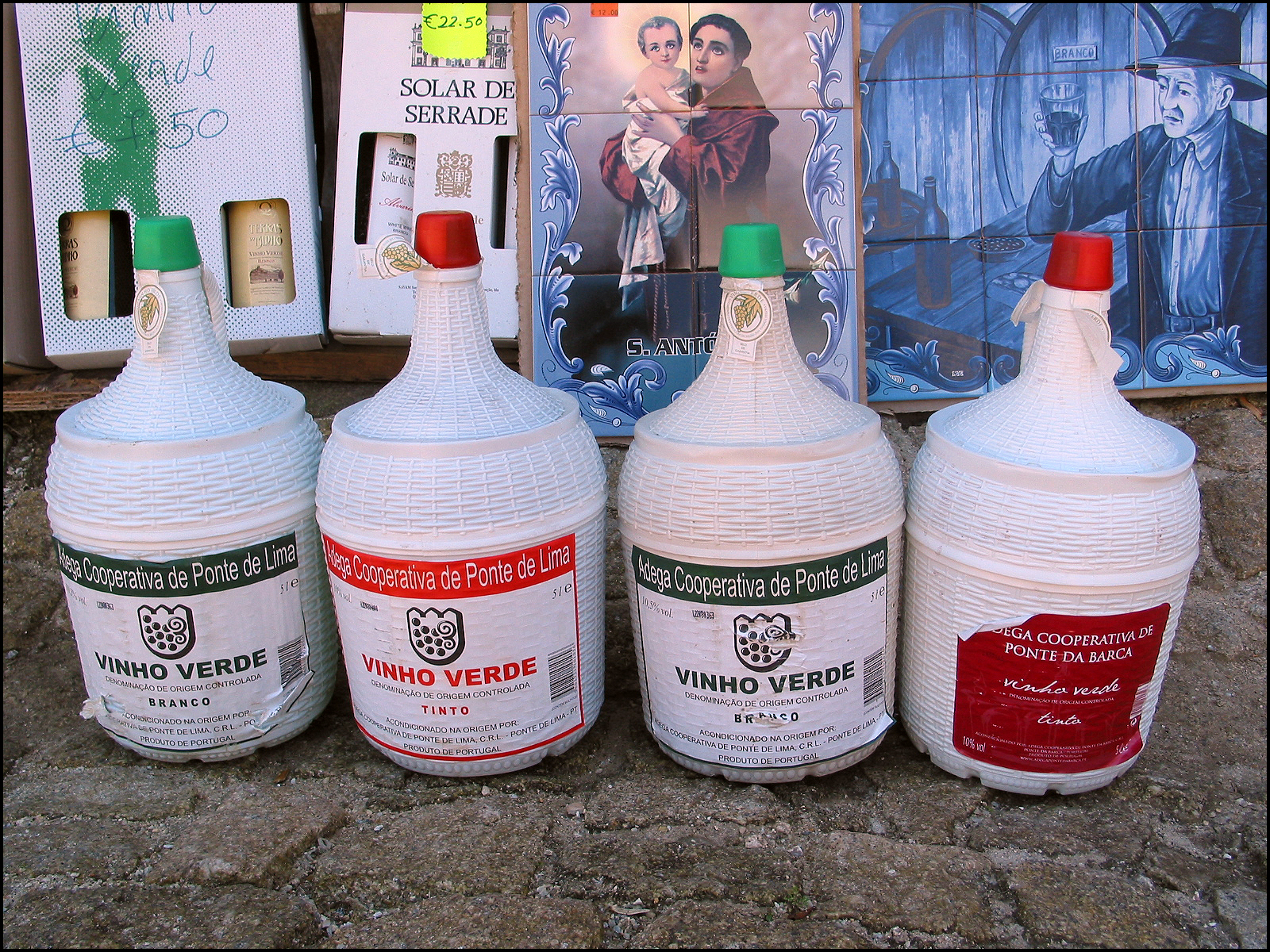
Bottiglie di vinho verde in plastica (Garrafões)
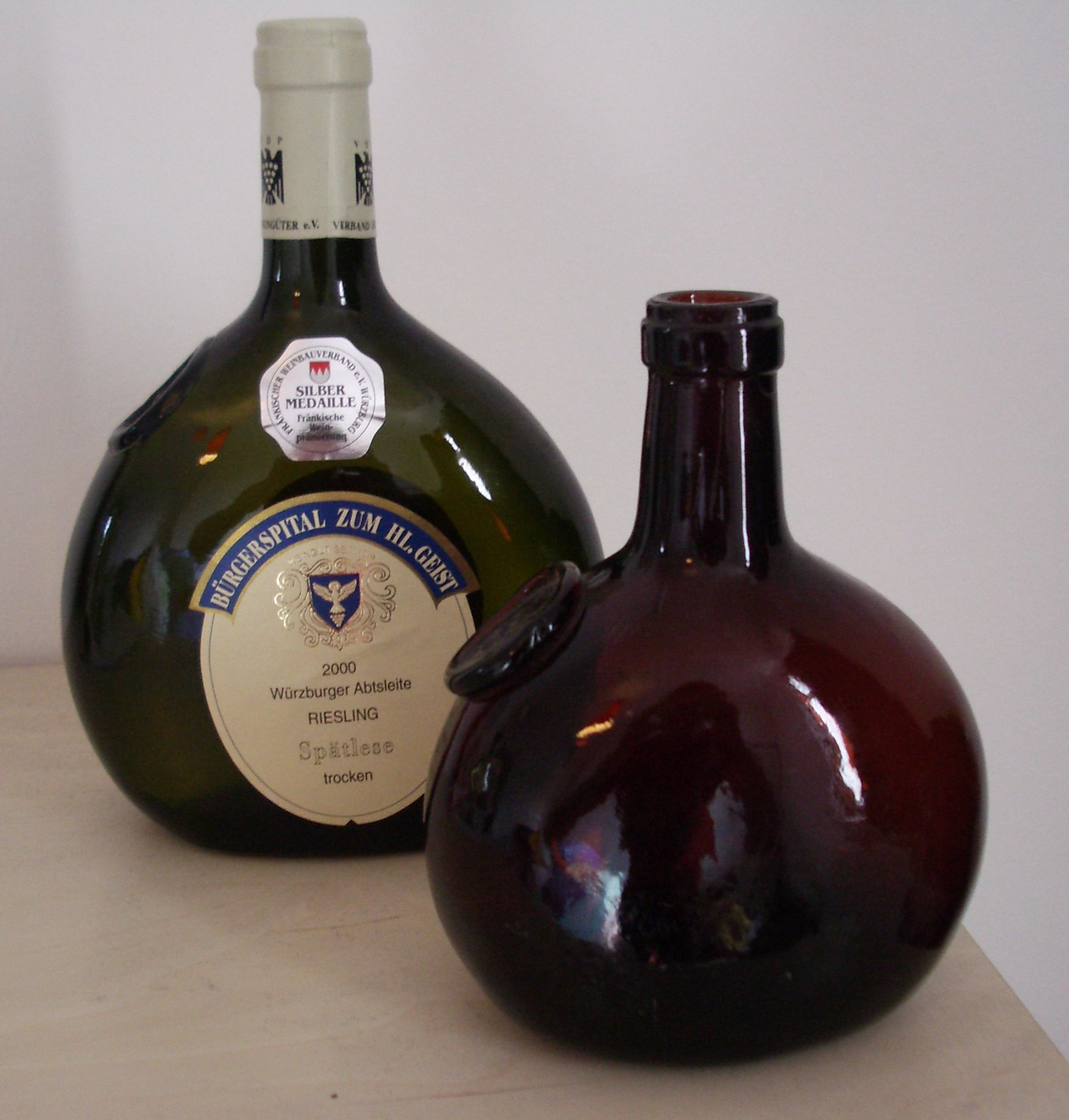
Bottiglie di vino della Franconia (Pulcianella)
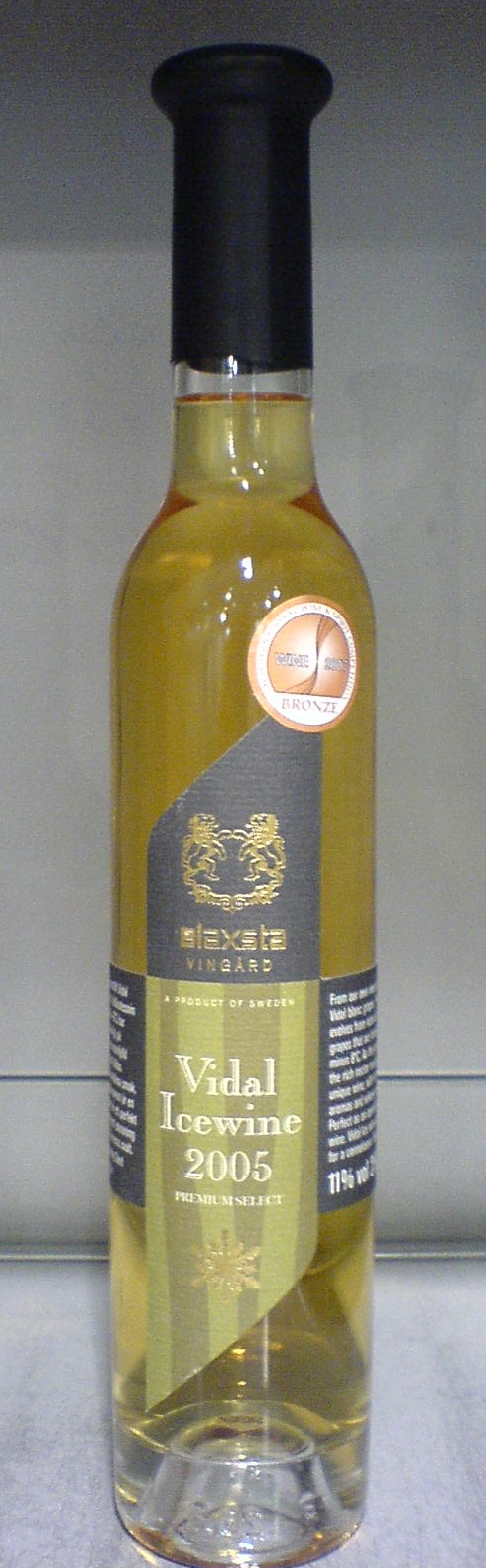
Bottiglia oblunga e affusolata di Eiswein.

## Degustazione

### Colore
La varietà del colore del vino bianco rispecchia la varietà dei tipi di vino bianco. Ai vini bianchi viene associato comunemente il colore giallo, anche se sono tante le sfumature di colore che gli vengono attribuite sulla base dell'esame visivo.
Alla fine del XX secolo non erano ancora stati individuati gli elementi responsabili del colore del vino. Per molto tempo, si pensò che i flavoni determinassero il colore del vino ma, essendo presenti nel vino in quantità ridotte, la ricerca si spostò su altre direzioni. Una tesi di Biau nel 1995 sostenne che è la presenza di polisaccaridi, proteine, acidi fenolici che attribuisce ad ogni vino la sua colorazione. Max Léglise, un enologo francese, precisò che “si utilizzerà il termine oro se l'aspetto è molto brillante e ricco di riflessi, definendolo anche attraverso le sfumature che caratterizzano questo metallo (…). Qualora, anche se limpido, il vino non irradia riflessi, lo si definirà giallo ”.
Nella scala dei colori, il vino bianco può essere definito quasi incolore. Un vino bianco giovane ha solitamente una tonalità verdastra pallida o giallo pallida. Il suo colore ingiallisce e diventa più scuro con il passare del tempo e durante l'elevazione fino a diventare oro, ramato e infine ambrato. Uno dei vini più scuri al mondo è ottenuto con un vitigno bianco, il pedro ximenez . Anche il tasso di zucchero fa evolvere il colore dei vini verso tonalità più sostenute come anche i tipi di vitigno: un Sauvignon bianco bordolese o un Muscadet hanno una tonalità verdastra mentre uno Chardonnay o un Traminer vinificati allo stesso modo sono di colore giallo.

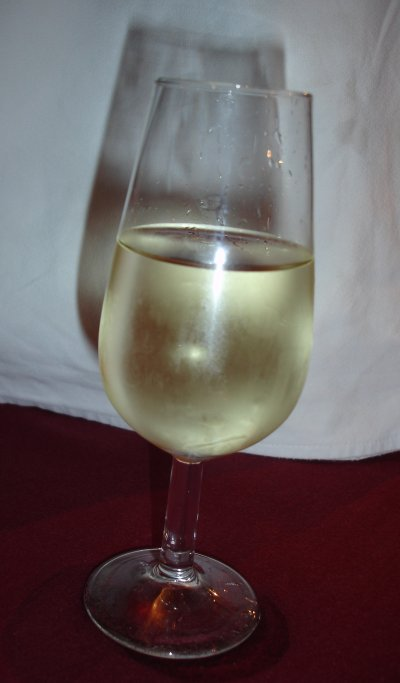
Bicchiere di Sherry in un catavino.
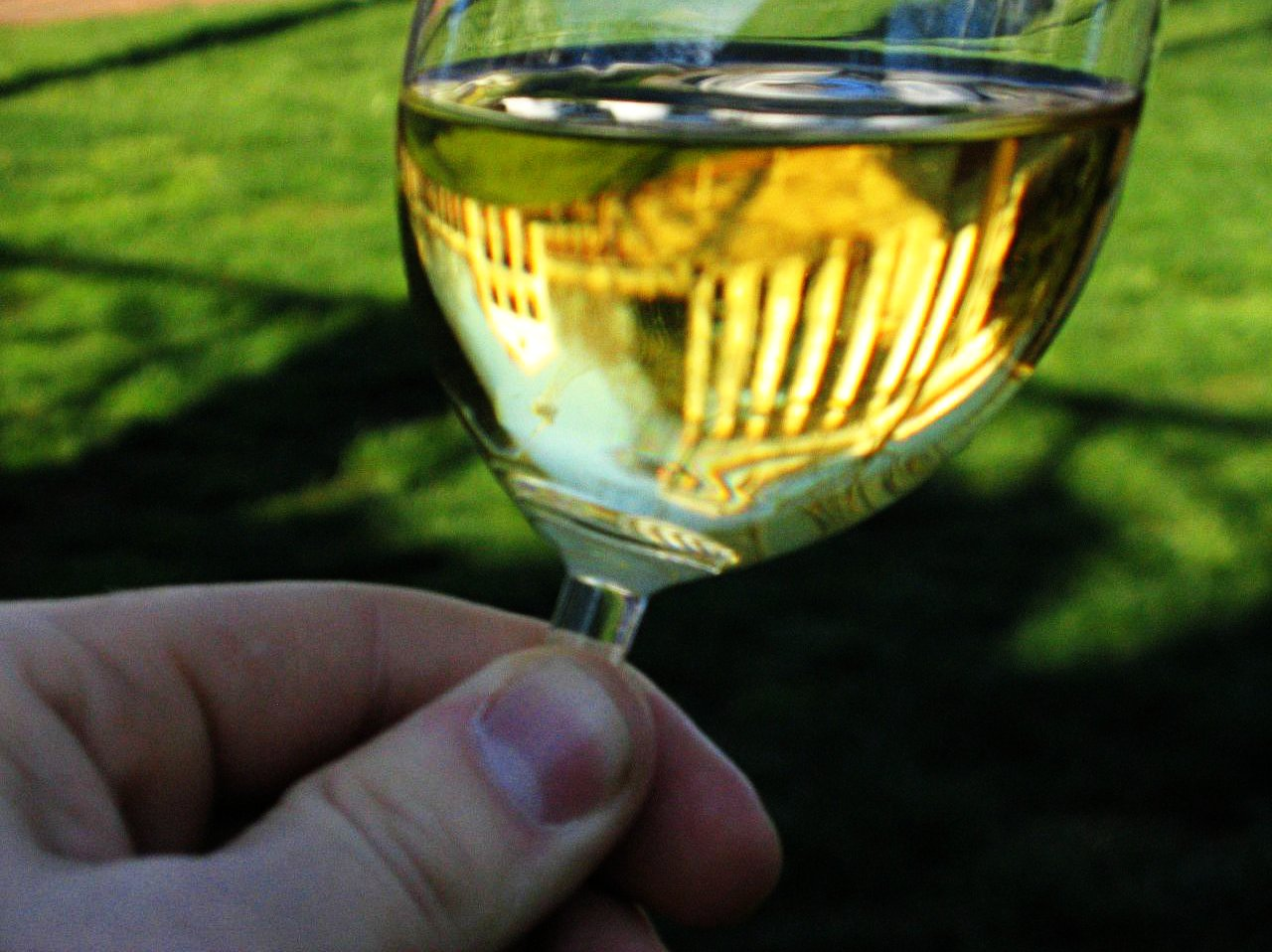
Chardonnay.
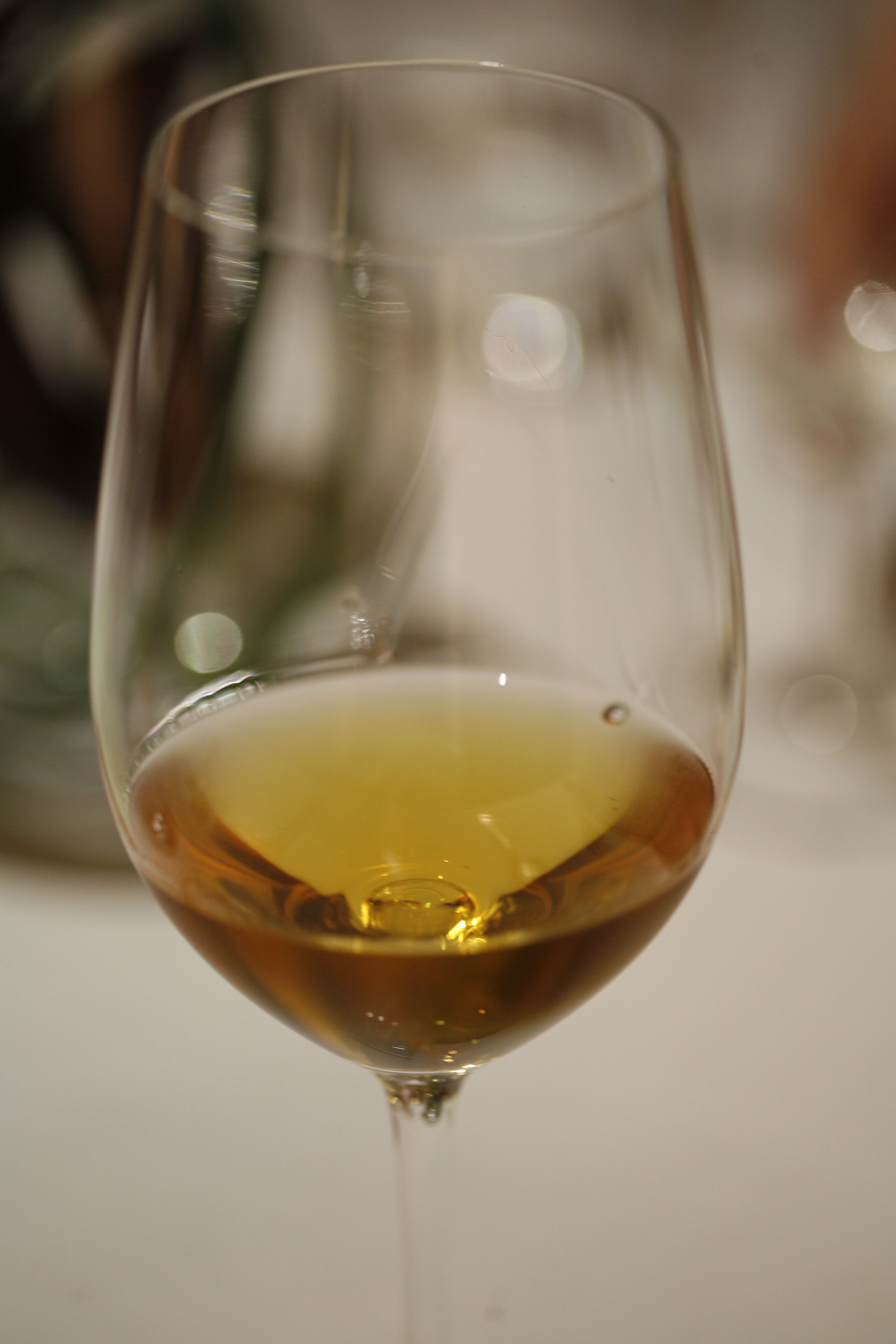
Bicchiere di Tokaji.
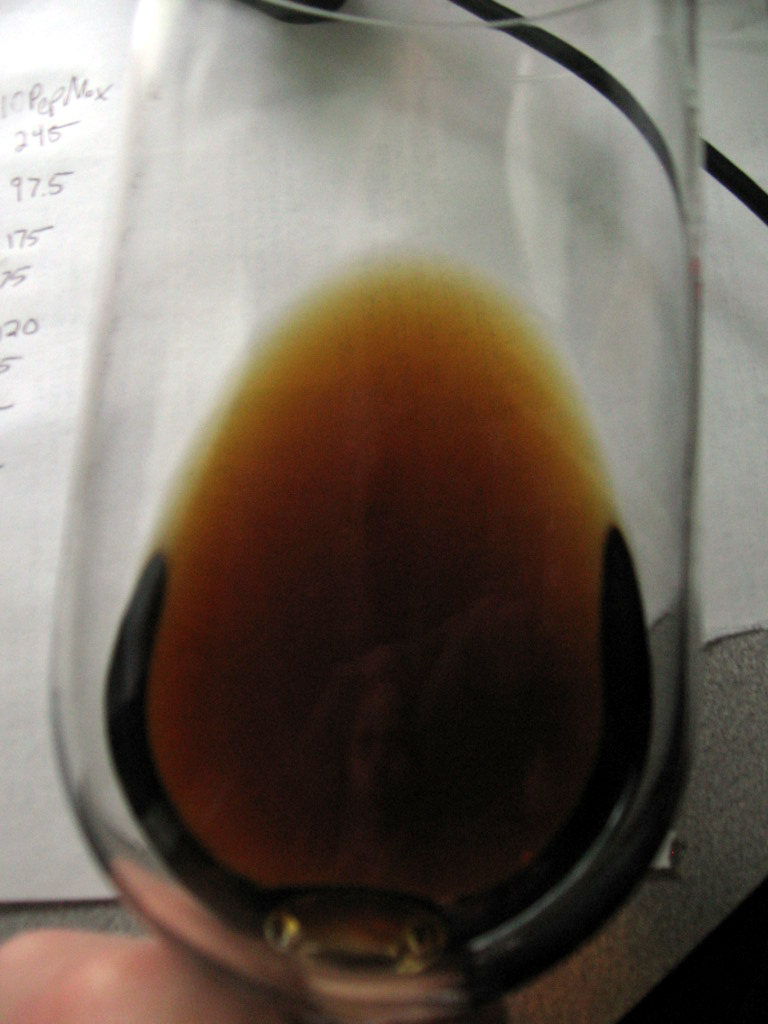
Vino bianco invecchiato (Madeira).

### Aromi
Gli aromi del vino bianco coprono quasi tutta la ruota degli aromi del vino. Per descrivere gli aromi del vino ci si basa sulle caratteristiche olfattive presenti nel bicchiere. Le sostanze "odorose" sono di varia natura, la loro classificazione viene fatta per associazione con odori naturali già noti. Il vino bianco emana di solito aromi fruttati, floreali e minerali, ma non solo.
Gli aromi fruttati comprendono gli agrumi (limone e pompelmo), i frutti bianchi (mela, mela cotogna, pesca, albicocca), la frutta secca (noce, nocciola) e i frutti esotici (ananas, mango, litchi). Naturalmente, gli aromi fruttati includono anche la frutta cotta (composte, marmellata, frutta candita).
Gli aromi floreali comprendono i fiori d'acacia, la lonicera, la verbena, la violetta, ecc.
Gli aromi minerali includono la pietra focaia, il silice, la selce. Questi aromi sono tipici del Chardonnay B e del Sauvignon B mentre il Riesling B alsaziano invecchiato richiama sentori di petrolio.
Altri aromi sprigionati dal vino bianco si formano durante la fase dell'invecchiamento. L'elevazione in barrique apporta sentori di vaniglia, burro, brioche, pane grigliato, caramello. La lunga elevazione del vino giallo o dello Sherry sprigiona degli aromi di noci fresche, di mandorla o di nocciola.
Addirittura, alcuni aromi che si pensa siano caratteristici solo dei vini rossi sono emanati dai vini bianchi; è il caso di certi champagne vinificati a partire da uve a bacca nera che ricordano i frutti rossi (fragola, lampone, mirtillo, ribes, ecc.).
Gusto
In bocca, il vino bianco possiede un equilibrio gustativo diverso dal vino rosso perché è povero di tannini. L'equilibrio non si fonda solo sul rapporto tra alcol e acidità, come nei vini rossi, ma vi è anche un'altra componente nel vino bianco: lo zucchero. Infatti, per i vini bianchi amabili e liquorosi lo zucchero è ciò che permette di equilibrare l'alcol e l'acidità.
L'elevazione in barrique apporta una nota legnosa al vino: i tannini della quercia lo rendono un vino strutturato. È preferibile invecchiare alcuni grand cru di Sauternes (per esempio lo Château d'Yquem) in barrique nuove, cioè mai state usate precedentemente.

### Bicchieri da vino bianco
Da quando esistono i contenitori in vetro, sono stati creati anche bicchieri specializzati per ogni tipo di vino. Esistono, infatti, numerosi bicchieri specifici da vino bianco in molte regioni produttrici di vino. Il vetro dev'essere perfettamente trasparente e incolore se si vuole apprezzare correttamente il colore del vino. Tuttavia, i designer e i fabbricanti di stoviglie hanno creato dei bicchieri da vino bianco aventi il piede verde o blu. Questi colori esaltano il colore del vino e donano un colore artificiale alla nuance, la linea di riflesso che marca la separazione tra il vino e il bicchiere.
I vini effervescenti vengono serviti in bicchieri particolari: la flûte e la coppa. La flûte viene usata soprattutto nelle degustazioni: la sua forma concentra gli aromi verso il naso del degustatore e la sua altezza permette di apprezzare la finezza delle bolle che salgono in superficie. L'utilizzo della coppa nelle degustazioni è sconsigliato per la sua forma troppo svasata. Infatti, non riuscendo a conservare l'orlo di spuma, i gas e gli aromi si disperdono troppo velocemente. Una leggenda narra che la forma di questo bicchiere è stata ispirata alla forma del seno della Marchesa di Pompadour che visse in un'epoca in cui i vini erano in maggioranza più dolci e meno aromatici. Dagli anni '30, e con l'abitudine di bere vini effervescenti più secchi, è entrata in voga la flûte.
Oltre a questi tipi di bicchiere, una squadra di degustatori, tra i quali Jules Chauvet dell'INAO francese, l'Istituto Nazionale dell'Origine e della Qualità, ha creato nel 1970 il verre INAO o bicchiere ISO. Si tratta di un bicchiere progettato per sublimare gli aromi del vino per poterlo valutare correttamente. Le pareti sono molto sottili e le sue dimensioni sono calcolate. Questo bicchiere, semplice ma elegante, può essere utilizzato anche per servire i vini a tavola.

I bicchieri da vino bianco sono generalmente più alti e sottili dei bicchieri da vino rosso.
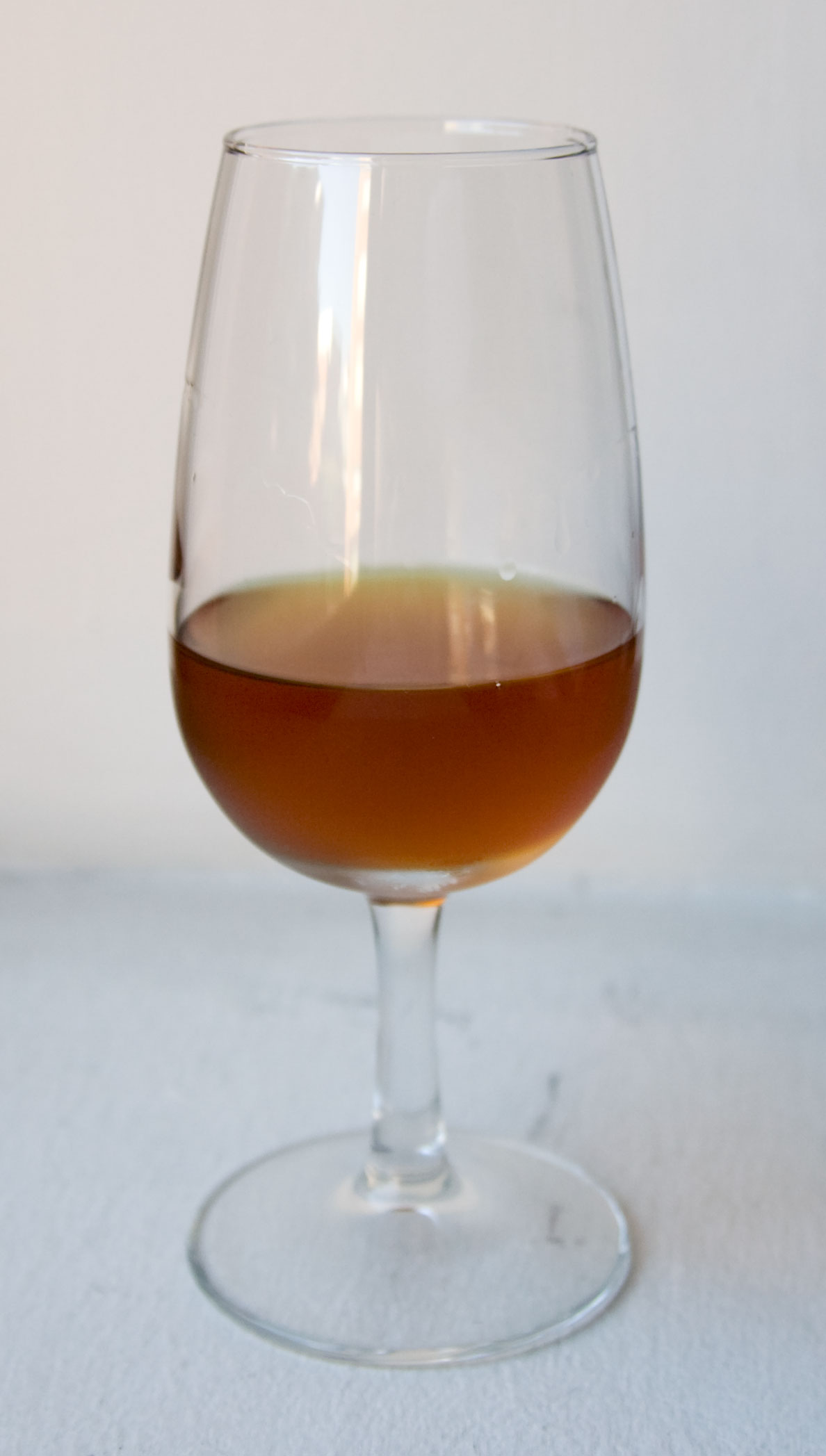
Verre INAO di Sherry amontillado.
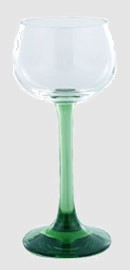
Bicchiere alsaziano. Il piede colorato è sconsigliato per una valutazione corretta del colore del vino.
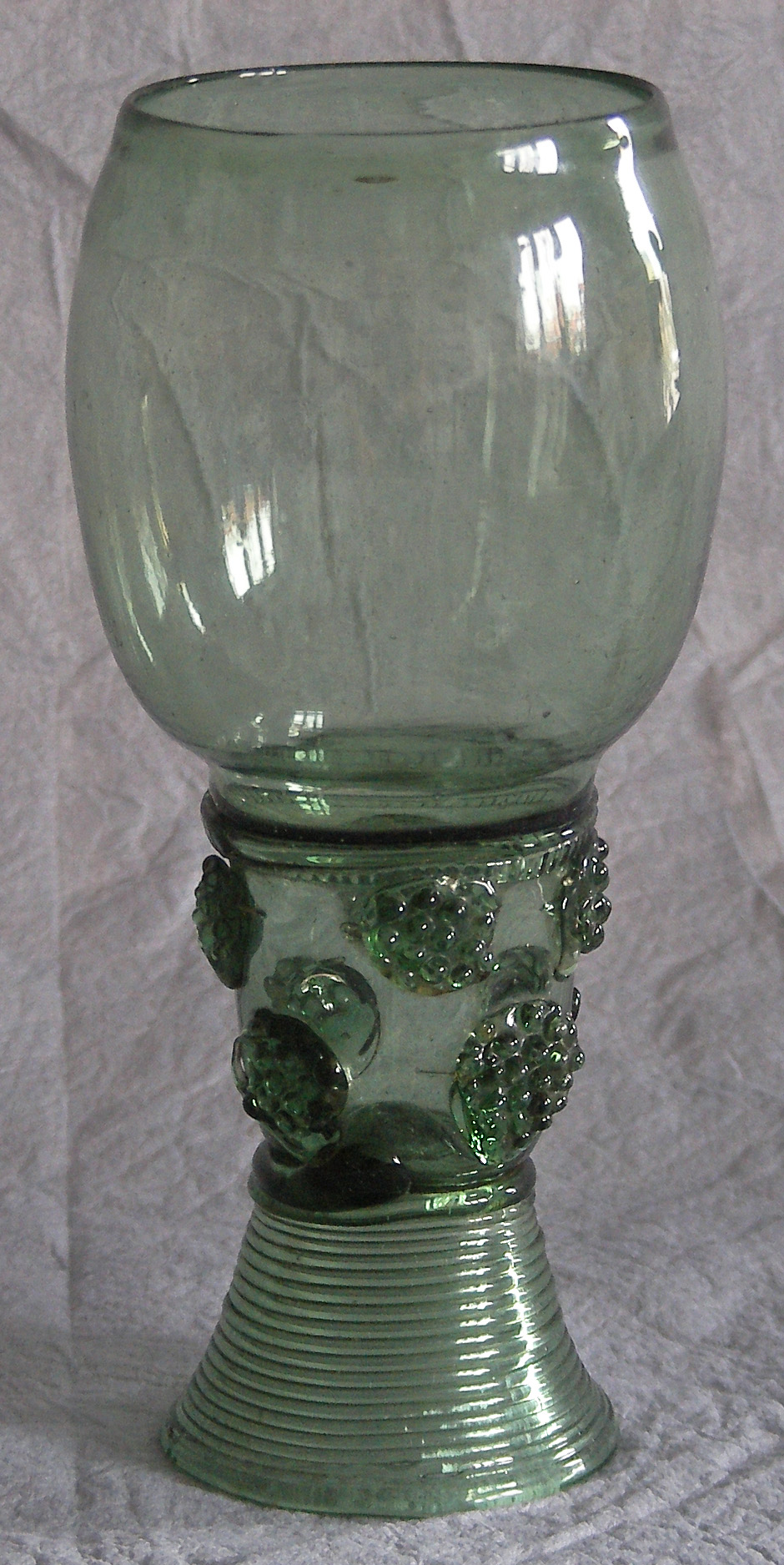
Bicchiere tedesco (römer) del XVII secolo.
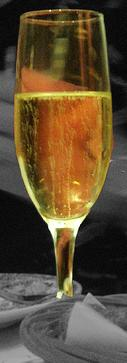
Flûte di Cava.
Coppa da cocktail che può essere utilizzata per un vino effervescente.
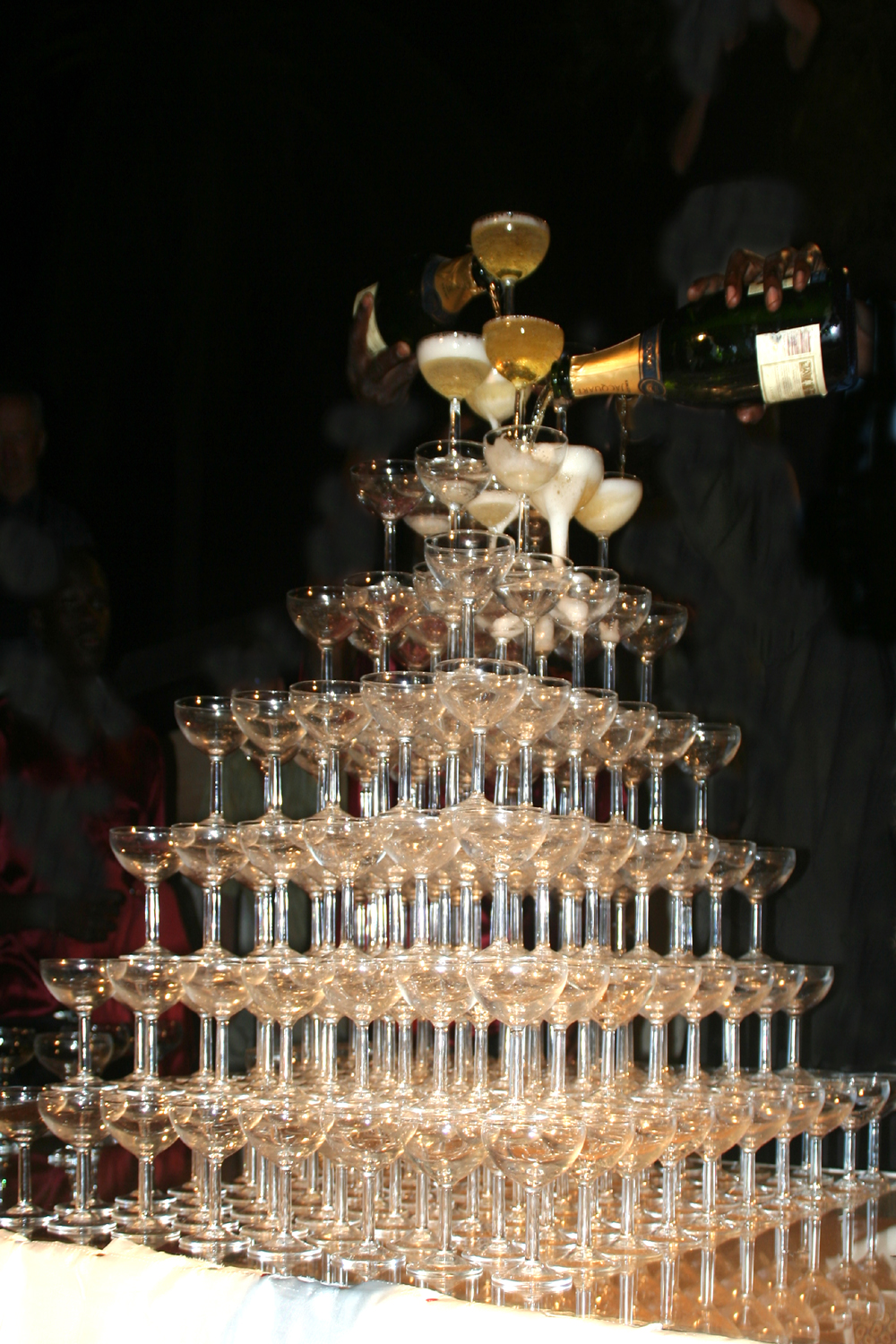
Effetto spettacolare di una piramide di coppe.

## Tipi di vino

### Vino bianco secco
Il vino bianco secco è un vino quasi privo di zucchero: il tasso di zucchero è generalmente inferiore a 4 g/l. È un vino difficile da elaborare perché l'equilibro del vino risiede solo su due parametri: l'acidità e l'alcol. È il vino bianco classico al quale si riferisce il consumatore quando parla di un vino bianco senza nessun'altra precisazione.
Prima degli anni 50 la vinificazione europea tradizionale dei vini bianchi secchi aveva luogo in piccoli recipienti dove la temperatura non era abbastanza alta da provocare la fermentazione; attraverso questa modalità di vinificazione si producevano vini strutturati e rotondi ma poco aromatici. Uno di questi vini è lo Chardonnay. In California e in Australia, il bisogno di raffreddare la vendemmia e il vino in corso di fermentazione ha spinto i vinificatori ad equipaggiare le loro cantine con un'attrezzatura adeguata: gruppo di freddo (centrale di refrigerazione), circuito del liquido refrigerante e vasche termoregolate da una serpentina posizionata all'interno della parete della vasca (serpentina saldata a forma di piccola placca a scambio termico elevato) o da piastre scambiatrici di calore. Questa modalità di vinificazione è arrivata in Europa nello stesso momento dell'arrivo delle nuove tecniche di trattamento del mosto (defecazione più potente, uso di lieviti selezionati, aggiunta di colle e di enzimi, pratica della macerazione della buccia).
Nel gergo vinicolo l'insieme di queste pratiche produce un “vino tecnologico”. Si tratta di un vino profumato, vivace, e che non ha bisogno di invecchiare. I tipi di vini bianchi europei prodotti con il metodo “all'antica” si sono adattati molto alle nuove modalità di vinificazione. Fu il vitigno Sauvignon B ad aver beneficiato per primo di queste nuove tecniche evitando l'assemblaggio con il Sémillon B, la produzione del quale, di conseguenza è in netto calo da una trentina d'anni. In Borgogna, le nuove tecniche devono fare i conti col fenomeno di ossidazione prematura.
La foto sottostante, che paragona i colori dei due Chenin B, illustra la differenza visiva tra un vino sud africano “tecnologico” (lo Stellenbosch a sinistra) e un vino francese della Val de Loire “classico” (il Savennières a destra).

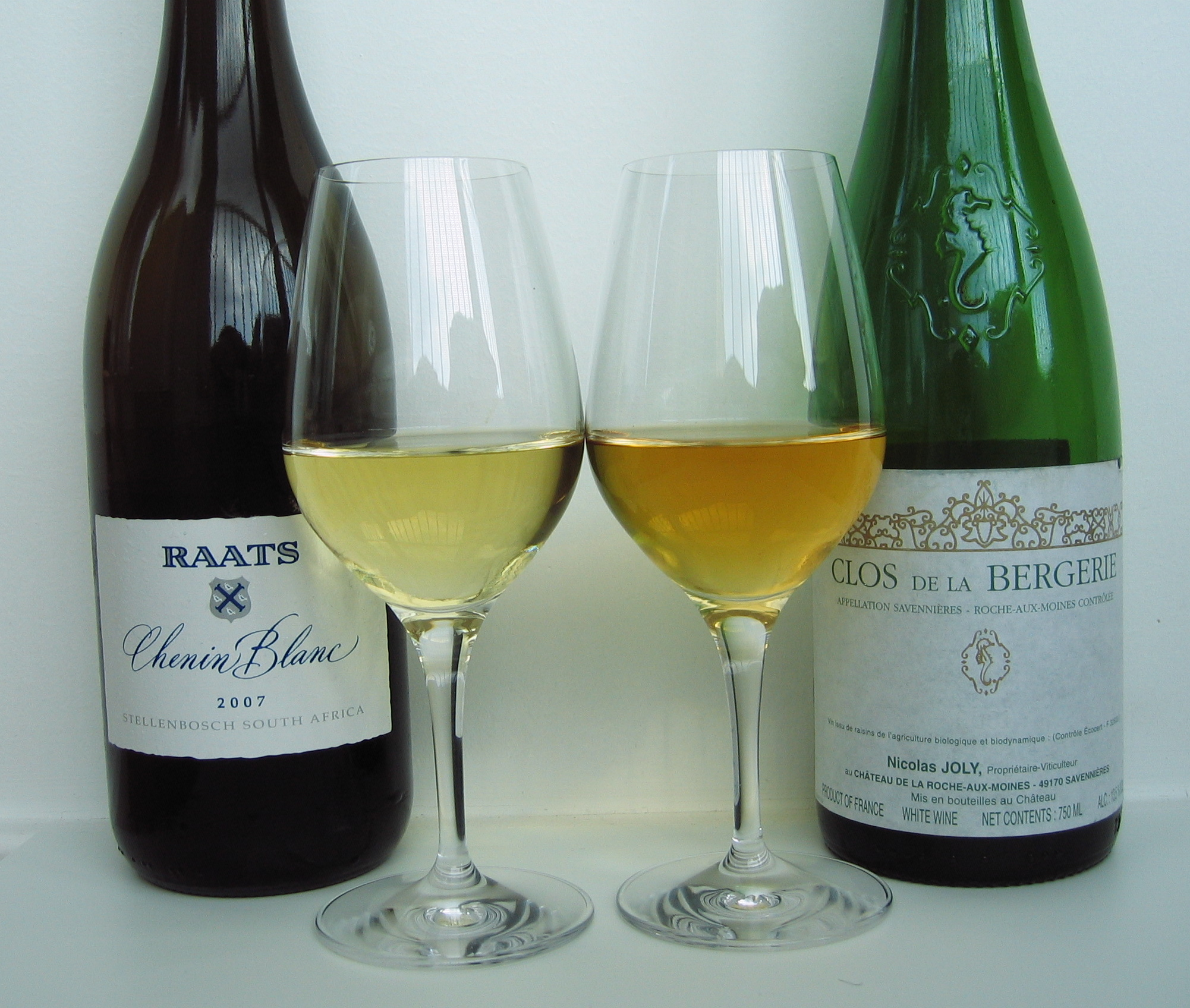

### Dai vini bianchi dolci ai vini bianchi liquorosi
Tra i vini dolci, esiste una grande varietà, dal vino leggermente dolce al vino liquoroso di consistenza sciropposa.
Nella produzione dei vini dolci, la fermentazione viene bloccata prematuramente per impedire che lo zucchero, presente naturalmente nell'uva, si trasformi in alcol. Tuttavia, la tecnica dello zuccheraggio, che consiste nell'aggiunta di una certa quantità di saccarosio nei mosti che risultano poveri di zucchero, ha modificato le tecniche vinicole di alcune regioni. Esistono numerose tecniche di concentrazione dello zucchero:
- L'“appassimento su pianta” o “vendemmia tardiva” consiste nel lasciare maturare al sole l'uva sulla vigna. Una volta raggiunta la maturazione dell'uva, lo zucchero non si accumula più ma l'acqua evapora, diminuendo il rendimento e facendo alzare il tasso di zucchero. È il metodo più antico e più comune[101];
- La “torsione del raspo”: il vignaiolo impedisce alla linfa di raggiungere il grappolo, che di conseguenza, si appassisce più velocemente;
- L'”incisione anulare del tralcio”, più lunga da praticare, consiste nel togliere un anello di corteccia sul tralcio posto al di sotto del grappolo di modo che la linfa vitale si concentri nell'uva e la linfa grezza continui ad alimentare la parte sottostante del tralcio;
- Un altro metodo rapido ed efficiente consiste nel rompere una parte del capo a frutto di modo che l'uva a monte si appassisca mentre l'uva a valle evolva naturalmente. L'assemblaggio dei due tipi di uva in vasca o nella pressa migliora il risultato finale;
- L'“appassimento fuori pianta” viene eseguito prima della pressatura. L'uva viene posta in locali appositi e appesa su ganci oppure viene stesa nei graticci per permettere all'acqua contenuta negli acini di evaporare. Questo metodo viene utilizzato per la produzione del vino passito;
- Il marciume nobile è un'alterazione dell'uva causata dalla Botrytis cinerea, che aumenta la disidratazione e la concentrazione degli zuccheri nell'acino. In particolare, questo fungo crea delle perforazioni microscopiche nella buccia dell'uva causando l'evaporazione dell'acqua ma consentendo di conservare tutte le altre sostanze. Inoltre, alcune reazioni chimiche che avvengono all'interno dell'acino durante la formazione del marciume nobile generano vini dotati di profumi e aromi particolari[102];
- Il “congelamento dell'uva” e la sua pressatura a freddo permettono di pressare solo la parte liquida dell'acino. I pezzettini di acqua congelata restano nella pressa e solo il succo zuccherino scorre[103]. Questa è la tecnica di vinificazione dell'Eiswein. La crioestrazione è una tecnica recente ideata per riprodurre il fenomeno nelle regioni dal clima mite: l'uva viene congelata artificialmente prima della pressatura. Il metodo permette di essere indipendenti dal clima e di lavorare senza attendere le gelate evitando quindi di perdere il raccolto per motivi climatici e di evitare l'attacco dei passeri affamati. Tuttavia, i tempi corti di maturazione non conferiscono al vino l'aromaticità che si otterrebbe con il metodo naturale di congelamento.

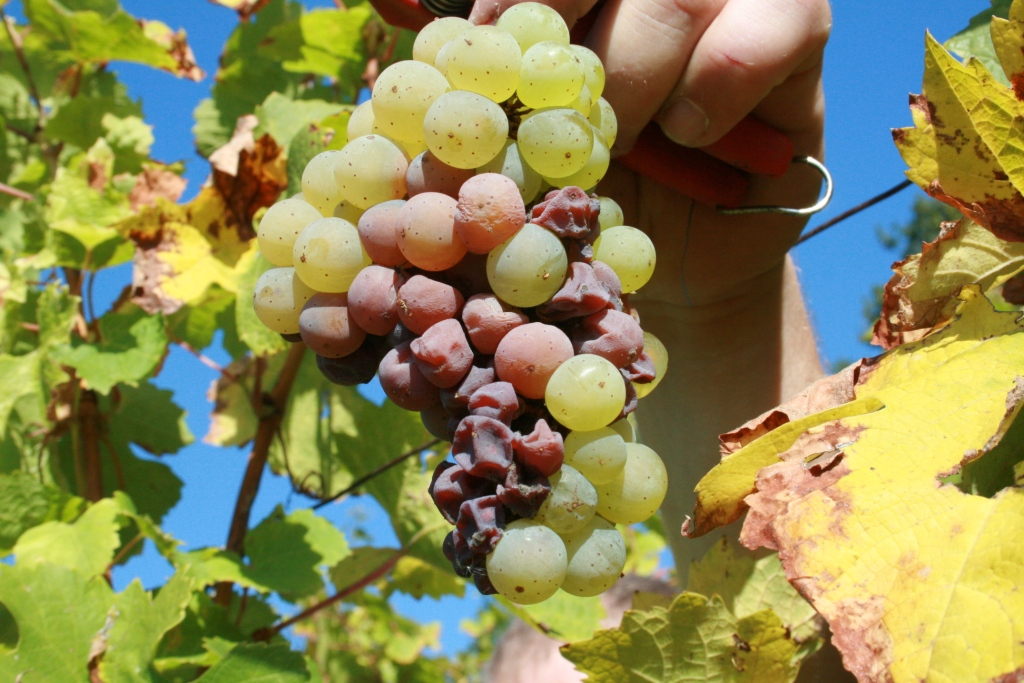
Marciume nobile sul grappolo di Riesling B.
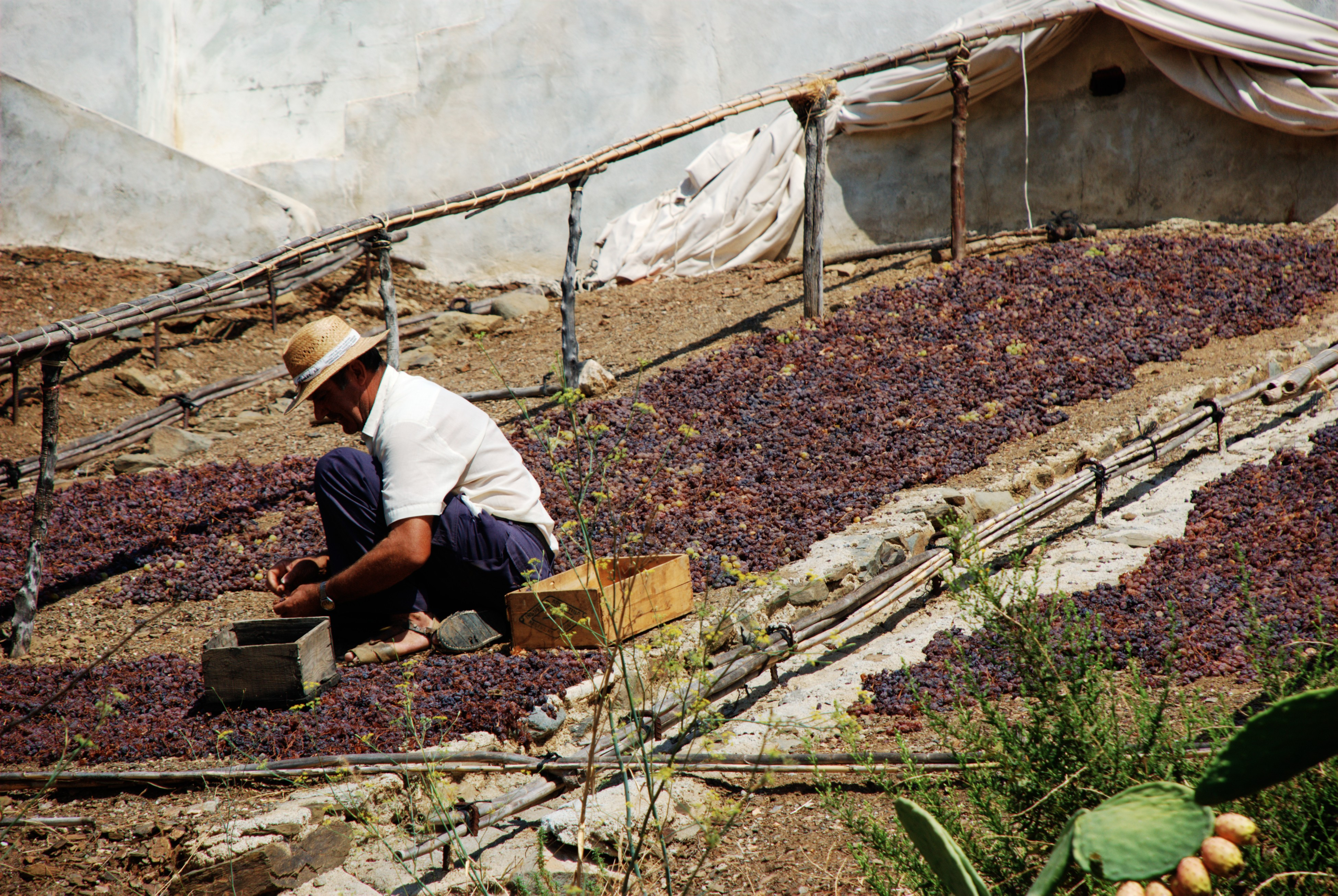
Appassimento fuori pianta a Malaga; l’essiccatura conferisce un colore rosso bruno all’uva bianca.
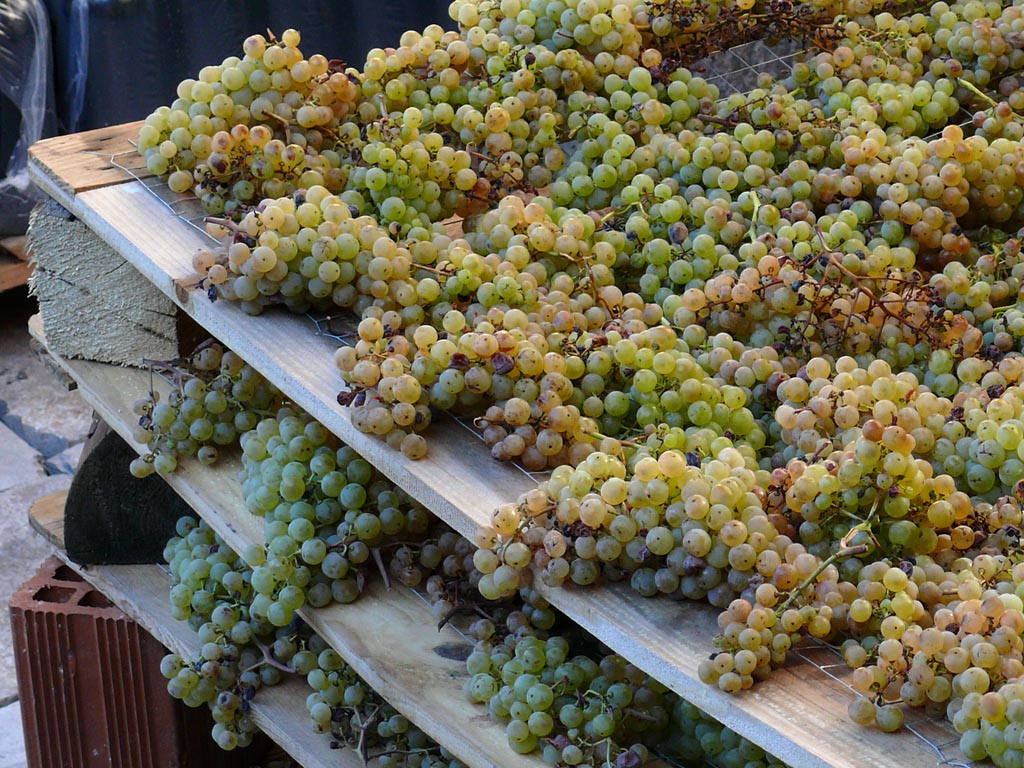
Appassimento fuori pianta dell’uva in Slovenia.
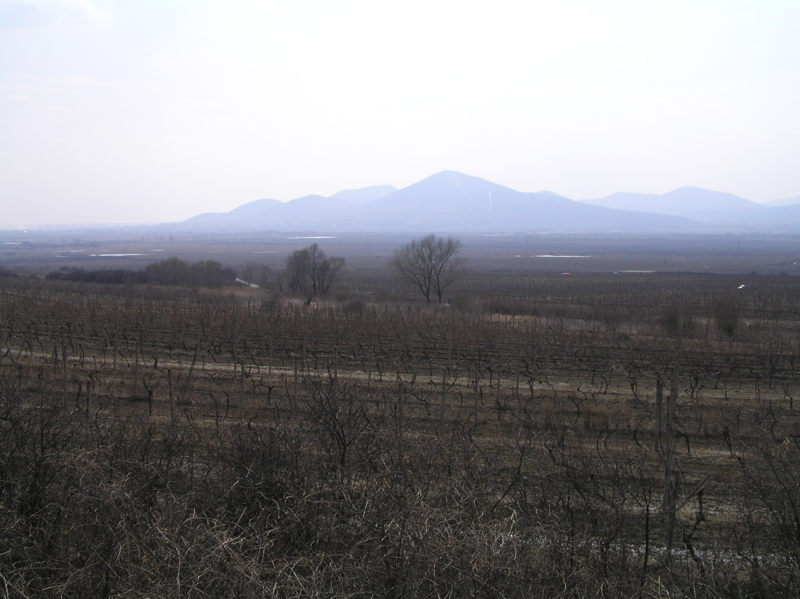
Vigneto nebbioso di Tokaji slovacco.
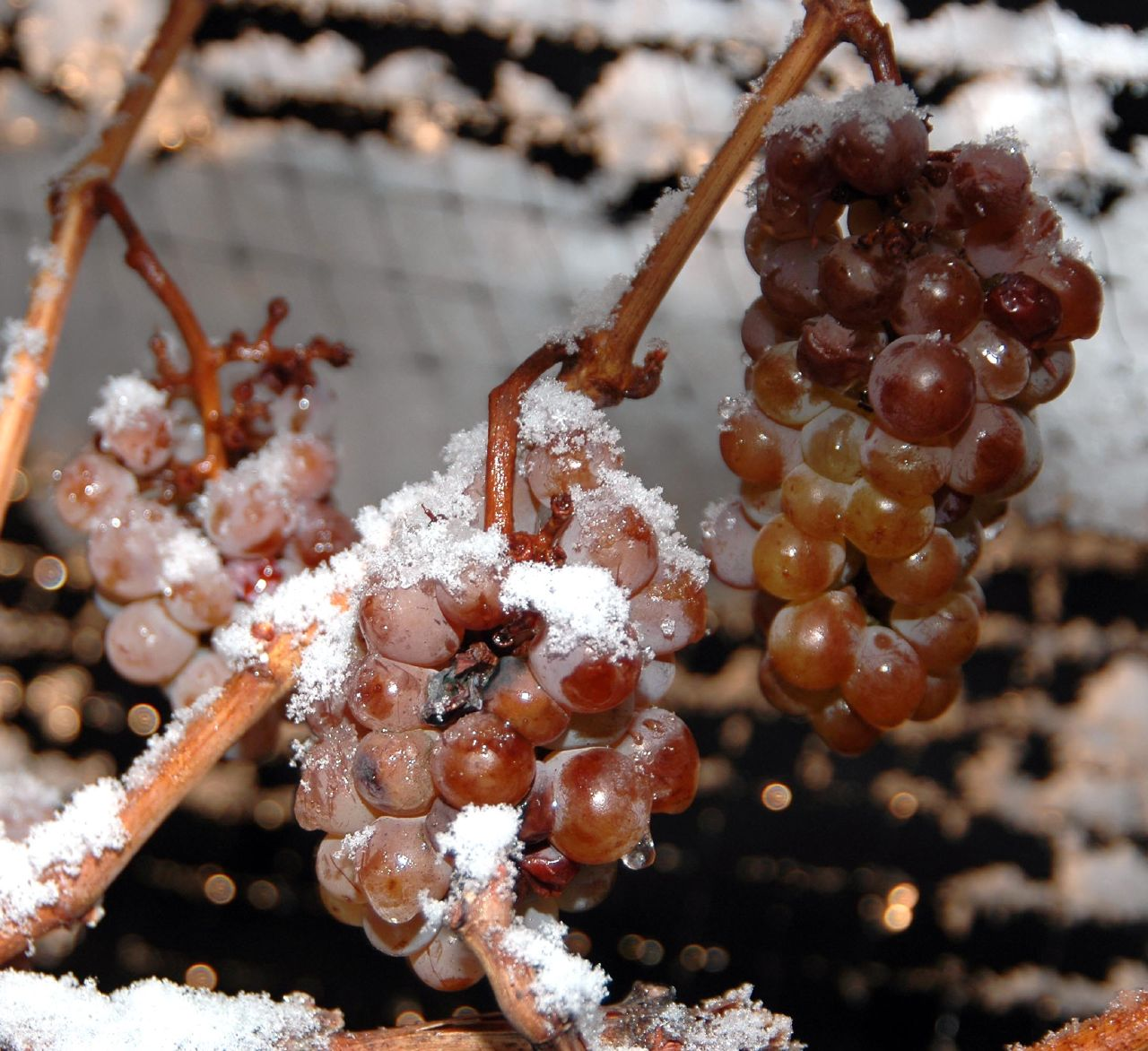
Grappoli di uva gelati destinati alla vinificazione dell’Eiswein.
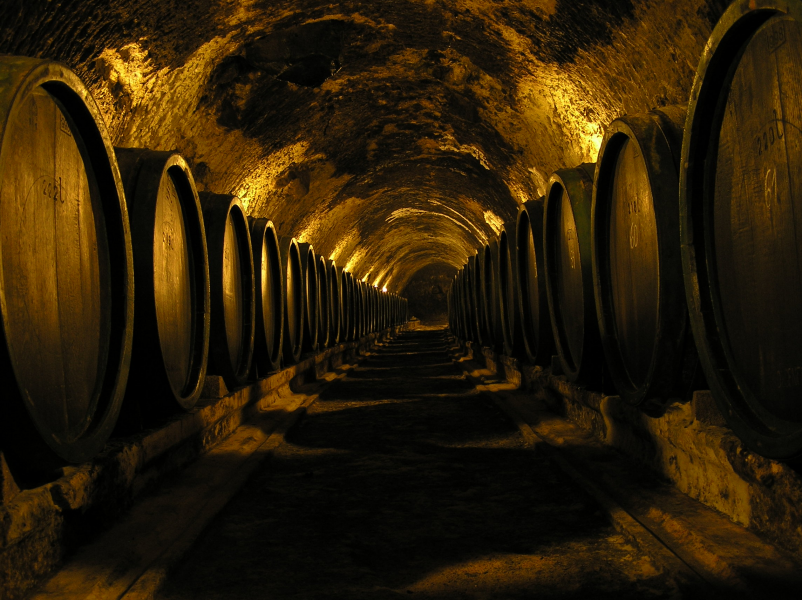
Cantina per l’invecchiamento del Tokaji in Slovacchia.
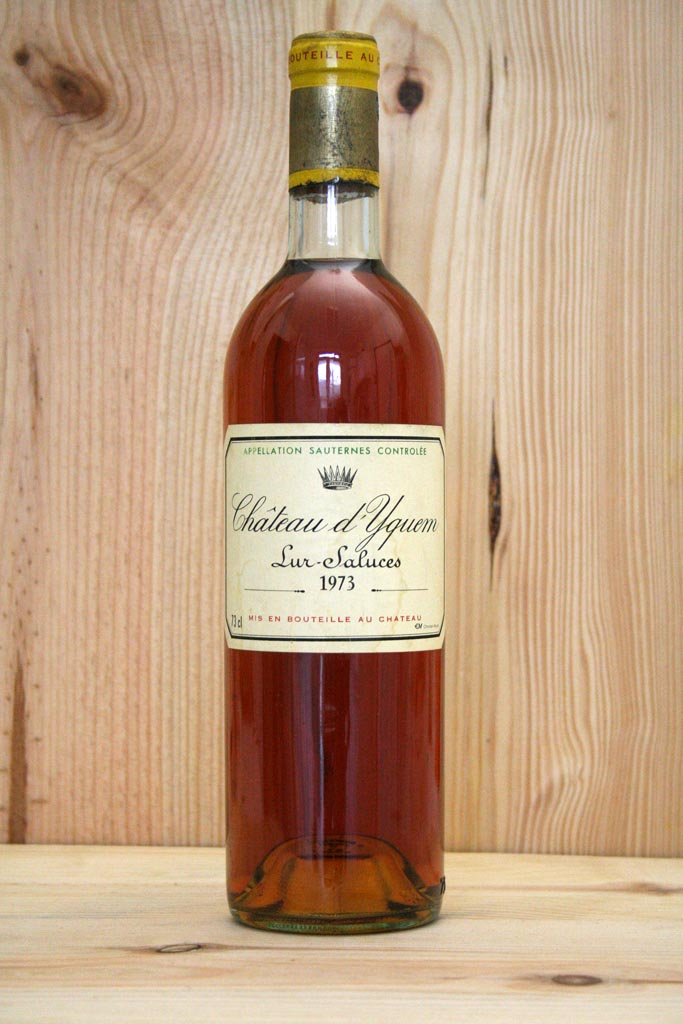
Bottiglia di Sauternes, grande vino liquoroso.
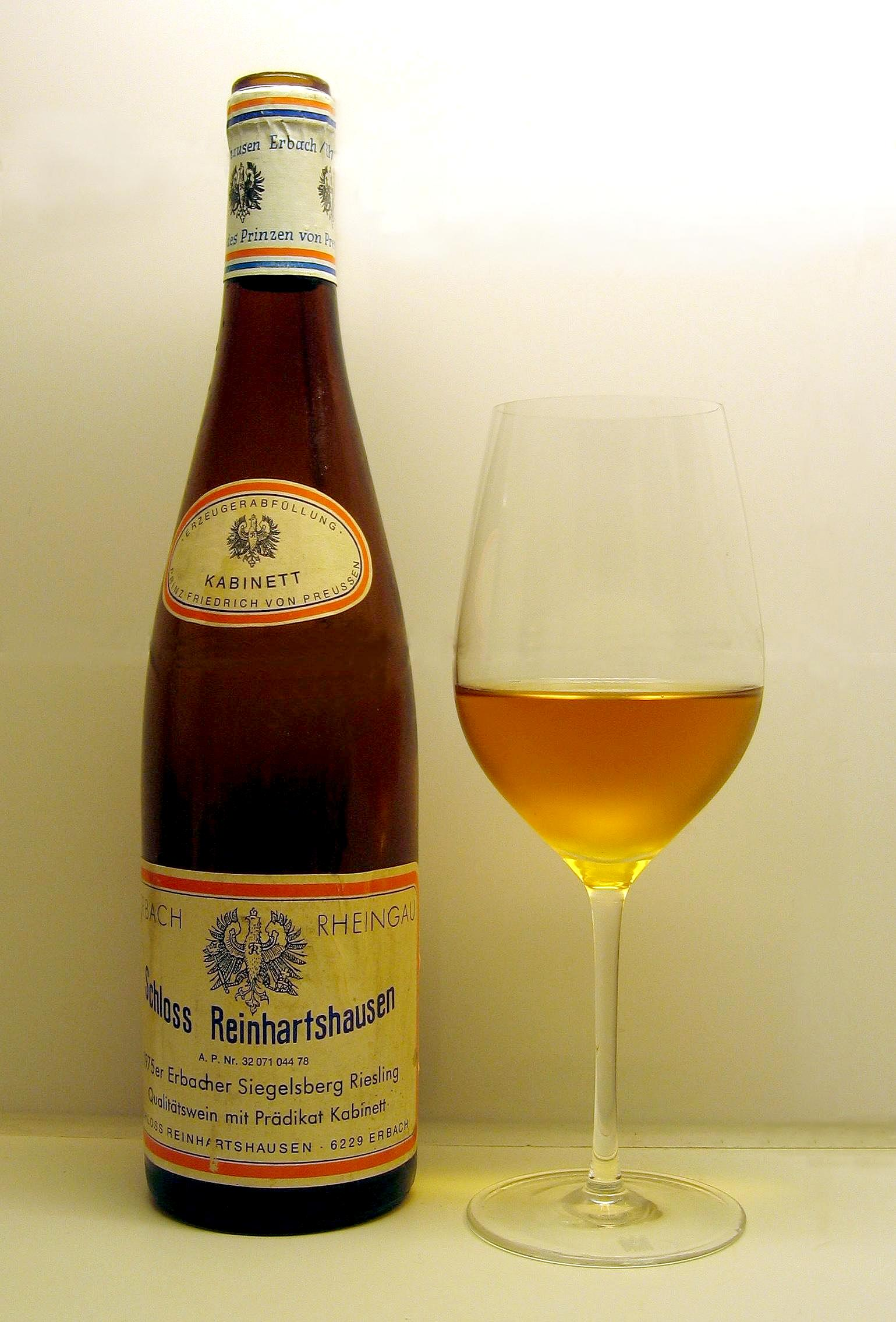
Colore ambrato di Riesling tedesco aperto dopo 32 anni in bottiglia.

### Vino effervescente
Il vino effervescente o vino spumante è, nella maggioranza dei casi, un vino bianco che contiene anidride carbonica, chiamata anche diossido di carbonio. In corso di fermentazione tutti i vini sono effervescenti; infatti, durante la fermentazione alcolica di tutti i vini, i lieviti producono anidride carbonica. In molti casi, il gas prodotto dalla fermentazione evapora: non si produrrà più un vino effervescente ma un vino fermo. Le tecniche di vinificazione dei vini spumanti mirano quindi a conservare disciolta nel vino l'anidride carbonica, responsabile dell'effervescenza e delle bollicine:
- Il “metodo tradizionale” che un tempo era chiamato “metodo champenois” consiste nel produrre il vino bianco o rosé applicando le tecniche di vinificazione dei vini fermi. In seguito, al vino viene aggiunta la liqueur de tirage, una miscela di zucchero e di lieviti che viene aggiunta alla cuvée dei vini-base per far ripartire la seconda fermentazione in bottiglia, detta anche presa di spuma. Il vino viene in seguito sboccato e poi addizionato con la liqueur de dosage, un liquido più o meno zuccherato con il quale l'azienda vinicola dà allo spumante l'impronta stilistica desiderata: brut, demi sec, doux;
- Il “metodo rurale” o “metodo artigianale” prevede l'arresto della fermentazione provocato dal freddo (un tempo era l'inverno che bloccava la fermentazione) di modo tale che lo zucchero residuo finisca di fermentare in bottiglia, producendo gas disciolto. È il metodo creato dai produttori di Gaillac[105] e di Blanquette de Limoux[106];
- Il “metodo a trasferimento” riprende il metodo tradizionale: dopo la presa di spuma, le bottiglie vengono sboccate e il vino viene assemblato in autoclave sotto pressione. Viene poi filtrato e imbottigliato nuovamente;
- Il “metodo Dioise ancestrale”: dopo la presa di spuma che avviene anche nel metodo rurale, il vino viene filtrato in un'autoclave come nel metodo a trasferimento;
- Il “metodo Martinotti-Charmat”: la seconda fermentazione si verifica in autoclave: il vino viene filtrato e poi imbottigliato sotto pressione[107];
- La “spumantizzazione in continuo” o “metodo russo”: il vino passa da un'autoclave all'altra, dove i lieviti sono fissati su trucioli di quercia. Dopo la filtrazione, il vino viene imbottigliato sotto pressione;
- Il “metodo della gassificazione”: al vino di base viene aggiunto del liqueur de dosage e de diossido di carbonio alimentare. Il vino viene poi imbottigliato sotto pressione. Si tratta del metodo di vinificazione degli spumanti aromatizzati.

| Paesi    | Milioni di ettolitri (Fonte) |
| -------- | ---------------------------- |
| Francia  | 4,8                          |
| Italia   | 2,9                          |
| Germania | 2,5                          |
| Russia   | 2,25                         |
| Cile     | 1,9                          |
| Spagna   | 1,6                          |
| USA      | 1,3                          |

Reso celebre dallo Champagne, utilizzato per battezzare le grandi navi nel momento dell'inaugurazione, prodotto in quasi tutti i Paesi produttori di vino, il vino effervescente è associato agli eventi festivi e commemorativi. Questo lato eccezionale del vino effervescente si rispecchia nella fattezza della bottiglia: innanzitutto, la pressione del gas esige una bottiglia più pesante; poi, il tappo a forma di fungo è imprigionato all'interno di una gabbietta metallica; infine, la parte alta della bottiglia è ricoperta da un involucro metallizzato, dorato o argentato.

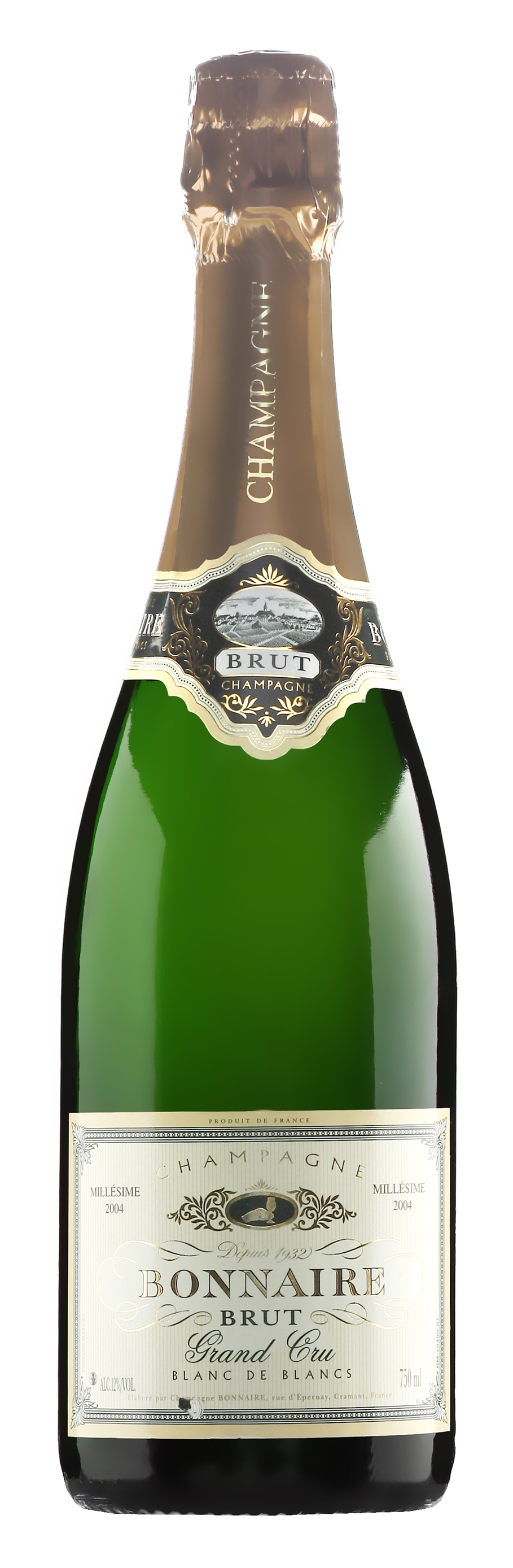
Bottiglia di vino effervescente con la sua fattezza particolare.
Vino effervescente, vino di festa. Peder Severin Krøyer, 1888, Konstmuseum de Stockholm.
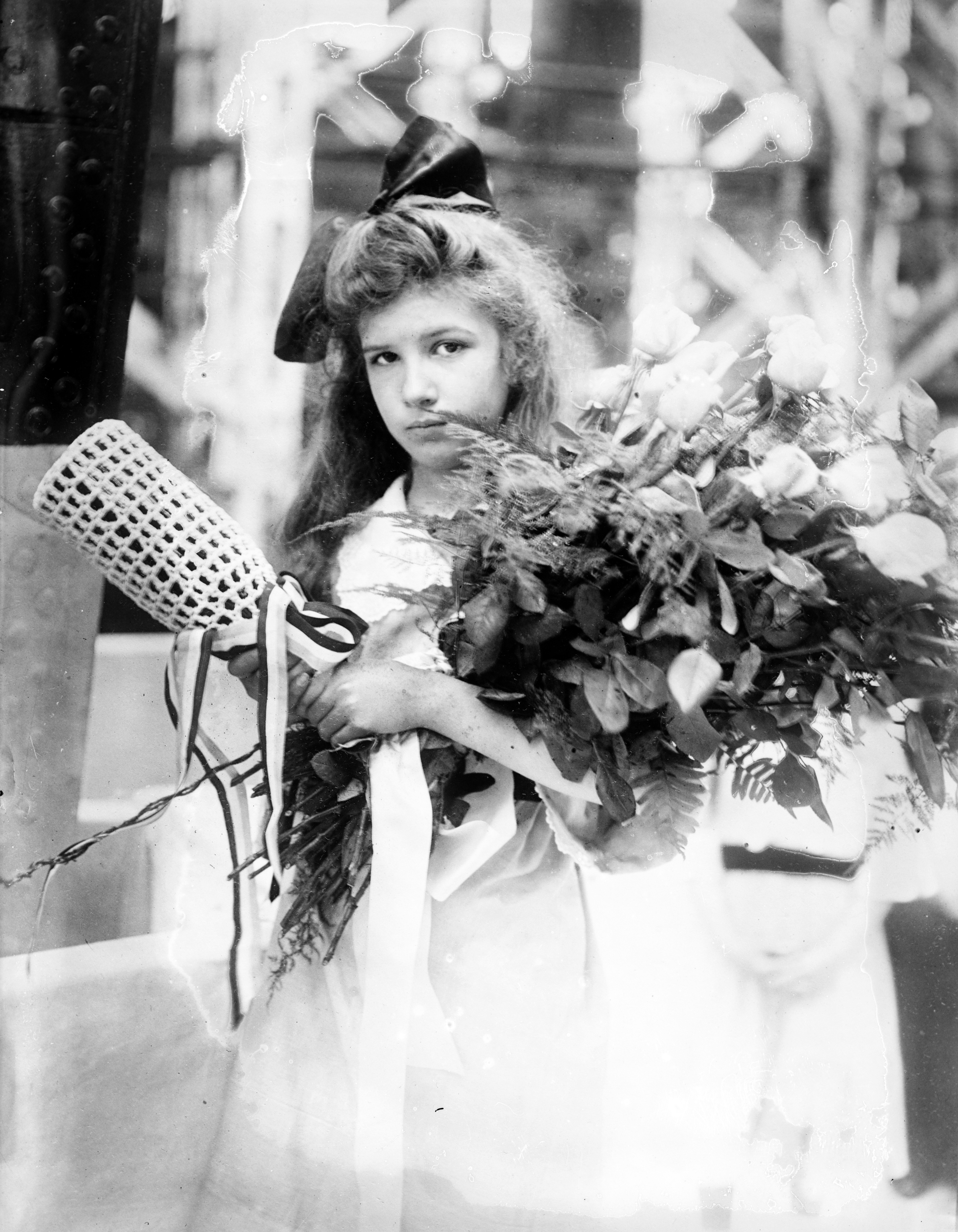
Inaugurazione del destroyer USS Wainwritght nel 1915[110].
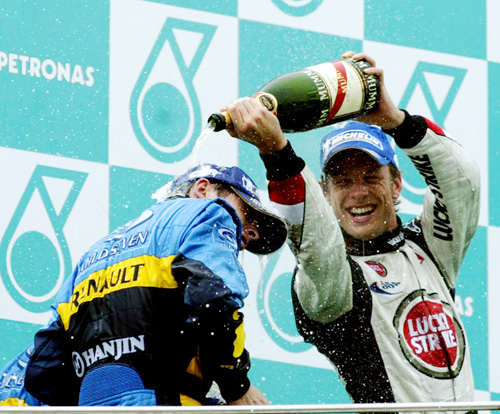
Immagine convenzionale dei vini effervescenti (vittoria automobilistica).

### Vino muté
Un vino muté è un vino ottenuto con l'aggiunta di alcol in fase di fermentazione.
In questa categoria rientrano tre tipi di prodotti vinicoli, a seconda del momento in cui avviene la mutizzazione:
- Le mistelle, o vini liquorosi, sono dei vini prodotti con mosto non fermentato che subiscono il processo della mutizzazione. Anche se molti stentano a definirlo vino a causa della mancanza di fermentazione, si tratta di un prodotto alcolico, la cui materia prima di base è l'uva. Il Pineau de Charentes, il Floc de Gascogne o il Macvin dello Jura sono tre mistelle francesi AOC (DOC secondo la normativa italiana);
- I vin doux naturel sono vini in cui la fermentazione viene bloccata precocemente. L'alcol aggiunto permette di conservare lo zucchero dell'uva, garanzia di dolcezza nel momento della degustazione. La maggior parte dei vini Moscato fanno parte di questa categoria (Moscato di Beaumes-de-Venise, Moscato di Rivesaltes, Moscato di Mireval, Moscato Catalano, Moscato d'Asti, etc.), così come il Porto bianco o il Madeira;
- I vini muté secchi sono dei vini senza zucchero ottenuti con il blocco della fermentazione ai quali viene aggiunto dell'alcol per aumentarne il grado alcolico. L'invecchiamento più lungo aumenta i tempi di conservazione. Fanno parte di questa tipologia lo Sherry o alcuni Porto bianchi secchi.

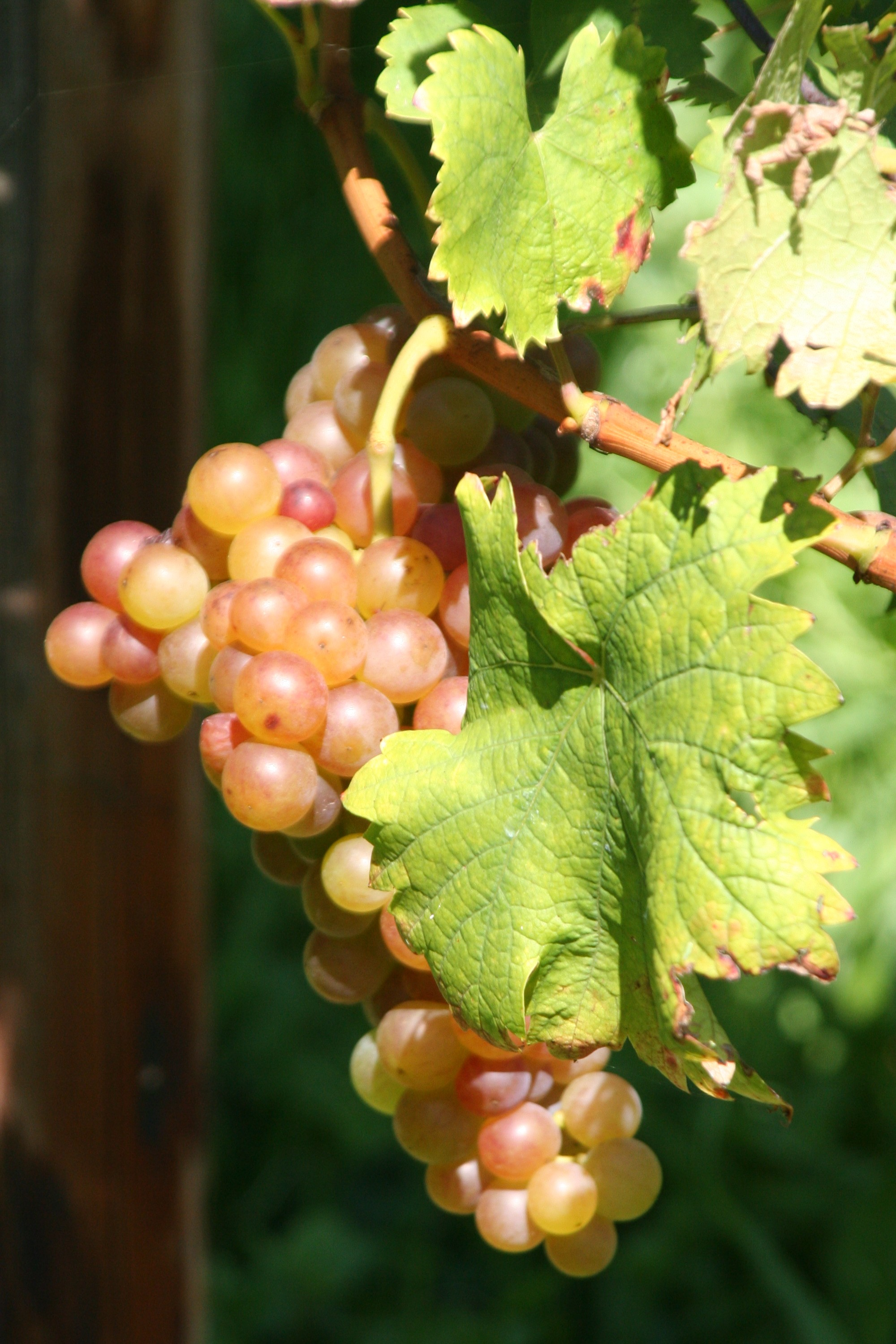
Vitigno moscato rosa a bacca piccola.
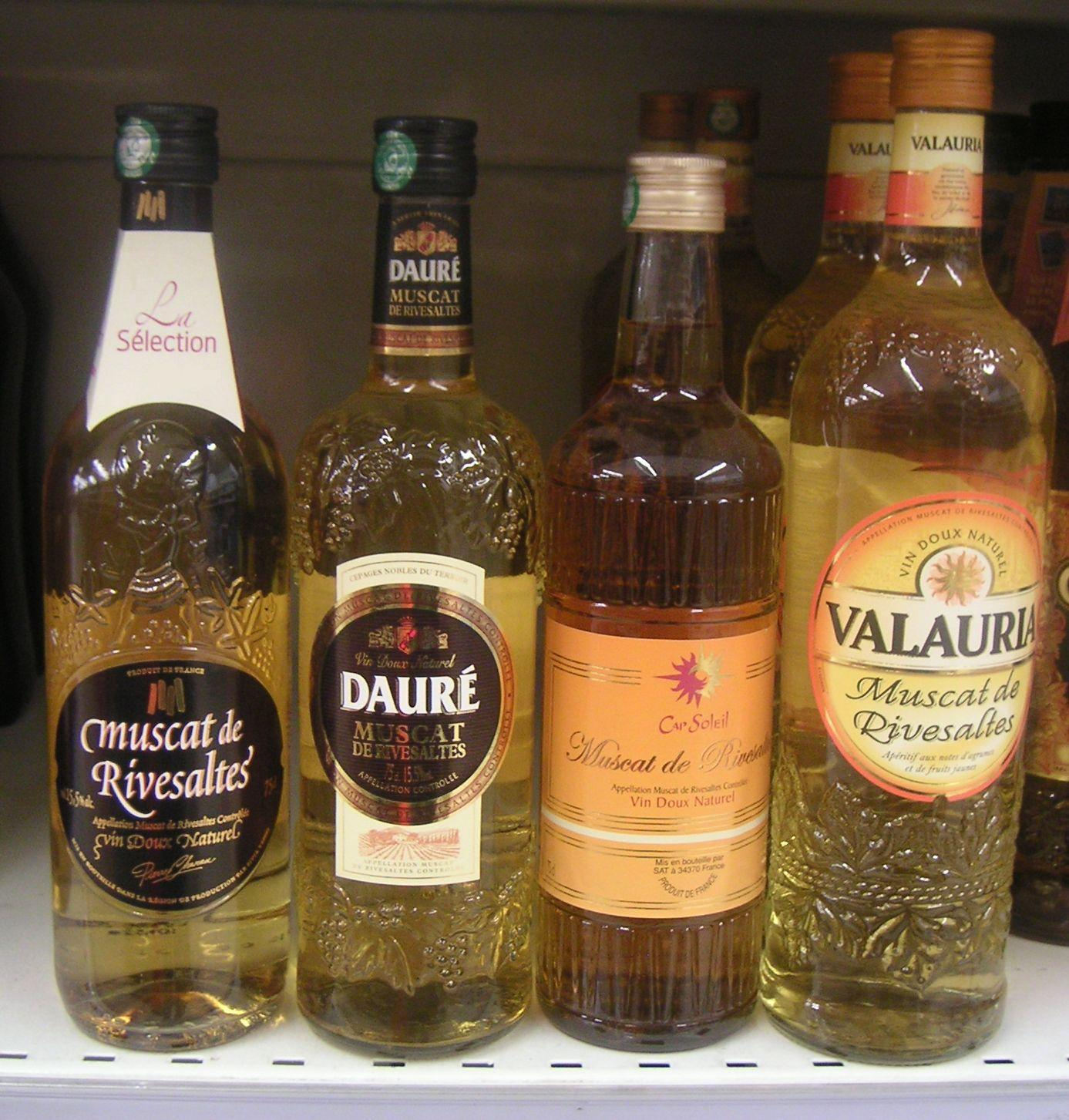
Bottiglie di Moscato di Rivesaltes.
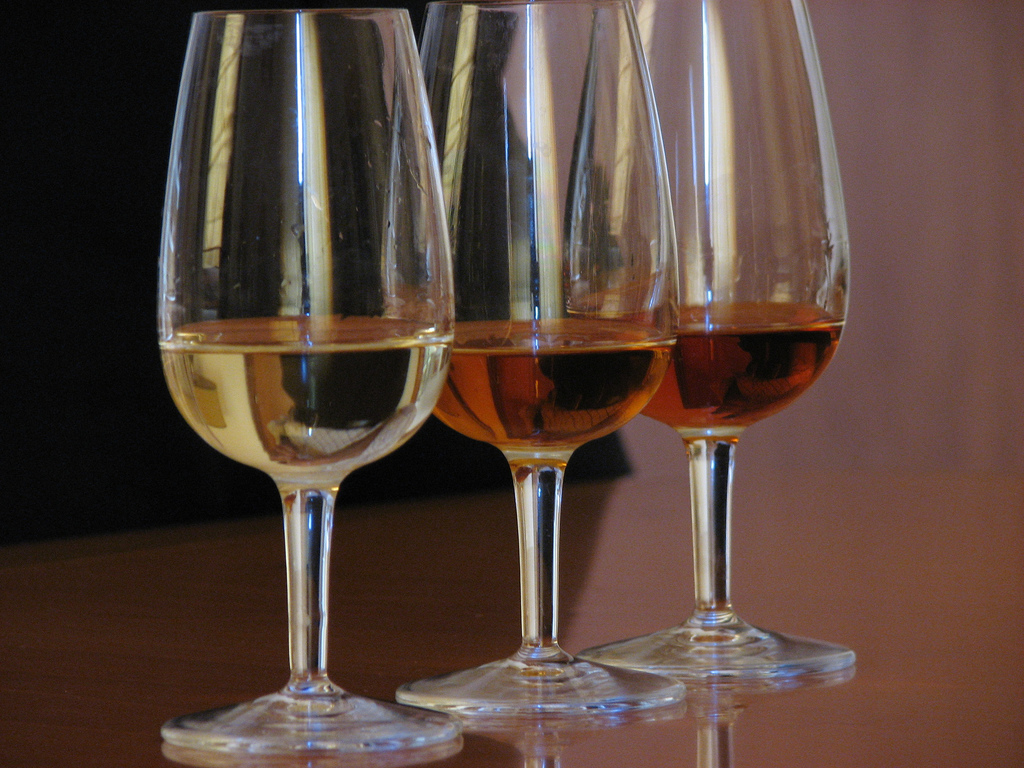
Sfumature del Marsala.
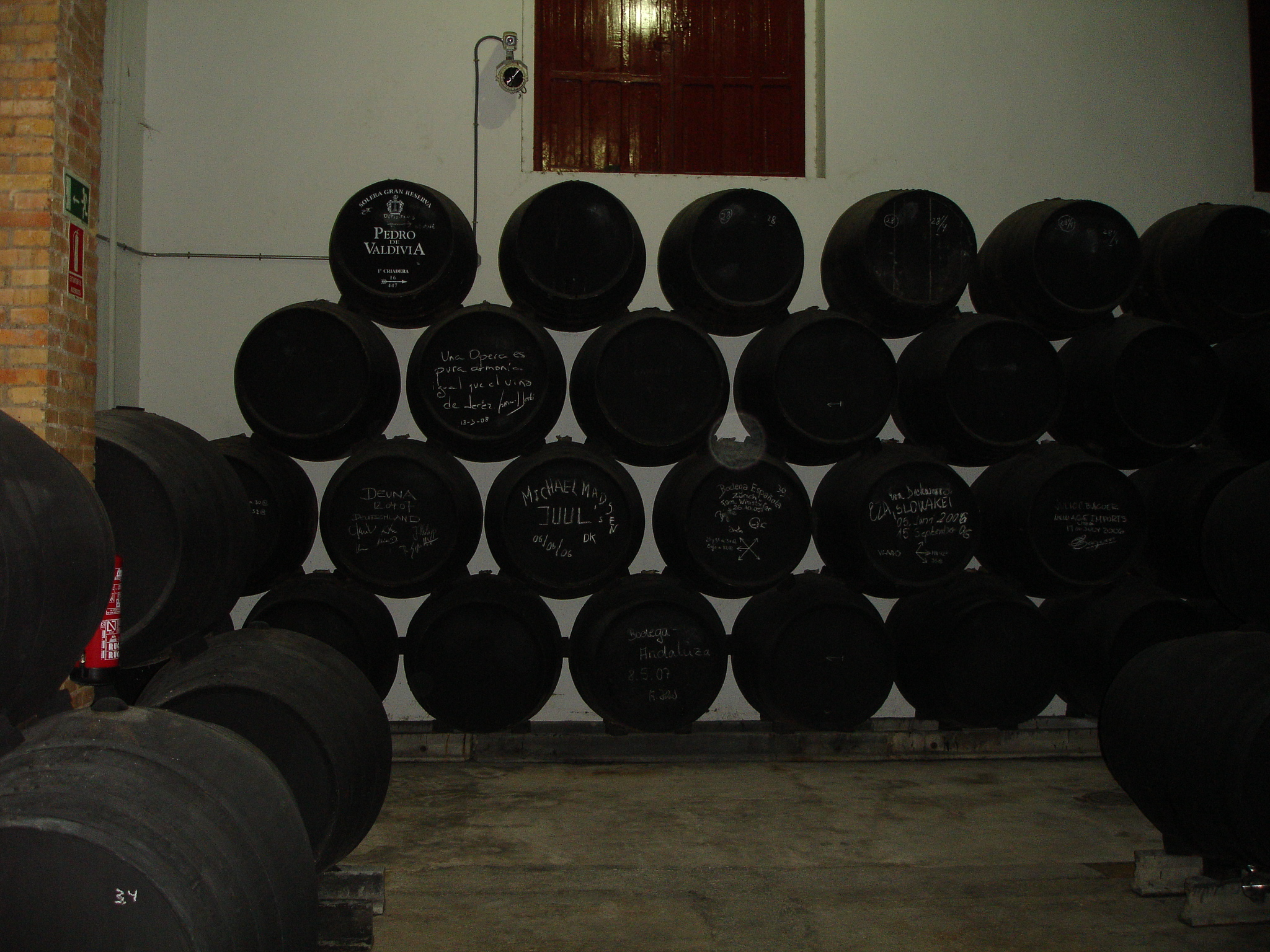
Invecchiamento dello Sherry con il metodo solera.

## Aspetto culinario

### Servizio del vino bianco

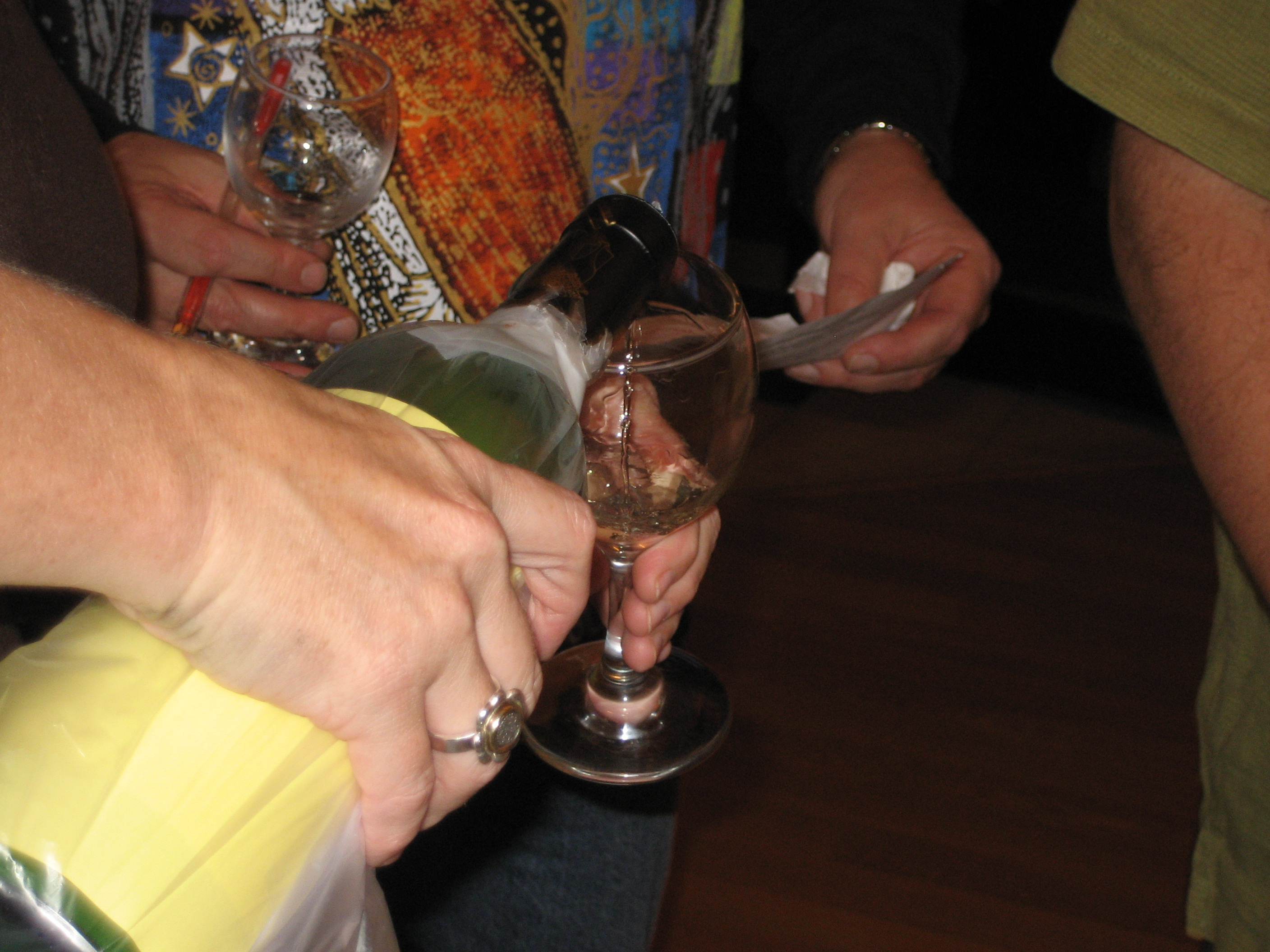
Servizio del vino bianco.

Per degustare un vino è necessario servirlo a una giusta temperatura di servizio. Il vino dev'essere fresco ma non ghiacciato. Tra 8 e 9 °C, la freschezza accentua la vivacità delle bollicine di un vino effervescente e attenua la dolcezza di un vino amabile o liquoroso. Invece, un vino secco aromatico dev'essere servito tra 0 e 12 °C per stimolarne la vivacità e donare freschezza agli aromi.
Infine, la temperatura di servizio dei vini bianchi dev'essere tra 12 e 14 °C per far sì che i degustatori percepiscano gli aromi e la struttura del vino.

### Abbinamenti vino bianco-cibo
I vini e i piatti s'influenzano l'un l'altro. Per esempio, i piatti leggermente dolci o salati attenuano l'acidità del vino bianco e il vino accentua il salato dei cibi e alleggerisce i piatti grassi. Il vino dolce accompagna i piatti dolci e salati attenuando la pesantezza dello zucchero.
Durante l'aperitivo, il vino secco profumato o il vino effervescente si sposa con gli stuzzichini. Secondo gli specialisti della degustazione, f1, lo zucchero o l'alcol e la vivacità fruttata di alcuni vini hanno un effetto saturante e stimolante sulle papille gustative.

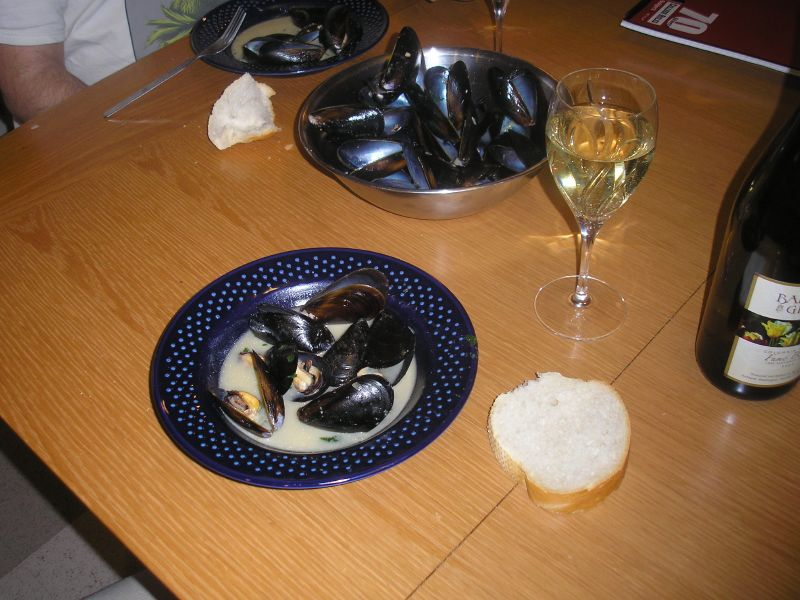
Cozze e vino bianco.

A tavola, i vini molto secchi, leggermente minerali, sono raccomandati con le ostriche e i frutti di mare perché la loro acidità tende far a risaltare la salinità dei molluschi. Con i crostacei, il pesce e le carni bianche bollite è indicato un vino bianco profumato. Per quanto riguarda le pietanze accompagnate da una salsa, il vino bianco controbilancia la pesantezza dei grassi. Se la salsa è ben equilibrata da un ingrediente vivo (succo di limone o mostarda), è consigliato un vino amabile o secco elevato in barrique, quindi un vino più ricco e consistente. I vini dolci, amabili o liquorosi accompagnano bene i piatti esotici alle spezie dolci (tajine, piatti alla cannella, alla vaniglia, ecc.). I vini bianchi liquorosi sono raccomandati, invece, con il foie gras. La diversità dei vini effervescenti fa sì che questi vini possano accompagnare qualsiasi tipi di pietanza. Infatti, possono essere consumati dall'inizio alla fine dei pasti.
I gastronomi preferiscono generalmente il vino bianco al vino rosso per accompagnare i formaggi, visto che la sua acidità si sposa bene con la materia grassa dei latticini. I vini secchi dagli aromi minerali come il Sauvignon o alcuni Chardonnay rivelano il gusto latteo dei formaggi caprini. I vini aromatici come il Gewurztraminer e alcuni vini effervescenti si abbinano al gusto potente dei formaggi a pasta molle e a crosta lavata (Maroilles, époisses, Munster, etc.). I vini bianchi secchi neutri (Castilla la Manche, Trebbiano) si abbinano bene ai formaggi grassi di pecora e un po' piccanti (Manchego e Pecorino romano). I formaggi a pasta pressata cotta richiedono un vino grasso con note legnose. Ne è un esempio l'abbinamento tra il formaggio Comté e il vino giallo di Jura. I vini liquorosi sono consigliati con i formaggi erborinati come il Bleus, il Roquefort e il Gorgonzola. In questo caso, la muffa del formaggio (Penicillium roqueforti) e quella del vino (marciume nobile) creano un'accoppiata armoniosa.
Il vino bianco è anche un vino da dessert. Tutti i tipi di vino sono permessi anche se quelli amabili e liquorosi sono i più indicati. I vini profumati (Gewurztraminer, Moscato) effervescenti o amabili si abbinano bene con i dessert alla frutta (macedonia, torta). I liquorosi e gli effervescenti sopportano la ricchezza dei dessert a base di crema o di burro. Le crème brûlée o il caramello possono essere consumati con un vino dolce e vivo come il Jurançon o un vino da vendemmia tardiva. Il cioccolato richiede un vino potente, ad esempio un vino dolce naturale ambrato.
Più di tutti gli altri vini, il vino bianco può essere consumato tra i pasti. Quest'abitudine anglosassone e germanica richiede un vino amabile o un vino secco e fruttato.

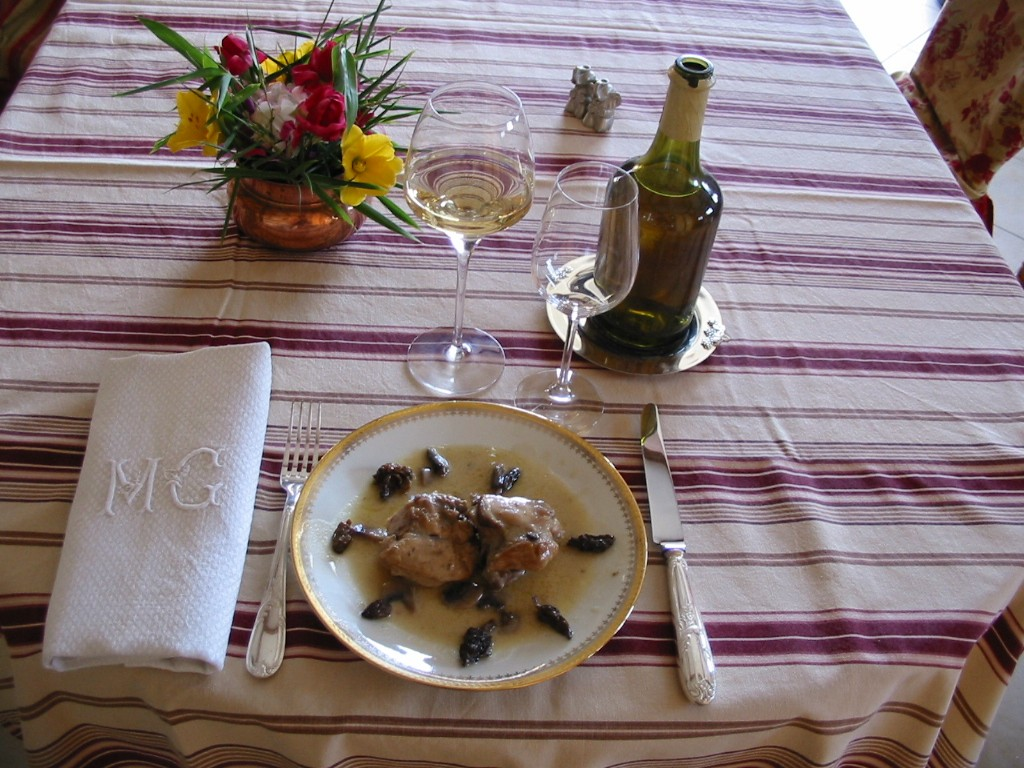
Pollo di Bresse con morchelle e vino bianco.
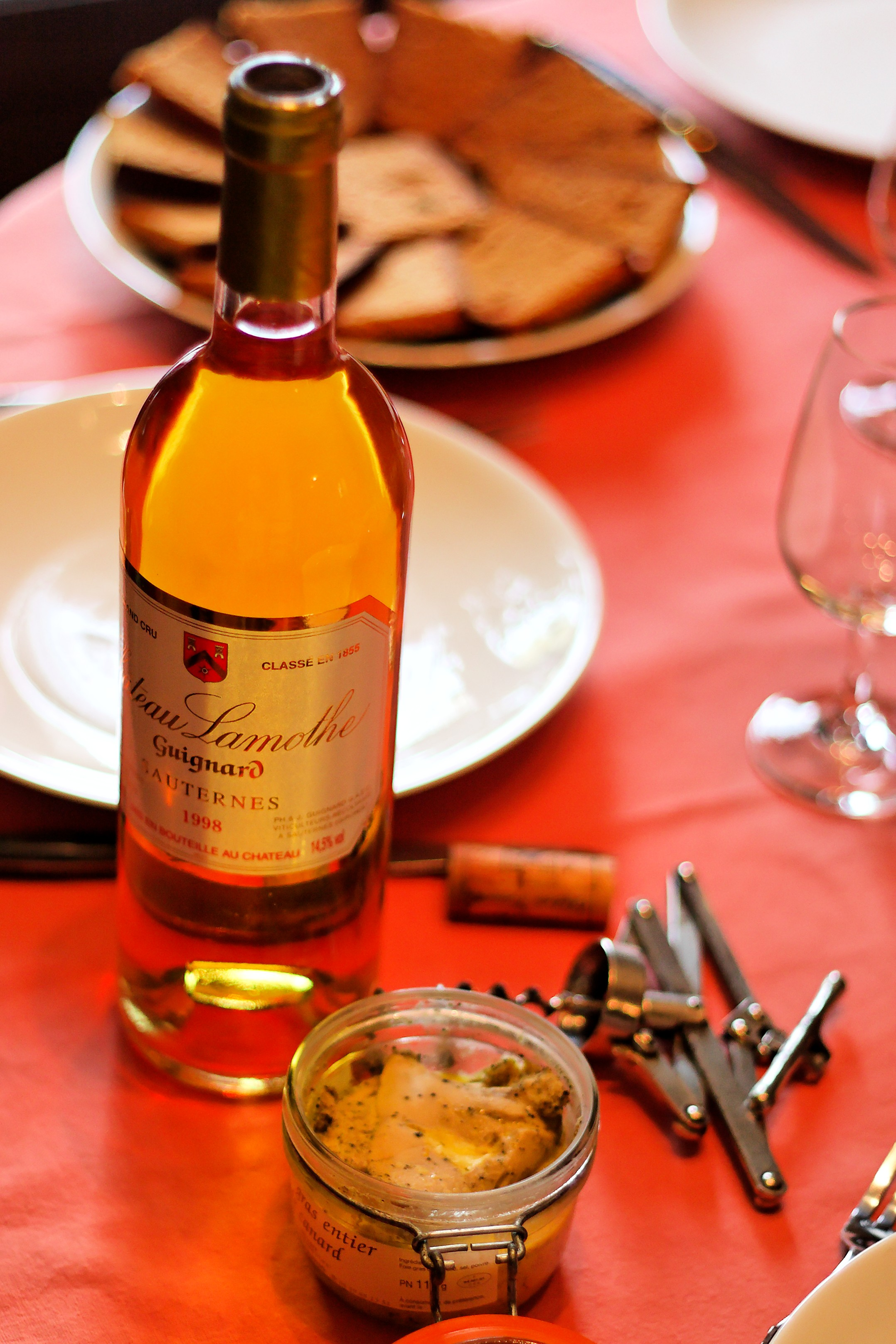
Foie gras e vino liquoroso.
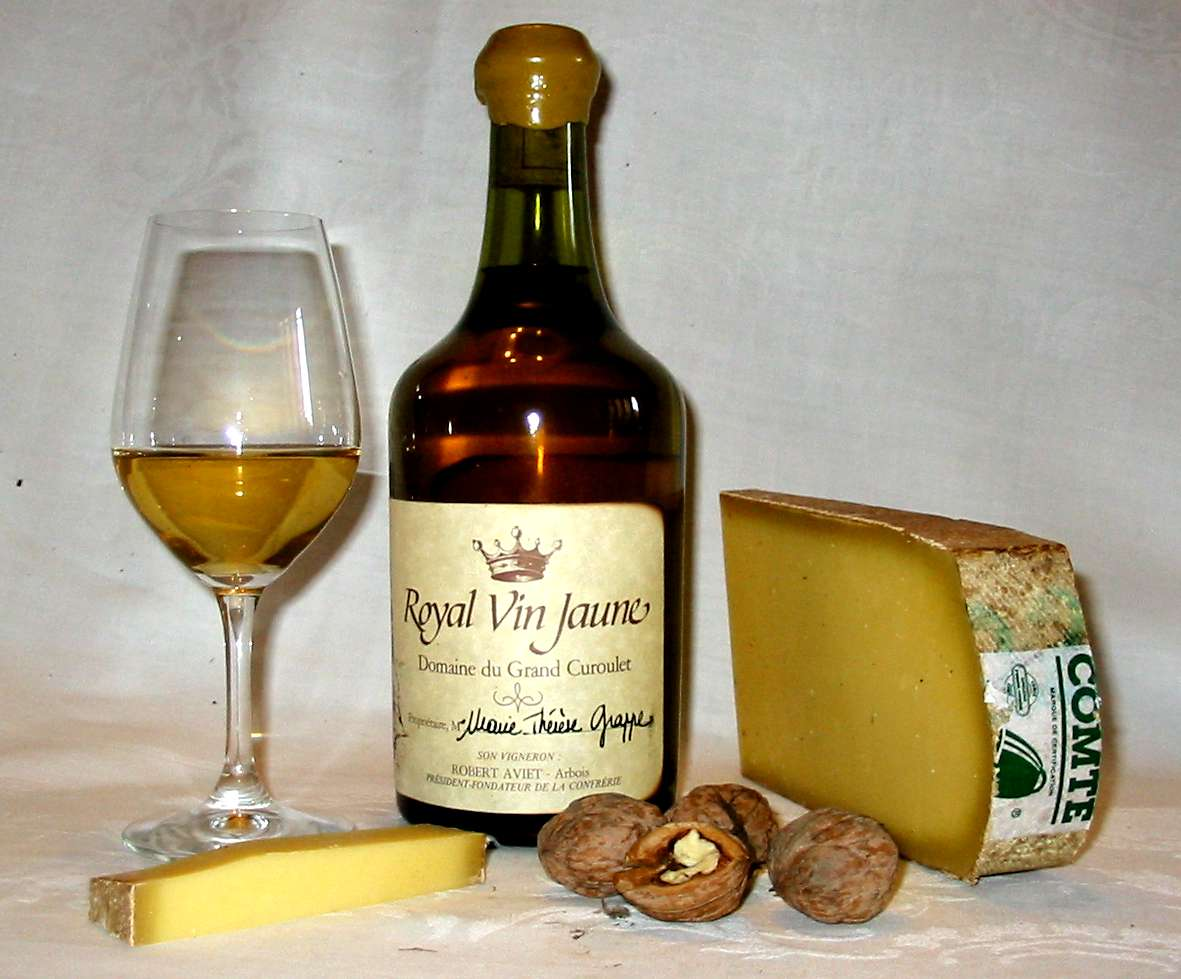
Vino giallo, Comté e noci.
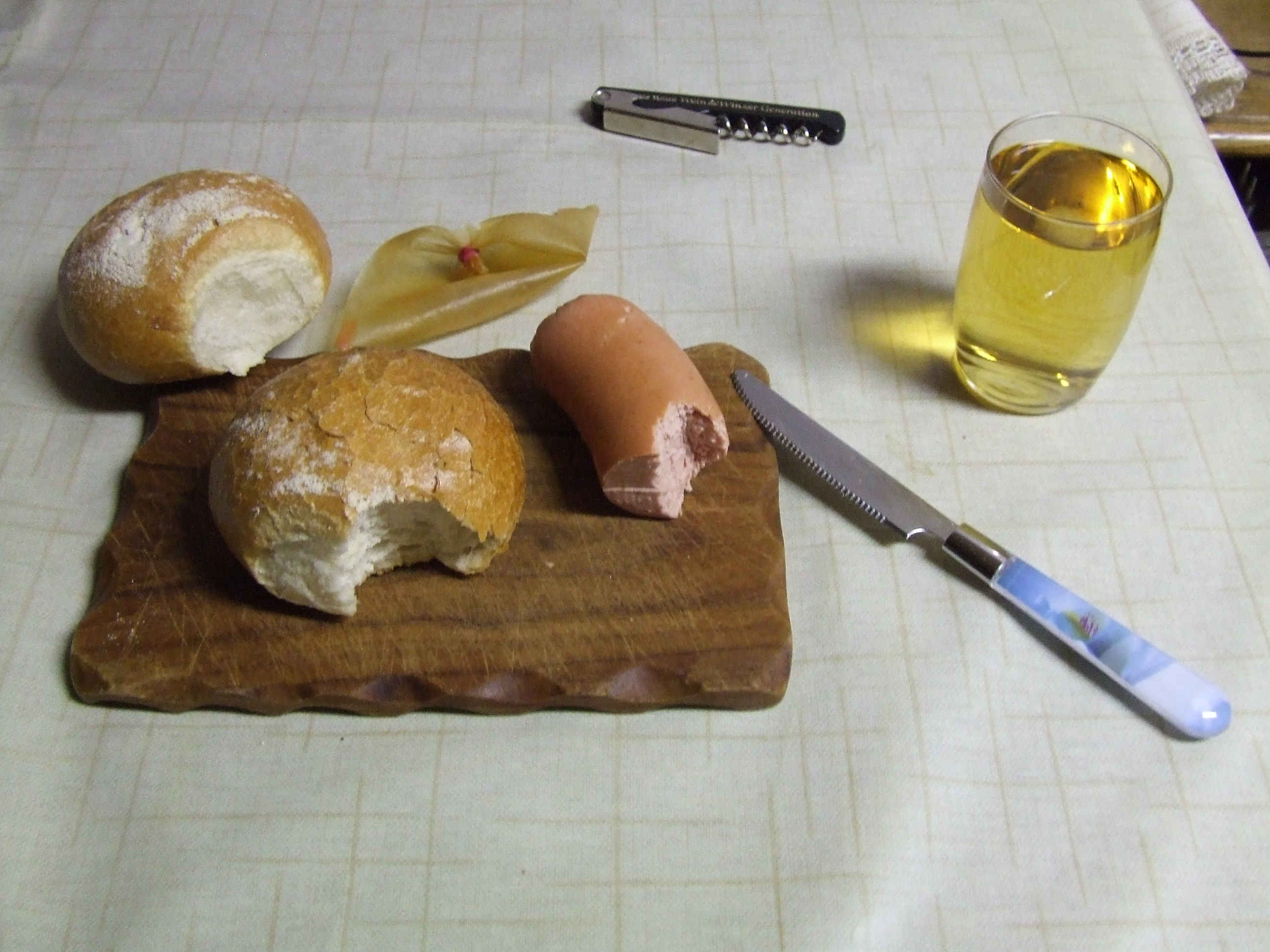
Anche se si va di fretta.

### Vino bianco come ingrediente dei piatti
Il vino bianco viene utilizzato regolarmente in cucina: è un valido alleato per sgrassare i cibi grassi grazie alla sua acidità che, inoltre, rende più delicati e teneri la carne e il pesce. In alcuni piatti, il vino bianco si può sostituire con il limone o, in assenza di quest'ultimo, con l'agresto, una conserva liquida densa a base di mosto d'uva, dal sapore acidulo. Dalla fermentazione del mosto si ottiene l'aceto, anch'esso usato spesso in cucina per conferire una nota agrodolce ai cibi.
Come mezzo per equilibrare i grassi, il vino bianco viene usato nella preparazione delle salse, come la salsa ravigote, la salsa bernese, la salsa marinara, ecc. Il vino bianco serve anche per deglassare il fondo di cottura: utilizzando un vino dolce, si creerà una salsa agrodolce sia dolce che salata. Nella fonduta al formaggio, la vivacità del vino bianco si equilibra con il grasso del formaggio. Inoltre, la freschezza del vino come bevanda da tavolo si oppone al calore della fonduta.
Nelle marinature, il vino ha il potere di rendere più tenere le fibre. A volte, permette anche di evitare la cottura di pietanze come il carpaccio di tonno all'italiana.
Il vino bianco è anche utilizzato come liquido in cui immergere i cibi nelle cotture lente. In questo tipo di piatto, il vino ha la funzione di ammorbidire la carne e di equilibrare il grasso del sugo. Per questo motivo, viene utilizzato nella preparazione dei crauti, della baeckoffe, del risotto, delle salse per carni bianche come l'ossobuco, la bistecca di vitello, il pollo, il coniglio e gli affettati.
Una regola ammessa dai gastronomi è di servire a tavola lo stesso vino che è stato utilizzato nella preparazione delle pietanze.

## Aspetti sanitari
A causa della breve macerazione, il vino bianco contiene pochissimi tannini e quindi pochissimi antiossidanti che, invece, rendono il vino rosso molto interessante dal punto di vista medico. Tuttavia, una squadra di medici di Montpellier hanno creato un vino bianco arricchito di polifenoli che oggi è destinato all'importazione verso l'Europa del nord, una regione che consuma il vino bianco in grandi quantità.
L'anidride solforosa, un additivo comunemente utilizzato nel vino, non è nociva se presente in basse piccole quantità ma i suoi effetti sono temuti dagli asmatici perché questo gas può provocare un attacco d'asma. L'insorgenza di altri disturbi come problemi respiratori, emicrania, e sensazione di calore nello stomaco possono essere sintomi di un'intolleranza. È molto rara una reazione dovuta alla mancanza di solfito ossido reduttasi, un enzima che degrada l'anidride solforosa. Sono in corso degli studi che mirano a verificare se alcuni sintomi attribuiti alla presenza di anidride solforosa non possano essere causati da altre molecole presenti nel vino.
Il vino bianco è una bevanda acida il cui pH varia da 2,8 a 3,6: si tratta di un'acidità aggressiva che può rovinare lo smalto dentale.
Inoltre il vino contiene alcol, espresso in gradi o in percentuale, che è responsabile della cirrosi epatica. Questa malattia può insorgere a partire da un consumo di alcol di 20 g al giorno negli uomini e 40 g nelle femmine. Tuttavia, studi condotti in California hanno dimostrato che il consumo quotidiano di vino in piccole dosi non è dannoso per il fegato, anzi riduce il rischio di malattie cardiovascolari. Nel 2010 sono stati condotti degli studi per determinare quali componenti del vino sono responsabili di questo effetto benefico.